# Art de la conversation

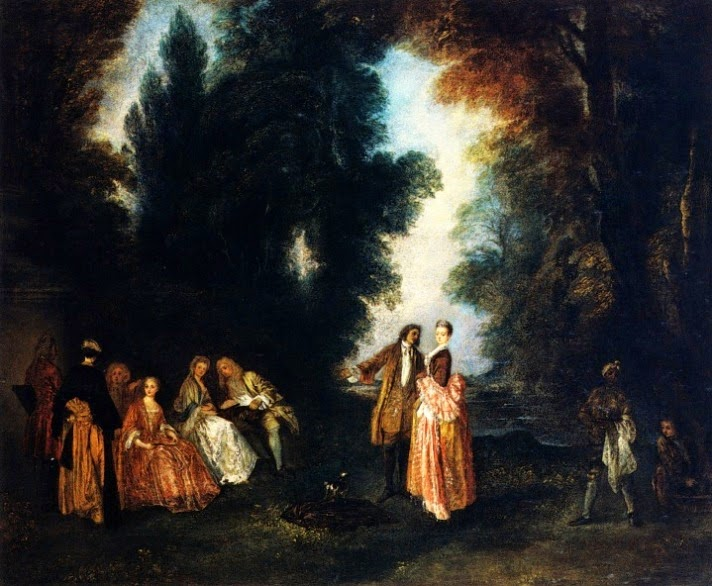
La Conversation d'Antoine Watteau (1721)...voltigeant de propos en autre, comme des abeilles qui rencontreraient en leur chemin diverses sortes de fleurs.

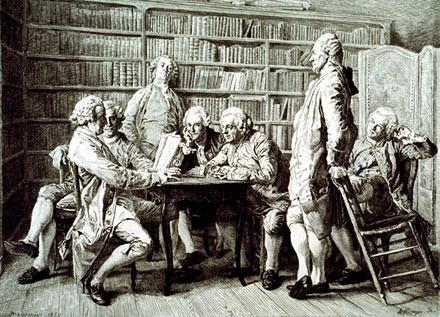
Entretiens sur un autre mondeJe ne m'amuserai point à dire que j'ai choisi dans toute la philosophie la matière la plus capable de piquer la curiosité. Mais après tout, s'inquiète de tout cela qui veut. Ceux qui ont des pensées à perdre, les peuvent perdre sur ces sortes d'objets ; mais tout le monde n'est pas en état de faire cette dépense inutile,.
Fontenelle, Préface aux entretiens sur la pluralité des mondes

Pour l’article homonyme, voir Conversation (homonymie).
L'art de la conversation, considéré comme l'un des fleurons de la culture classique française, désigne une pratique développée en France aux XVIIe et XVIIIe siècles, devenue un spectacle pour toute l'Europe et caractérisée par la recherche d'une dimension esthétique et hédoniste dans les échanges mondains. Dans les ouvrages traitant de l'art de la conversation dans la France classique, les auteurs ne délimitent pas cet art protéiforme dans ses formes ou ses codes. L'expression concerne originellement la conversation mondaine, mais ses pratiques et ses valeurs se sont répandues dans l'ensemble de la société cultivée, ont eu une influence importante dans la littérature, et le terme désigne plus généralement un art littéraire au sens classique de ce terme.
Pour des raisons culturelles et linguistiques, cet art a concerné essentiellement la France et son apparition a été favorisée par la libéralisation des mœurs à la mort de Richelieu. Il s'est développé grâce à l'émergence d'une société de Cour rassemblant une noblesse devenue oisive, en conservant ses caractéristiques originelles, issues du classicisme, dans le langage, la rhétorique et l'esthétisme, et sa diffusion dans l'ensemble du pays a été favorisée par le développement des Salons. Il a disparu rapidement lorsque la Révolution a bouleversé les conditions sociologiques qui l'avaient fait naître pour faire place à la « véhémence de l'orateur ».
Associant l'idéal de l'honnête homme et la culture du Courtisan, l'humanisme et la grâce, l'art de la conversation exige d'être galant, d'avoir esprit, goût, bel air et bon ton. Hommes et dames badinent en promenade ou dans les salons, échangent des flatteries, des pointes, dans la recherche d'un plaisir réciproque, se défiant de la rhétorique du débat. L'ensemble d'une société s'est reconnue dans cette pratique, et de nombreux contemporains en ont laissé un témoignage important à travers leurs mémoires, leur correspondance, ou des essais littéraires. Ils évoquent le plaisir qu'ils y trouvent, parfois les excès, et aussi ses codes et ses règles informelles. Ce sont ainsi de véritables portraits d'artistes qui nous sont parvenus.
La conversation orale représentait alors un modèle pour les différents genres littéraires, avec sa propre rhétorique et l'exigence formelle du classicisme, et s'inscrivait dans le courant esthétisant des Belles-lettres. Cette littérature de dialogues est devenue à son tour un modèle pour l'éducation sociale des aristocrates nobles et bourgeois, favorisant ainsi sa diffusion dans l'ensemble des cercles intellectuels, littéraires et mondains.

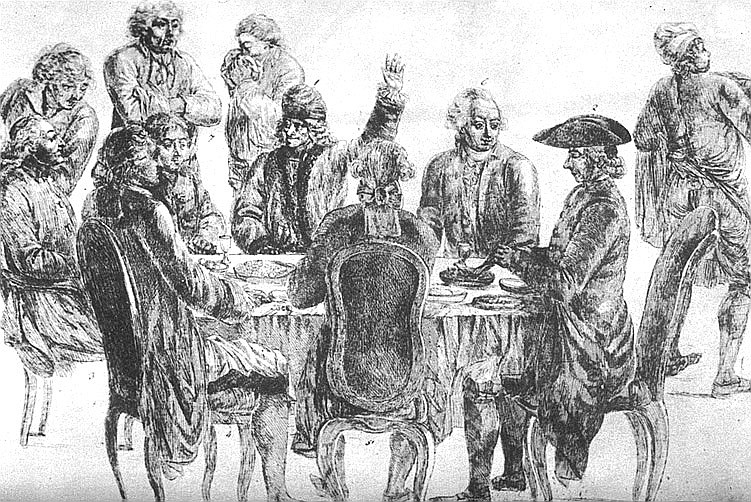
Voltaire et Diderot au Café ProcopeLe plus grand usage de la paroleJ'appelle Conversation, tous les entretiens qu'ont toutes sortes de gens, qui se communiquent les uns aux autres, soit qu'on se rencontre par hazard, et qu'on ait que deux ou trois mots à se dire ; soit qu'on se promene ou qu'on voyage avec ses amis, ou mesme avec des personnes qu'on ne connoist pas ; soit qu'on se trouve à table avec des gens de bonne compagnie, soit qu'on aille voir des personnes qu'on aime, et c'est où l'on se communique le plus agréablement ; soit enfin que l'on se rende en quelque lieu d'assemblée, où l'on ne pense qu'à se divertir, comme en effet, c'est le principal but des entretiens.
chevalier de Méré, De la Conversation

Dès le début du XIXe siècle, et aujourd'hui encore, des récits et des études expriment intérêt et nostalgie pour cet art disparu. Dans une époque où la communication rejette parfois dans l'indifférence la langue que l'on parle et le style dans lequel on s'adresse à autrui, cet article invite à « découvrir la passion que des temps moins éclairés mirent à disputer sur les qualités de leur langage, sur l'honneur qu'il pouvait faire à autrui et sur la faveur qu'il pouvait valoir au sujet parlant » comme l'écrivit Fumaroli.

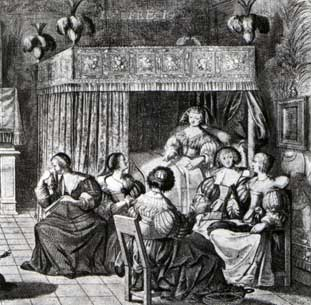
Conversation dans une ruelle du XVIIe siècle de l'hôtel de Rambouillet - La célèbre Chambre Bleue ?
L'art de la conversation devient alors inséparable en France de la délicatesse quasi musicale et de la curiosité la plus exacte portée à l'énonciation orale de la langue. Les femmes, aussi ignorantes que les crocheteurs, ont encore une meilleure oreille pour juger de cette musique, et pour en jouer.
Marc Fumaroli

## Invitation à une découverte
« Beaucoup de textes sont cités, parfois longuement, dans ces essais.
Ils sont extraits de livres oubliés aussi anciens que ces tableaux et que ces estampes. Je leur dois ce que l'ethnologue demande à ses informateurs, le témoignage écrit ou verbal qui, confronté à l'expérience visuelle, met sur la voie d'une compréhension, je dirais presque amoureuse, de ces étrangers surprenants mais qui recèlent, nous le sentons bien, un des secrets perdus de notre propre humanité.
La lecture des écrits anciens et la contemplation des œuvres anciennes ont ceci en commun : elles demandent du silence et une sorte de descente en soi-même. »

— Fumaroli, L'École du Silence (Préface)

### Espace sonore et littéraire
L'art de la conversation qui se pratiquait en France aux XVIIe et XVIIIe siècles, est mort (voir § Entre Urbanité et Civilisation),, devenu un lieu de mémoire, un mythe.

Invitation à un voyage de découverte amoureuseL'embarquement pour Cythère (1717) Watteau - Chef-d'œuvre du goût rocaille

Avec la présentation encyclopédique des différents aspects de cet art, des témoignages et des études qu'il a suscités, l'article est également l'occasion d'une visite guidée, littéraire, d'un univers disparu. Il permet ainsi d'apercevoir quelques personnages, acteurs de ces conversations : Fontenelle et ses mondes, Madame du Deffand dans son salon, Diderot au coin de l'âtre, les bourgeois de Furetière et tant d'autres. Il permet également de percevoir l'écho de leurs conversations, dans le style rocaille des arts décoratifs et de la peinture de ce siècle, que Marc Fumaroli décrit ainsi : « Esprit de finesse et raillerie qui refusent l'esprit de sérieux sans renoncer à la suprême responsabilité de l'élégance, dans la galanterie du dialogue masculin-féminin ».
Pendant cette période d'un siècle et demi, La magnificence et la galanterie n'ont jamais paru en France avec tant d'éclat : la noblesse, dépouillée de ses fonctions anciennes, se retrouve à Versailles pour faire sa cour au roi ; Madame du Deffand en prend son parti et constate que « Gouverner un état ou jouer à la toupie, me paraît égal ; mais c'est la pierre philosophale que de s'assurer de ne s'ennuyer jamais ». Alors les plaisirs, les arts et les lettres règnent à la cour de Sceaux. À cette époque-là, on peut être précieuse (voir § Les précieuses et les savantes) sans être toujours ridicule, mais il est préférable de ne pas paraître savant (voir § Les fâcheux). On s'évanouit d'une expression triviale inconsidérée, dans un salon ou au théâtre. On sursaute, à Sceaux, dans les salons littéraires, à l'irruption d'une cadence à la rime dans la prose d'une conversation, parce que Vaugelas la condamne, : la galanterie et la magnificence n'avaient encore jamais paru en France avec tant d'éclat.
À Versailles, la société de cour régule les positions de prestige, et l'essentiel des rapports de force se traduit dans les échanges mondains où le fond s'exprime d'abord par la manière. Un trait d'esprit du duc de Lauzun atteint et blesse la cible, mais il est difficilement compréhensible pour le lecteur du XXIe siècle : le duc s'exprime davantage par le ton et l'attitude que dans ses mots.
Mais pour chanter la griserie

Errante en ces lieux défunts,

Volupté savante et meurtrie

De vieux baisers, d'anciens parfums,

Il faudrait sous mes doigts dociles

Les cordes d'un basson d'amour

Au long manche du bois des Îles,

Peint de bergères Pompadour.
— Jean Lorrain, Griserie
Cet art s'est diffusé dans l'aristocratie et la bourgeoisie, par la littérature et le développement des Salons, et dans la société, où, selon Furetière « on tâchait d'imiter tout ce qui se pratique dans les belles ruelles par les précieuses du premier ordre, ». Il s'est développé dans le cadre de la conversation mondaine, la démarquant des conversations savantes ou érudites. C'est ainsi que « l'ensemble d'une société oisive s'est retrouvée dans ce qu'elle identifiait elle-même comme un loisir mondain commun. Ce fut, pour la nation tout entière, un idéal de sociabilité sous le signe de l'élégance et de la courtoisie, qui opposait à la logique de la force et à la brutalité des instincts un art de vivre ensemble fondé sur la séduction et sur le plaisir réciproque ».
Pour tenter d'approcher la réalité musicale de ces conversations et mieux comprendre l'esprit de la nation qui conversait, alors qu'il n'en reste évidemment aucune archive sonore, il faut écouter la musique de cette langue classique précise, souvent somptueuse, instrument des conversations. Les références et illustrations sonores (voir § Illustrations sonores) et les textes encadrés faciliteront cette approche : « En apprenant la prosodie d'une langue (la prosodie cherche l'ode, c'est-à-dire la musique dans la langue et la manière dont ceux qui la parlent habitent le réel) on entre plus intimement dans l'esprit de la nation qui l'a parlée » et les témoignages des acteurs, la lecture des dialogues dans l'œuvre romanesque et théatrâle permettront également d'approcher cette réalité effacée.

### Pour une approche du contexte culturel

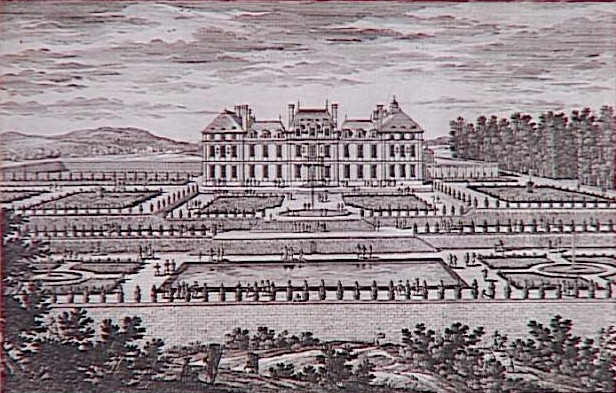
Château de SceauxLa magnificence et la galanterie n'ont jamais paru en France avec tant d'éclat

Si les chefs-d'œuvre éphémères de cet art ont disparu, « des épaves plus résistantes nous en sont parvenues », selon l'expression de Marc Fumaroli : « la disposition des hôtels particuliers, leur décor, les arts plastiques et décoratifs travaillent à créer, avec l'art des jardins, un milieu liquide, miroitant et ductile pour cette grande affaire française, la sociabilité orale. »
Les salons reconstitués avec leur mobilier au musée des arts décoratifs à Paris (§ Voir aussi) évoqueront le décor, de ce théâtre de la conversation. L'article Style Louis XV présente quelques exemples de ce mobilier.
Une visite au Musée du domaine de Sceaux (§ Voir aussi), une déambulation dans le parc du château feront renaître la cour de Sceaux et le salon de la duchesse du Maine ; le château de Rambouillet (§ Voir aussi), a également accueilli beaucoup de ces chefs-d'œuvre éphémères. Et bien sûr Versailles, le parc et le château, (§ Voir aussi), la scène où se produisaient le duc de Saint-Simon et ses contemporains.
Les études contemporaines (voir § Études modernes) proposent de nombreuses pistes pour approfondir la connaissance de cet art et de son contexte culturel ; la lecture des ouvrages de la bibliographie classique (voir § Auteurs antérieurs à la Révolution) permettra d'entendre un écho de la langue de ces conversations, et des émotions qu'elles procuraient. La langue littéraire était en effet un modèle pour la conversation réelle, qui en retour nourrissait l'œuvre romanesque.

## Un art du classicisme français
« Malgré tous les défauts qu'on attribue aux Français, c'est en France, et les étrangers équitables en conviennent, qu'il faut chercher le talent de la conversation. Il est plus commun et plus estimé chez eux que chez toute autre nation. Le même tempérament qui la leur fait aimer, les dispose à y réussir. »

— Abbé Trublet
La période sur laquelle on convient généralement de considérer que la conversation mondaine fut un art s'étend de la mort de Richelieu (1642) à la Révolution (1789). Le classicisme désigne cependant une période légèrement plus restreinte, en particulier pour la littérature, commençant par convention vers 1660 et centrée sur le règne de Louis XIV.

### Art essentiellement français
L'exclusivité française, souvent revendiquée, et souvent reconnue par l'étranger, d'une pratique de la conversation considérée comme un art par la société qui s'y adonne ou s'y reconnaît au point de l'élever au rang d'une institution littéraire, est généralement expliquée par les circonstances historiques (hypertrophie de la Cour, oisiveté de la noblesse...). Des caractéristiques sociales (oisiveté, soulignée par Stendhal) et culturelles (spécificités de la langue française classique...) sont probablement également en cause : ainsi, selon Voltaire, « de toutes les langues de l'Europe, la française doit être la plus générale, parce qu'elle est la plus propre à la conversation (...) car les Français ont été, depuis cent cinquante ans, le peuple qui a le plus connu la société ».

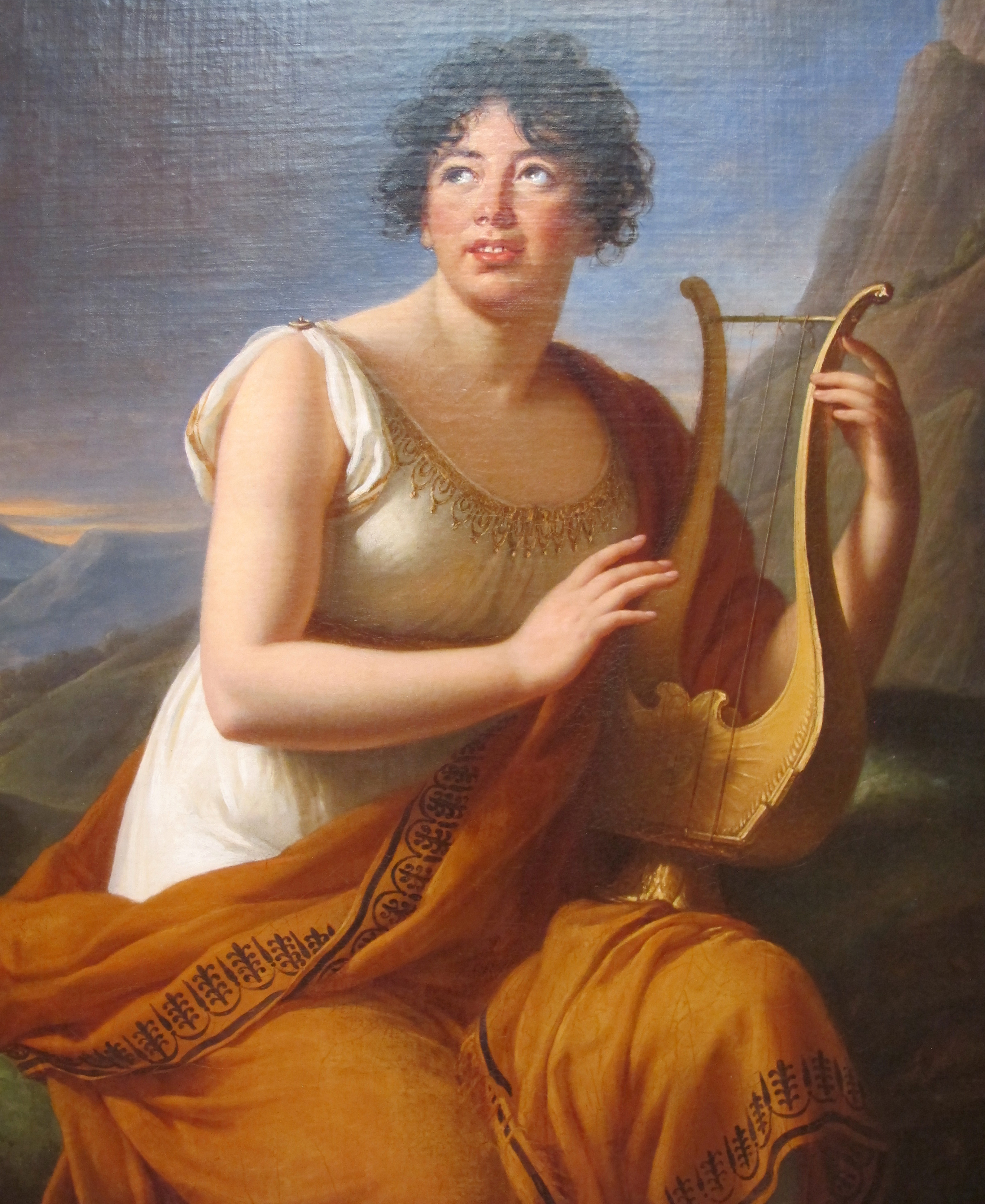
Madame de Staëlla nation qui avait le plus de grâce, de goût et de gaieté.

Madame de Staël l'affirme presque sans nuance : « on peut l'affirmer sans impertinence, les Français sont presque seuls capables de ce genre d'entretien. C'est un exercice dangereux, mais piquant, dans lequel il faut se jouer de tous les sujets », et elle consacre un chapitre à répondre à cette interrogation : « Pourquoi la nation française était-elle la nation de l'Europe qui avait le plus de grâce, de goût et de gaieté? ». Et la conversation pourrait bien exprimer, dans sa forme et dans son objet, l'essence d'une société.
Ainsi l'Allemagne serait moins prédisposée à cette pratique : l'écrivaine estime que le tempérament des Allemands et des Autrichiens ne les prédisposent pas à cet exercice :
« ils donnent à chaque chose le temps nécessaire, mais le temps nécessaire en fait de conversation [de salon] c'est l'amusement ; si l'on dépasse cette mesure l'on tombe dans la discussion, dans l'entretien sérieux qui est plutôt une occupation utile qu'un art agréable
. »
Norbert Elias y ajoute d'autres différences culturelles :
« en Allemagne, le livre était, en dépit des relations sociales entre intellectuels, sinon le seul du moins le moyen de communication primordial ; en France, les hommes communiquaient entre eux - en dépit de leur amour du livre - d'abord par la conversation
 ».
L'Angleterre a cependant pu approcher cet art :
« Les Anglais, ne redoutant point le ridicule que les Français savent si bien donner, se sont avisés quelquefois de retourner la moquerie contre ses maîtres ; et loin que les manières anglaises parussent disgracieuses même en France (...) l'Angleterre a été pendant longtemps aussi à la mode à Paris que Paris partout ailleurs ». Mais Pierre Assouline, nostalgique de cet art français, suggère avec humour que de toute façon, « les gens de ce pays, qui pratiquent le small talk (en), et y survivent, ne sont pas comme nous ».
À propos de l'Italie, c'est Stendhal qui remarque que dans ce pays, « tout homme passionné est occupé et n'a pas besoin qu'on l'amuse ; faute d'amusements, il ne risque pas de tomber dans l'abîme de l'ennui, comme Madame du Deffand », l'opposant ainsi à la société mondaine de la France où l'on converse comme on joue à la toupie, pour chasser l'ennui. L'incompréhension est réciproque, car la conversation n'occupe pas la même place pour les deux nations : « la conversation n'est ici [en Italie] que le moyen des passions ; rarement est-elle en elle-même un objet d'intérêt. Ce petit ensemble de faits, je ne l'ai jamais vu comprendre par un seul Français ».
Les Espagnols ne rechercheraient pas autant que les Français la compagnie de leurs compatriotes : « Le François ne saurait, comme l'Espagnol, plus tranquille et plus grave, soutenir une solitude oisive, content, pour ainsi dire, de lui-même, heureux par le seul repos ».
Ainsi le chevalier de Méré explique que ce terme, Honnête homme, « cette expression qui merite bien d'estre entenduë, si rare et si belle », n'a pas d'équivalent chez les Italiens, les Espagnols, les Anglais et les Allemands . Cette spécificité serait liée à celle du modèle de l'Honnête homme, référence fondamentale des règles de la conversation (voir § Honnêteté, bon goût et galanterie), terme qui serait propre à la langue française. La conversation serait ainsi le « principal emploi des honnêtes gens désoccupés qui trouvent aisément, parmi les gens les plus occupés (...) certains qui ne sont pas toujours fâchés qu'on les détourne pour quelques moments d'un travail ennuyeux et pénible ».

### Avant le classicisme: utilité et confrontation
François de Sales (1567-1622) identifiait trois catégories de conversation, excluant le caractère ludique et esthétique ou mondain qui prévaudra ensuite :

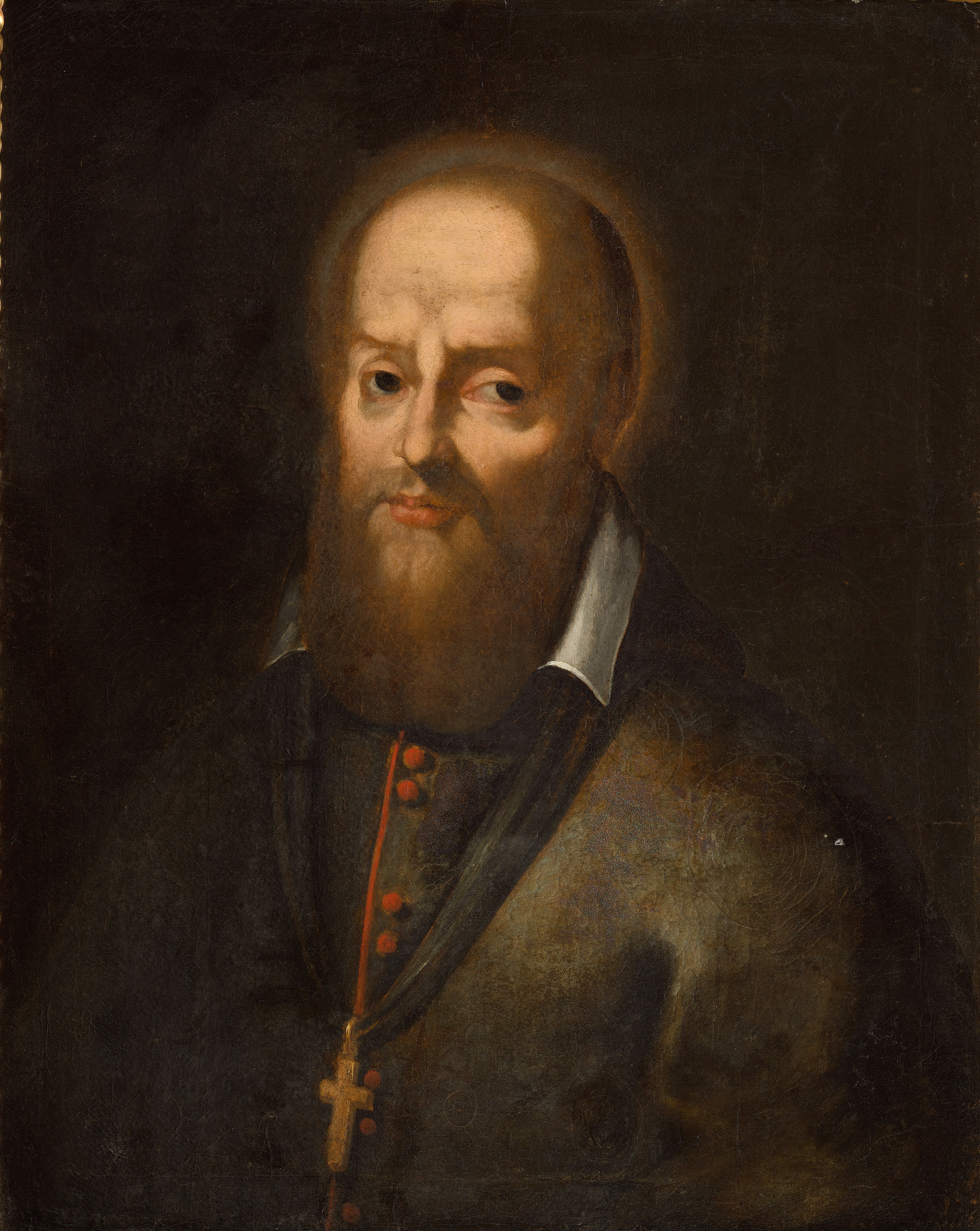
François de Sales(1567-1622)des conversations utiles et vertueuses, d'une joie modérée...

- Les mauvaises conversations : « On appelle mauvaises conversations celles qui se font pour quelque mauvaise intention, ou bien ceux qui entraîne en icelles sont vicieux, indiscrets ou dissolus ; et pour celles-là, il s'en faut détourner. »
- Les conversations inutiles : « Il y a des conversations inutiles à tout autre choses qu'à la seule récréation, lesquelles se font par un simple divertissement des occupations sérieuses ; et quant à celles-là, il ne faut pas s'y adonner (...). »
- Les conversations utiles : « Reste les conversations utiles, comme sont celles des personnes dévotes et vertueuses (...) En toutes conversations, la naïveté, simplicité, douceur et modestie sont toujours préférées (...) Il faut pour l'ordinaire qu'une joie modérée prédomine en notre conversation. »

Il définit sa propre conception de la pratique des échanges mondains à la Cour royale du XVIe siècle (« la gaieté et gausserie provoque à rire par une simple liberté, confiance et familière franchise, conjointe à la gentillesse de quelque mot ») à partir de l'exemple médiéval de la Cour de Saint Louis au XIIIe siècle, où la récréation reste en liberté surveillée :
« Saint Louis, quand les religieux voulaient lui parler des choses relevées après dîner : Il n'est pas temps d'alléguer, disait-il, mais de se récréer par quelque joyeuseté et quolibets : que chacun die ce qu'il voudra honnêtement ; ce qu'il disait favorisant la noblesse qui était autour de lui pour recevoir des caresses de sa Majesté
. »
Le ton, le maintien, n'avaient pas encore la place prépondérante qu'ils prendront ensuite. L'« éloquence du corps » (le regard, les gestes, le visage) n'était pas impliquée consciemment dans l'art de la parole :
« Les traités du XVIIe siècle ne faisaient qu'effleurer le sujet et, bien que préconisant une langue simple, naturelle, dénuée d'affectation, les manuels de conversation ne se préoccupaient guère de la voix et de ses capacités expressives, leurs auteurs pensant probablement que les choses allaient de soi
. »
Dans les années 1570, Montaigne, qui consacre un chapitre entier de ses Essais à la « conférence » propose une vision plus animée d'une confrontation orale : « J'ayme entre les galans hommes qu'on s'exprime courageusement : que les mots aillent où va la pensée. Il nous faut fortifier l'ouye, et la durcir contre cette tendreur du son cérémonieux des parolles. (...) Elle n’est pas assez vigoureuse et genereuse, si elle n’est querelleuse, si elle est civilisée et artiste, si elle craint le hurt et a ses allures contreintes
, ». Dans cette vision, il s'agit se réunir des individualités fortes qui se confrontent en se respectant : c'est l'individu, avec sa personnalité, qui est la valeur centrale et non pas le groupe. Et pour la confrontation des idées Montaigne valorise la curiosité savante contre la non-challance aristocratique.
La langue employée par Montaigne (gasconnismes, dédain pour l'élégance, voix vive et rauque), n'est pas encore celle de la Cour, qui sera réformée sous l'influence de Malherbe, et favorise la confrontation d'idées : la langue de Montaigne est encore celle d'une discussion virile, entre hommes. Cette véhémence heurtée fera place ensuite à l'euphonique douceur du langage de bonne compagnie et de cour, et Guez de Balzac, initiateur emblématique des Belles-lettres qualifiera Montaigne d'archaïsme et de provincialisme.

### Transition: liberté plaisante
La mort en 1642 de Richelieu, ministre dur et haï, (« Que ne mouroit alors Son Eminence / Pour son bonheur et notre repos ! ») permet une libération relative de la parole et des mœurs.
En 1661, la mort de Mazarin marque le début de l'exercice absolu du pouvoir par Louis XIV, avec le contrôle de la noblesse à la Cour et le retour d'une morale plus austère sous l'influence en particulier de Madame de Maintenon. Cependant, les évolutions du langage et de la société qui ont permis l'essor de l'art de la conversation (réforme de la langue, développement de la cour...) avaient déjà commencé, et cet art restera marqué par ce contexte originel d'un « atticisme Richelieu » : « version originale, moderne et chrétienne, du goût attique des Anciens : un classicisme non d'imitation pédante, mais de fraîcheur inventive et de jeunesse retrouvée ».

L'exercice absolu du pouvoir, et une Cour austère, favoriseront ensuite les comportements excessifs et transgressifs : les Précieuses, les Savants, le Ridicule... Mais, entre ces deux moments, la Régence d'Anne d'Autriche, reine indulgente, a permis le développement d'une civilisation mondaine. Dans cet intervalle, « on ne vivait alors plus que pour le plaisir, dans une liberté et une franchise qu'on a plus connues ensuite » : la « vérité délicate et sincère » peut s'exprimer plus librement, et « les vices délicats se nommaient des plaisirs ».
Le tems de la bonne Régence

L'art de flatter en parlant librement,

L'art de railler toujours obligeamment,

En ces tems seul étoient choses connuës,

Auparavant nullement entenduës ;

Et l'on pourroit aujourd'hui sûrement

Les mettre au rang des sciences perduës.

Le sérieux n'avoit point les défauts

Des gravités qui font les importantes,

Et le plaisant rien d'outré ni de faux ;

Molière en vain eût cherché dans la Cour

Ses Ridicules affectées ;

Et ses Fâcheux n'auroient pas vû le jour,

Manque d'objets à fournir les idées...
— Saint-Évremond, Lettres, à Ninon de l'Enclos
C'est à cette époque de paix qu'apparaissent les salons, et, avec eux, les Précieuses, dans l'acception initiale de ce terme, dont l'Abbé de Pure nous dit que « les premiers beaux jours que la paix nous a donnez, ont fait cette heureuse production, et en ont embelly leur serenité, et enrichi nos conversations. Ces astres qui brillent sur la terre, ont deux sortes de ciel que la nouvelle philosophie a appelé Alcove ou Ruelle. L'un et l'autre ne composent qu'une sphère, et sont dans un mesme cercle que l'on appelle de Conversation ».
C'est ainsi que Saint-Évremond évoque, après 1672, dans une lettre à Ninon de Lenclos, les belles années de leur jeunesse (voir encadré), à la mort de Richelieu, alors qu'ils avaient moins de trente ans : le ton des conversations était plus libre, la raillerie, la flatterie et la préciosité n'avaient pas le caractère excessif qu'ils eurent par la suite.
Les sujets de conversations étaient élevés au rang d'art. On parlait beaucoup de mariage et de décès, mais le sujet principal était l'amour et on se posait des questions comme : "La beauté est-elle nécessaire pour faire naître l'amour ?" ou encore "Le mariage est-il compatible avec l'amour ?"

### Classicisme et Lumières: esthétique mondaine
La noblesse, dessaisie de nombreuses charges de l'État, éloignée de la gestion de ses terres, est rassemblée à la Cour dans une oisiveté mondaine : Norbert Elias situe les prémisses de cette société de cour durant le règne de Henri IV de France (1589-1610).
- Le génie de la langue française

La « conférence », rude, telle que l'appréciait Montaigne, n'est plus de mise, et la langue française elle-même a évolué, adoptant une musique plus élégante : « enfin Malherbe vint... » promouvant la langue de la Cour avec son bonheur courtois et ses saveurs harmoniques et euphoniques (« du vin qui rit dedans l'or... » voir encadré), à la portée seulement de la société cultivée, parisienne et proche du roi. 
La langue française, doux nectar

Comme un qui prend une coupe

Seul honneur de son trésor,

Et de rang verse à la troupe

Du vin qui rit dedans l'or,

Ainsi versant la rosée

Dont ma langue est arrosée

Sur la race des Valois,

En son doux nectar j'abreuve

Le plus grand Roi (...)
— Ronsard, Odes, Premier Livre, II A luy-mesme
Cette évolution consacre ce qui deviendra, selon Marc Fumaroli, un lieu commun : le « génie de la langue française » qui « hérite du latin sa clarté économique, de l'italien sa douceur, de l'espagnol son éclat, du christianisme gallican sa réserve et sa gravité morales, une lumière qui contient toutes les couleurs, mais qui n'en abuse pas »
- Prestige et formalisme

L'évolution sociale d'une classe cultivée et aisée favorise le développement de la conversation comme un art, loisir mondain qui se propage ensuite au-delà de la Cour royale par les salons et la littérature. Dans une telle société, les individus communiquent préférentiellement par la conversation et l'action a lieu essentiellement par la parole : le « commerce social d'homme à homme » est régi par « une réglementation méticuleuse de l'étiquette, du cérémonial, du goût (...) et même de la conversation » et Jacques Revel évoque « l'indéfini commentaire du groupe sur lui-même dans la conversation ».
L'exemple présenté dans la section Origine et place de la conversation littéraire illustre bien ce point : un grammairien critique sous forme de dialogue un roman, cette critique est à son tour critiquée par un autre grammairien également sous forme d'une conversation, et ces dialogues alimenteront les échanges d'après-dîner...
- L'effacement du je

Madame du Deffand soulignait que dans les Essais de Montaigne « le je et le moi sont à chaque ligne », alors que dans cette nouvelle société de cour, il faut ne jamais parler de soi-même(Voir § Un art collectif / Emulation mondaine). Et Bossuet le répète aux consciences aristocratiques qu'il dirige : « Qu'importe au monde qui vous soyez, où vous soyez, ou même que vous soyez ? Cela lui est indifférent ; on n'y songe seulement pas. Peut-être aimerait-on mieux être tenu pour quelque chose étant blâmé, que d'être ce pur néant qu'on laisse là », ou Pascal : « le moi est haïssable (...) il est incommode aux autres (...) chaque moi est l'ennemi ». Cette orientation morale favorise l'attention aux autres dans la conversation : écoute, complaisance et agrément (voir § Un art collectif / Émulation mondaine).
Dans ce contexte moral, les positions de prestige, régies par la « rationalité de cour » dont Norbert Elias évoque l'apparition à cette époque, sont exprimées par les formes (maintien, ton, attitude...).
- La dispute mondaine

La conversation s'inscrit, dès son origine, dans le cadre moral et mondain de l'Honnête homme qui se construit au XVIIe siècle. Au cours du XVIIIe siècle le développement des Lumières tend à valoriser progressivement les échanges intellectuels parmi la bourgeoisie cultivée ou savante, mais dans la Conversation il ne s'agit pas de raisonner ou de s'exposer. La discussion reste une activité principalement hédoniste, même pour une dispute intellectuelle : « il n'est pas question du vray ou du faux ; ces questions ne sont plus du temps, ny à la mode. Il est question de l'apparence & du plaisant ». Ainsi, Saint-Évremond constate, après le départ du marquis de Miremont du salon qu'il fréquente : « la conversation languit, la dispute est morte » mais s'il regrette les échanges « vifs, animés, et disputant » c'est parce que dans ces conversations, « l'air [brillant] y était préférable aux raisons », le plaisir reste privilégié plutôt que la rationalité, et le poète préféré au savant.
La hiérarchie des valeurs selon Montaigne est ainsi inversée avec la recherche de la grâce indicible : la curiosité, l'affectation sont prohibées au profit de la nonchalance aristocratique. C'est ainsi que « La construction collective du goût passe par l'exercice sacralisé de la conversation » qui acquiert une valeur artistique, avec une esthétique mondaine centrée sur les effets, où l'art de plaire tient le rôle central.

### Après la Révolution: véhémence de l'orateur
Les bouleversements apportés par la Révolution créent un contexte social et économique dont l'aristocratie, et particulièrement la noblesse, avec ses codes mondains définitivement désuets, se trouve définitivement étrangère, et la conversation s'interrompt pour faire place à la véhémence des orateurs. L'art de la conversation, comme les autres arts, devait tout aux manières de voir, à la foi et au goût et la conversation mondaine, où « les devisants manifestaient leur modestie et leur douceur dans l'attention scrupuleuse apportée aux autres par la politesse, dans l'usage d'un style refusant véhémence et grandiloquence » meurt dès que le tranchant d'un dogme opprime les vraisemblances et stérilise les médiations. La vertu de complaisance cède la place à l'argumentation.

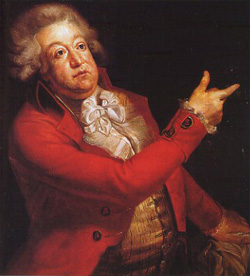
MirabeauL'urbanité n'est que le masque de la vertu

- Dissolution d'une société décadente

En 1768, Mirabeau dénonce la corruption de la société par l'urbanité des mœurs, et la dénonciation s'applique particulièrement à cet art qui a façonné le masque de l'urbanité pour la conversation mondaine :

« la civilisation d'un peuple est l'adoucissement de ses mœurs, l'urbanité, la politesse et les connaissances répandues de manières que les bienséances y soient observées et y tiennent lieu de lois de détail : tout cela ne me représente que le masque de la vertu et non son visage (...) c'est du sein des sociétés adoucies par tous les ingrédients qu'on vient de citer qu'est née la corruption de la société
. »

Avec plus de recul, un siècle après la Révolution, dans les années 1870, Taine confirme ce constat d'une société décadente en reprenant certaines remarques de Voltaire : « des gens bien nés, bien élevés, qui, écartés de l'action, se rejettent vers la conversation et occupent leur loisir à goûter tous les plaisirs sérieux ou délicats de l'esprit (...) L'arbitre de la vérité et du goût n'est plus, comme auparavant, l'érudit (...) le pédant, et à la suite le savant, est écarté » et il souligne le caractère « artificiel et sec » de la vie de salon au XVIIIe siècle. Dans ces conditions, « plus une aristocratie se polit, plus elle se désarme, et quand il ne lui manque plus aucun attrait pour plaire, il ne lui reste plus aucune force pour lutter » et la vie de salon s'efface par « retour à la nature et au sentiment ».
- Évolutions culturelles

La France révolutionnaire est purifiée du rocaille comme du despotisme et de l'obscurantisme et se rallie au fonds commun européen des lettres et des arts, dominés par les Lumières philosophiques et le néo-classicisme artistique.
La « rationalité de cour » cède la place à une la « rationalité bourgeoise-industrielle » gérant les interdépendances économiques.
- Évolutions de la sociabilité

Une décennie après la Révolution, dans les premières années du XIXe siècle, Madame de Staël explique la disparition de ces formes de sociabilité par « l'apparition d'un genre d'égalité et du mauvais goût » faisant disparaître « la politesse qui classe au lieu de réunir ». Elle suggère que « Dans un pays où il y aura de la liberté, l'on s'occupera plus souvent, en société, des affaires politiques que de l'agrément des formes et des charmes de la plaisanterie ». Chateaubriand confirme l'évolution des mœurs et son effet sur la conversation : « l'avarice, l'ignorance, l'amour-propre, se montrent sous un jour nouveau. Ces vices, dans le siècle de Louis XIV, se composaient avec la religion et la politesse, maintenant ils se mêlent à l'impiété et à la rudesse des formes : ils devaient donc avoir dans le dix-septième siècle des teintes plus fines, des nuances plus délicates ; ils pouvaient être ridicules alors, ils sont odieux aujourd'hui ».
Selon Daniel Roche, qui commente les récits qu'Arthur Young fait de ses voyages en France à la fin du XVIIIe siècle, le ton des conversations « versaillaises », trop compassé selon cet observateur anglais, n'est plus adapté au contexte de la « mondialisation » en cours à cette époque, car elle ne permet pas le « dialogue d'idées d'une société composite et rarement fixe de gens du monde, d'hommes de culture, de savants, d'artistes, d'hommes et de femmes ».
Après Thermidor, Madame de Staël tente de faire revivre les Salons littéraires, mais sous une forme plus intellectuelle, et plus virile. Selon Marc Fumaroli, elle tenta, comme Chateaubriand, Stendhal et Balzac sous d'autres formes, de « perpétuer et d'étendre par d'autres moyens le prestige des mœurs civiles, afin d'atténuer ce que pouvait avoir de brutal, de niveleur et de potentiellement barbare la brusque extension citoyenne de droits égalitaires abstraits ». Mais l'orientation plus favorable aux sensibilités masculines aurait cependant contribué à la disparition de la conversation classique : « la Révolution sera une revanche ostentatoire de la vertu virile et de l'éloquence masculine sur les grâces flexueuses des sopranos et le jacassement des hautes-contre de la conversation des salons de l'Ancien Régime ».

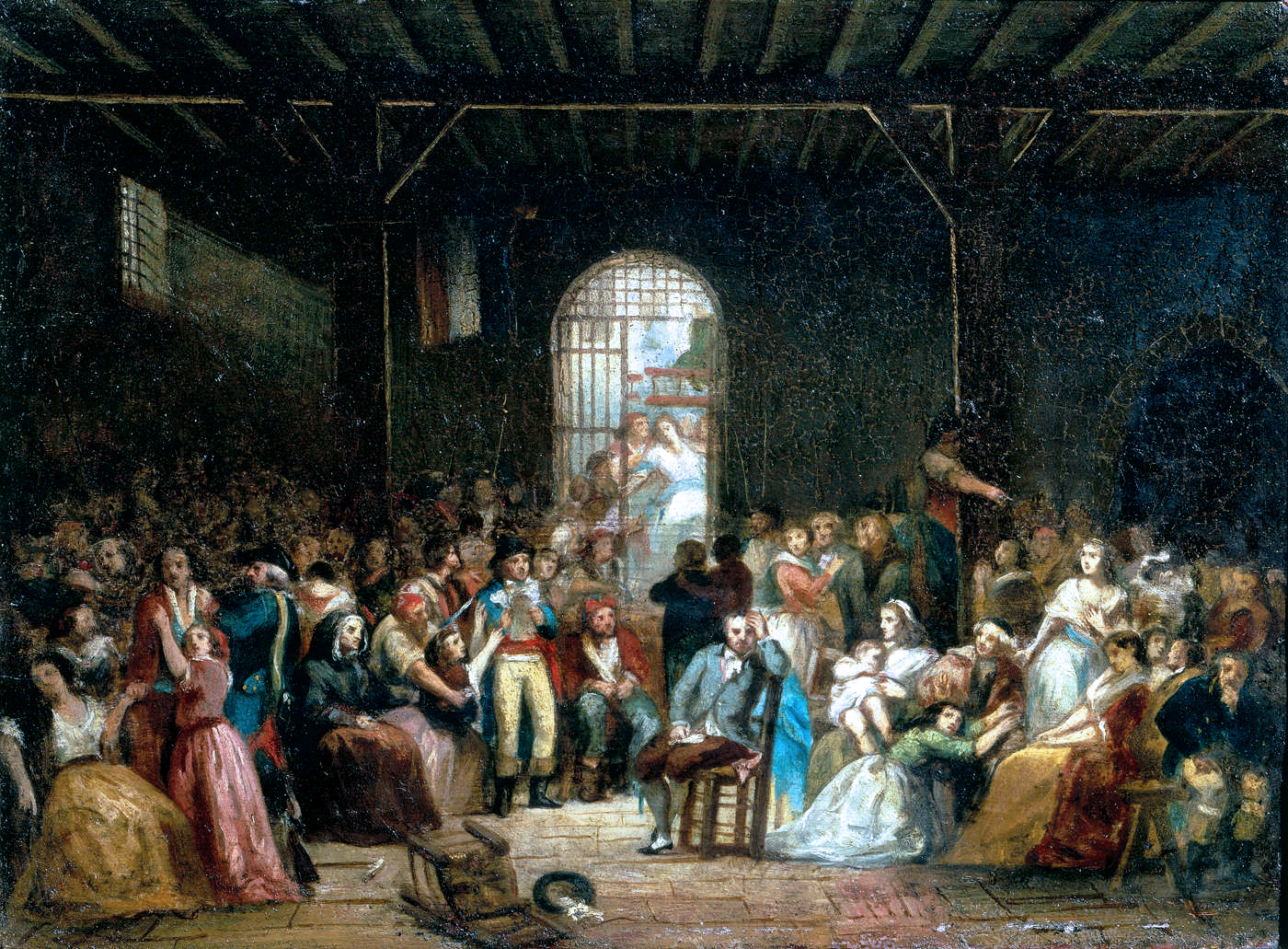
La Terreur à la prison Saint-LazareTenir salon dans une mauvaise auberge...

- Un vase brisé dans une mauvaise auberge

Taine résume dans une image la disparition simultanée d'une société et d'un art de vivre et de converser, pendant la Révolution et la Terreur :

« En prison, hommes et femmes s'habilleront avec soin, se rendront des visites, tiendront salon : ce sera au fond d'un corridor, entre quatre chandelles ; mais on y badinera, on y fera des madrigaux, on y dira des chansons, on se piquera d'y être aussi galant, aussi gai, aussi gracieux qu'auparavant : faut-il devenir morose et mal appris parce qu'un accident vous loge dans une mauvaise auberge ? (...) Trait suprême du savoir-vivre qui, érigé en devoir unique et devenu pour cette aristocratie une seconde nature, se retrouve dans ses vertus comme dans ses vices, dans ses facultés comme dans ses impuissances, dans sa prospérité comme dans sa chute, et la pare jusque dans la mort où il la conduit
. »

## L'art et la manière
« Les lois de la conversation sont en général de ne s’y appesantir sur aucun objet, mais de passer legerement, sans effort & sans affectation, d’un sujet à un autre ; de savoir y parler de choses frivoles comme de choses sérieuses ; de se souvenir que la conversation est un délassement, & qu’elle n’est ni un assaut de salle d’armes, ni un jeu d’échecs ; de savoir y être négligé, plus que négligé même, s’il le faut : en un mot de laisser, pour ainsi dire, aller son esprit en liberté, & comme il veut ou comme il peut. »

— d'Alembert et Diderot, Encyclopédie ou Dictionnaire raisonné des sciences, des arts et des métiers

### Honnêteté, bon goût et galanterie

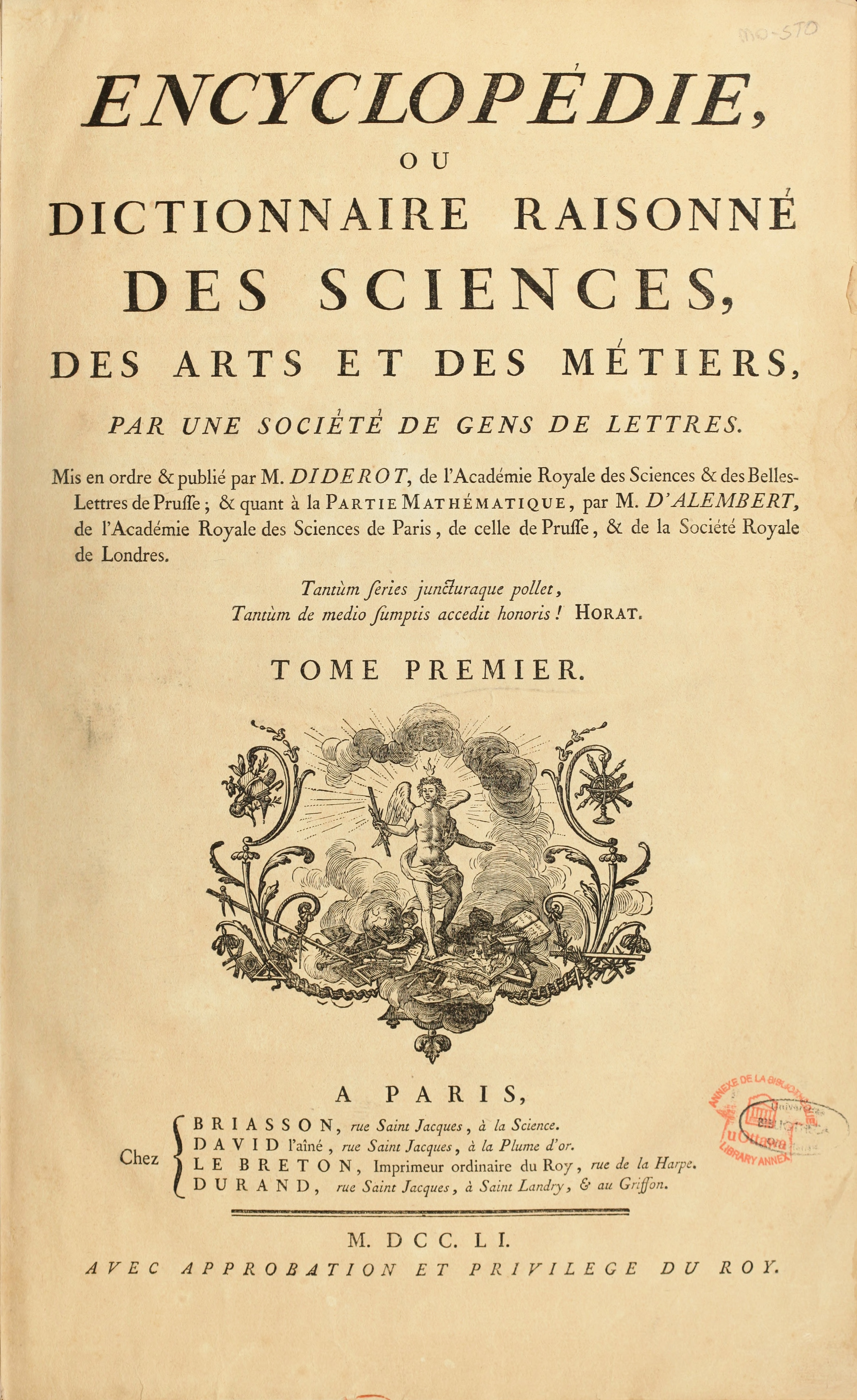
Cette science est proprement celle de l'homme, parce qu'elle consiste à vivre et à se communiquer d'une manière humaine et raisonnable...

L'Encyclopédie donne une définition de la conversation qui s'inscrit dans une morale associant l'honnêteté, le bon goût et la galanterie.
- Honnêteté

Particulièrement en conversation, l'honnesteté est le résultat d'un effort individuel et d'une entente collective pour s'adapter et s'adopter. La figure de l'Honnête homme (« sous une apparence fiere ils avoient le cœur juste, et les mœurs douces ») et ses codes moraux ont largement déterminé l'art de la conversation, avec cette remarque déterminante : « quel avantage peut-on tirer d'avoir de l'esprit, quand on ne sçait pas s'en servir à se faire aimer ? »
Le chevalier de Méré fait appel fréquemment à cette figure de l'Honnête homme en définissant les règles de la conversation : « quand on y veut réussir, on doit principalement s'étudier à devenir honneste homme », et « faire en sorte (...) d'avoir veu le monde en honneste homme ». L'art de la conversation s'inscrit ainsi nettement dans un humanisme : « je ne comprens rien sous le Ciel au-dessus de l'honnêteté ; c'est la quintessence de toutes les vertus (...) Cette science est proprement celle de l'homme, parce qu'elle consiste à vivre et à se communiquer d'une manière humaine et raisonnable ».
- Bon goût

Le contexte mondain et cultivé des conversations exigeaient également de l'honnête homme le bon goût. Mais si le ton, la galanterie, l'honnêteté, la bienséance, peuvent être définis et s'apprendre, comme des techniques, le goût qui « consiste à sentir, à quel point de bonté sont les choses qui doivent plaire, et à preferer les excellentes aux mediocres » ne peut être enseigné.
Le bon goût ne peut être défini car « on le sent mieux qu'on ne le peut exprimer », même si certains ont sur ce point un sens assuré qui se fonde sur « des raisons tres-solides, mais le plus souvent sans raisonner, ». Comme pour les autres arts, pour la conversation le bon goût « contribuë à nostre bon-heur ; et plus il excelle, plus il y contribuë. Il ne faut pas chercher plus avant ; car ce serait demander pourquoy nous voulons estre heureux ». Comme pour les autres arts, on peut « s'exercer de bonne heure, à juger des choses du bon air, et (...) sur le goust des personnes qui l'ont excellent », et finalement « le goût se forme dans la conversation ».
- Galanterie

La galanterie, équilibre entre complaisance et bienséance, est une qualité nécessaire lorsque des Dames participent à la conversation, sous peine d'« extravaguer », elle consiste à « donner une vüe agréable à des choses fâcheuses » mais il faut y être habile : « plus ces sortes de choses sont agréables lors qu'on les fait bien, plus elles dégoûtent si l'on s'en acquitte mal ». En particulier, les femmes étant supposées « aussi ignorantes que les crocheteurs », leur présence interdit les conversations trop savantes : « bien qu'il soit utile de tout remarquer en passant, il n'en est pas de même de vouloir expressément tout approfondir. Pour l'ordinaire, il faut procéder avec un dégagement cavalier, ce qui fait partie de la galanterie ».
L'idée de la Carte de Tendre est née d'une conversation galante et spirituelle (« ceux qui savent que cela a commencé par une conversation qui m'a donné lieu d'imaginer cette carte en un instant, ne trouveront pas cette galanterie chimérique ni extravagante ») : lors de l'un de ses samedis, Madame de Scudéry avait répondu à Pellisson qui l'interrogeait sur la route à parcourir pour cheminer de l'état d'ami particulier à celui d'ami tendre.

### Atteindre la grâce par l'imitation
L'art de converser est, dans cette société qui voit dans la sociabilité la condition du bonheur, une vertu à part entière qui s'inscrit dans la culture de l'Honnête Homme, et nécessite un apprentissage pour y associer la grâce héritée de la culture de Cour. Signe de l'enjeu social et culturel de la conversation, le nombre et le succès des ouvrages qui enseignent l'art de converser montrent une véritable attente d'un public désireux d'apprendre.
Cependant, selon le chevalier de Méré, « il y a deux sortes d'Estude... » :
- « ...l'une qui ne cherche que l'Art et les Regles » : dans la suite de Madame de Scudéry, de ses samedis, et de ses romans initiatiques, de nombreux manuels sont ainsi édités qui explicitent des recettes permettant de s'intégrer honorablement à ces conversations mondaines, mais ces règles de bienséance sont cependant destinées à un public bourgeois.
- « ...l'autre qui n'y songe point du tout, et qui n'a pour but que de rencontrer par instinct et par reflections, ce qui doit plaire en tous les sujets particuliers » : la tradition issue de l'hôtel de Rambouillet, plus aristocratique, se transmet essentiellement par imitation et imprégnation[s 53],[α].

Les traités eux-mêmes soulignent toujours que les règles ne suffisent pas, et ce sont les cercles, les salons aristocratiques et finalement la Cour, qui fournissent les exemples à imiter : « les goûts se forment dans la conversation, et l'on hérite le goût d'autrui à force de le fréquenter ».

Dans la perspective aristocratique, il s'agit d'atteindre la grâce, qualité sans laquelle une conversation n'a pas cette dimension esthétique idéale (« la grâce plus belle encor que la beauté... ») qui emporte la séduction (alors que la beauté ne provoque que l'admiration) et qu'on ne peut atteindre que par la pratique, caractérisée par la naïveté et la nonchalance : 

« En tous les exercices comme la dance, faire des armes, voltiger ou monter à cheval, on connoist les excellens maistres du mestier à je ne sçay quoy de libre et d'aisé qui plaist tousjours, mais qu'on ne peut guere acquérir sans une grande pratique (...) mais d'une façon si naïve qu'elle donne à penser que c'est un present de la nature. Cela est encore vray dans les exercices de l'Esprit comme la Conversation. »

Ce Je-ne-sais-quoi est un indicible (voir encadré) qui unit le souffle de la parole et l'âme des actions, discours et comportement indissociables dans la conversation. C'est le terme utilisé par Nicolas Amelot de la Houssaye pour traduire (1684) le despejo espagnol de l'Homme de cour (1647) de Gracian, lui-même inspiré de la sprezzatura italienne du Livre du Courtisan (1528) de Castiglione, où se retrouvent les cultures curiales européennes. La Cour reste le modèle essentiel, et les courtisans ont reçu le don de la grâce, dans une conception religieuse de l'indicible Je-ne-sais-quoi. Bossuet souligne cette origine divine dans son oraison funèbre de Louis de Bourbon, après avoir rappelé les charmes de la conversation du prince : « c'est de Dieu que viennent ces dons ; qui en doute ? ces dons sont admirables ; qui ne le voit pas ? ». Une revendication plus simplement aristocratique d'un don à la naissance se retrouve dans la remarque de Damien Milton : « ce que l'on appelle le goût dans un sens figuré est une chose bien rare et qui se trouve en peu de personnes. On ne saurait presque ni l'apprendre ni l'enseigner, il faut qu'il soit né avec nous ».
Ayant reçu de Dieu ou de sa naissance le don de la grâce, l'Honnête homme devra faire oublier ses modèles par le caractère négligé : « car on ne saurait trop se souvenir que c'est une belle chose d'estre éloquent, et ne pas sentir les instructions des Maistres ; (...) faire en sorte, s'il est possible, que cela paraisse venir purement de la beauté du genie, et d'avoir veu le monde en honneste homme (...) ce n'est pas qu'on puisse avoir trop d'Art ny trop d'Artifice en quoy que ce soit, pourveu qu'on ne s'en serve qu'à rendre le monde plus heureux ; mais il ne faut pas que l'un ny l'autre se montre ».

### Vers des connaissances plus hautes
- La création poétique

Quand elle est un art, la conversation est une création poétique, et l'émotion esthétique en est l'aboutissement, « l'esprit ne peut aller plus loin, et c'est le chef-d'œuvre de l'intelligence, ». Cette recherche esthétique explique aussi le rejet de l'expression savante (§ Les fâcheux) : le chevalier de Méré écrit ainsi, dans une lettre à Pascal, janséniste, et célèbre déjà chez ses contemporains pour ses travaux scientifiques :

« Il vous reste encore une habitude, que vous avez prise en cette science, à ne juger de quoi que ce soit que par vos démonstrations, qui, le plus souvent, sont fausses. Ces longs raisonnements tirés de ligne en ligne vous empêchent d'entrer d'abord dans des connaissances plus hautes qui ne trompent jamais. Je vous avertis aussi que vous perdez par là un grand avantage dans le monde... »

Sainte-Beuve, qui évoque cette lettre dans le portrait qu'il fait du chevalier, réprouve une attitude qu'il considère comme irrévérencieuse envers un mathématicien déjà célèbre. Malebranche souligne en la regrettant également, cette sensibilité esthétique des jeunes gens et des beaux esprits : « ils ont une parfaite intelligence des choses sensibles, parce qu'ils ont fait un usage continuel de leurs sens ; mais ils n'ont point la véritable intelligence des choses qui dépendent de la raison »
L'un et l'autre ne partagent pas la posture esthétique revendiquée par le chevalier de Méré dans la conversation mondaine et il s'agit bien d'une différence d'attitude intellectuelle, « entre le génie sincère, géomètre, et le bel esprit façonné, butinant dans un univers dont le secret lui est indifférent » : on y retrouve la querelle littéraire des Anciens (rechercher le vrai et le beau dans l'expérience du sublime) et des Modernes (rationaliser la poétique).
- Valeur morale

La remarque du chevalier de Méré comporte également une dimension éthique, par référence à la Sancta simplicitas de la tradition chrétienne. Elle rejoint la position mystique de Fénelon et Madame Guyon, en opposant la recherche d'un indicible à l'affectation savante de la curiosité (au sens péjoratif de ce mot au XVIe siècle : recherche d'une connaissance illégitime).
La dimension esthétique de la conversation pratiquée comme un art pourrait avoir une dimension mystique : la beauté formelle exprimerait en elle-même une connaissance non savante (voir § Quand la conversation était un art / Éloge du sublime et clarté du discours). On retrouve encore l'idée d'une expression dans la forme plus que par les mots : le trait d'esprit révèlerait en un instant une connaissance poétique alors que les « raisonnements tirés ligne à ligne » indisposent les auditeurs par l'effort qu'ils nécessitent.
- La connaissance par le badinage

Lorsque le ton reste dans une mesure raisonnable (voir § Au-delà d'une vertu honnête / La raillerie) le badinage, la plaisanterie, peuvent également être le moyen d'accéder à d'autres connaissances : « Pour badiner avec grâce et rencontrer heureusement sur les plus petits sujets, il faut trop de manières, trop de politesse, et même trop de fécondité : c'est créer que de railler ainsi, et faire quelque chose de rien ». Aux XVIe siècle et XVIIe siècle, le terme penser signifierait quelque chose proche de la saillie et de la pointe, loin donc de l'acception de ce mot chez Descartes, selon l'emploi qu'en fait le jésuite Bouhours dans deux de ses ouvrages.
Ainsi Fontenelle dans un dialogue des morts fait-il dire à Sénèque s'adressant à Clément Marot : « je vous plains de ce qu'on n'a pas compris que vos Vers badins fussent faits pour mener les Gens à des réflexions si profondes. On vous eust respecté plus qu'on a fait, si l'on eust sçu combien vous estiez grand Philosophe ». Et Marot explique ainsi ce qu'il désigne comme les « perfections de la plaisanterie » : « toute sagesse y est renfermée. On peut tirer du ridicule de tout (...) cela ne veut-il pas dire que le ridicule domine par tout, & que les choses du monde ne sont pas faites pour estre traitées sérieusement ? (...) le magnifique & le ridicule sont si voisins qu'il se touchent ».

### Portraits d'artistes
Les participants à ces échanges artistiques, dans la recherche collaborative d'une émotion esthétique, faisaient l'objet d'une cooptation, informelle, au sein de coteries sous la forme des Salons, des Cercles, ou de la Cour, car savoir l'art de converser, « c'est par où l'homme montre ce qu'il vaut (...) il y va de gagner, ou de perdre, beaucoup de réputation ». Certaines personnalités étaient ainsi reconnues pour leur contribution, selon leurs qualités personnelles, à l'émotion collective.

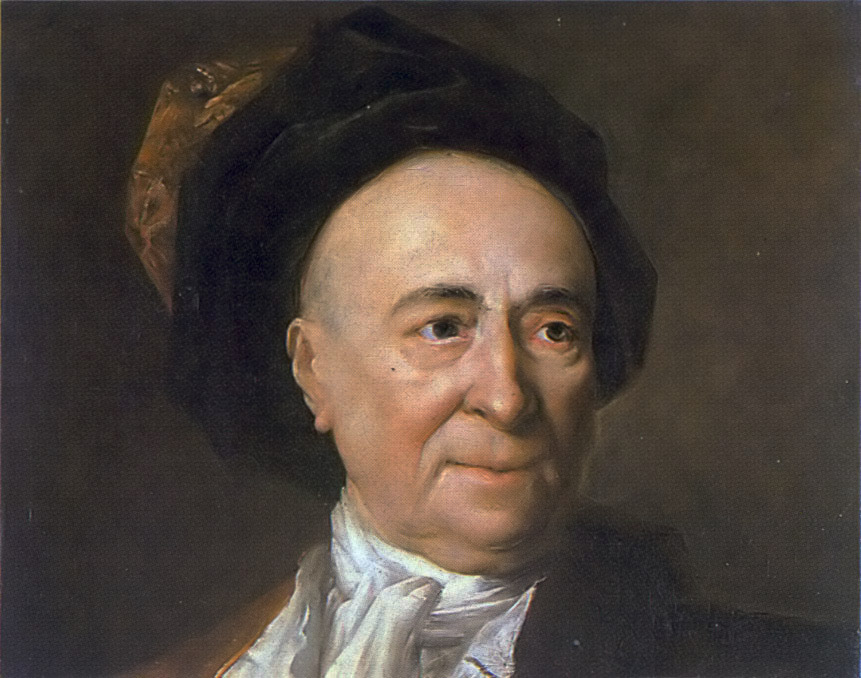
Fontenelle
peint par Louis GallocheOn n'en fait plus de pareils

Écrivain, artiste de la conversation, réputé pour son esprit et familier des salons, Fontenelle est ainsi décrit par un contemporain :

« On le regarde comme un de ces chefs d'œuvre de l'art, travaillés avec soin et délicatesse, qu'il faut prendre garde de détruire, parce qu'on n'en fait plus de pareils (...) Sa conversation est infiniment agréable, semée de traits plus fins que frappants, et d'anecdotes piquantes sans être méchantes. »

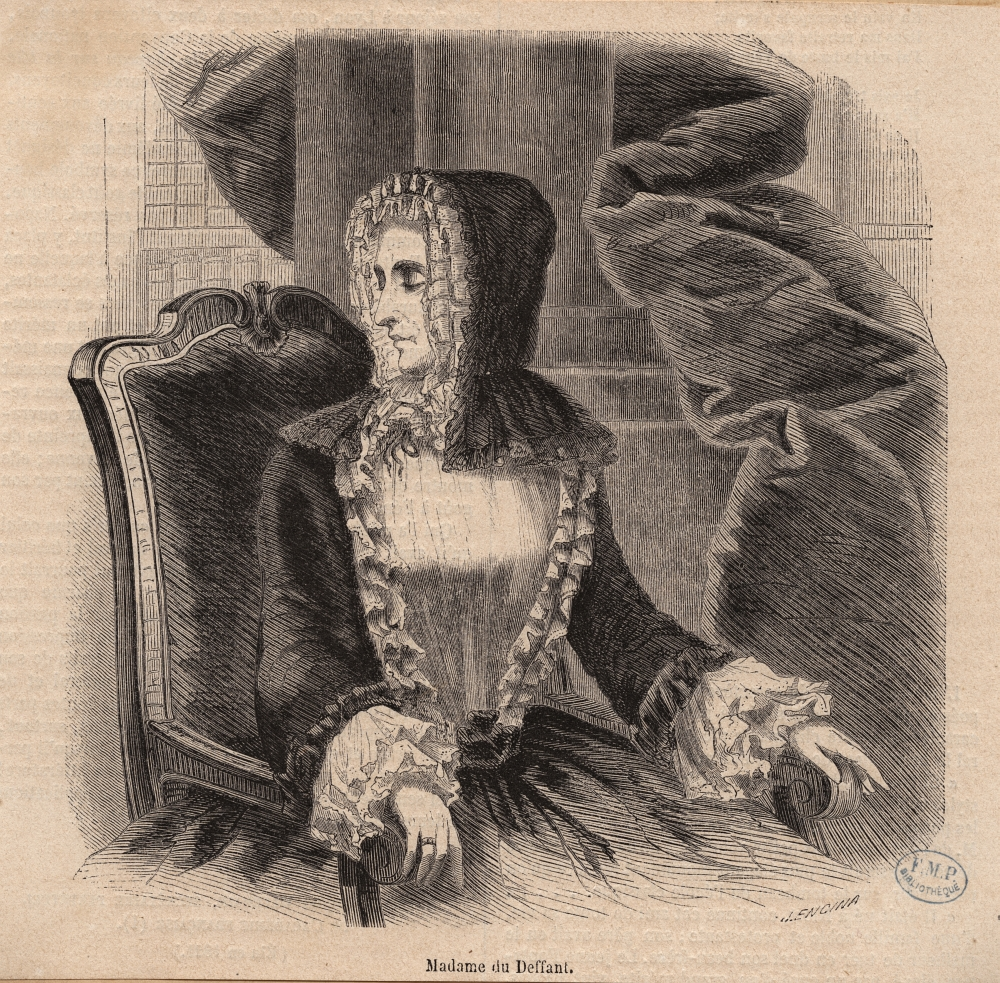
Madame du Deffand

Des femmes sont également réputées et recherchées pour leurs talents. Madame du Deffand brosse le portrait de plusieurs de ses contemporaines, par exemple celui de Madame de Mirepoix, dont elle vante le naturel et le ton : 

« Sa conversation est aisée et naturelle, elle ne cherche pas à briller, elle laisse prendre aux autres tout l'avantage qu'ils veulent sans empressement, sans dédain, sans véhémence, sans froideur ; sa contenance, ses expressions se ressentent de la justesse de son esprit et de la noblesse de ses sentiments. »

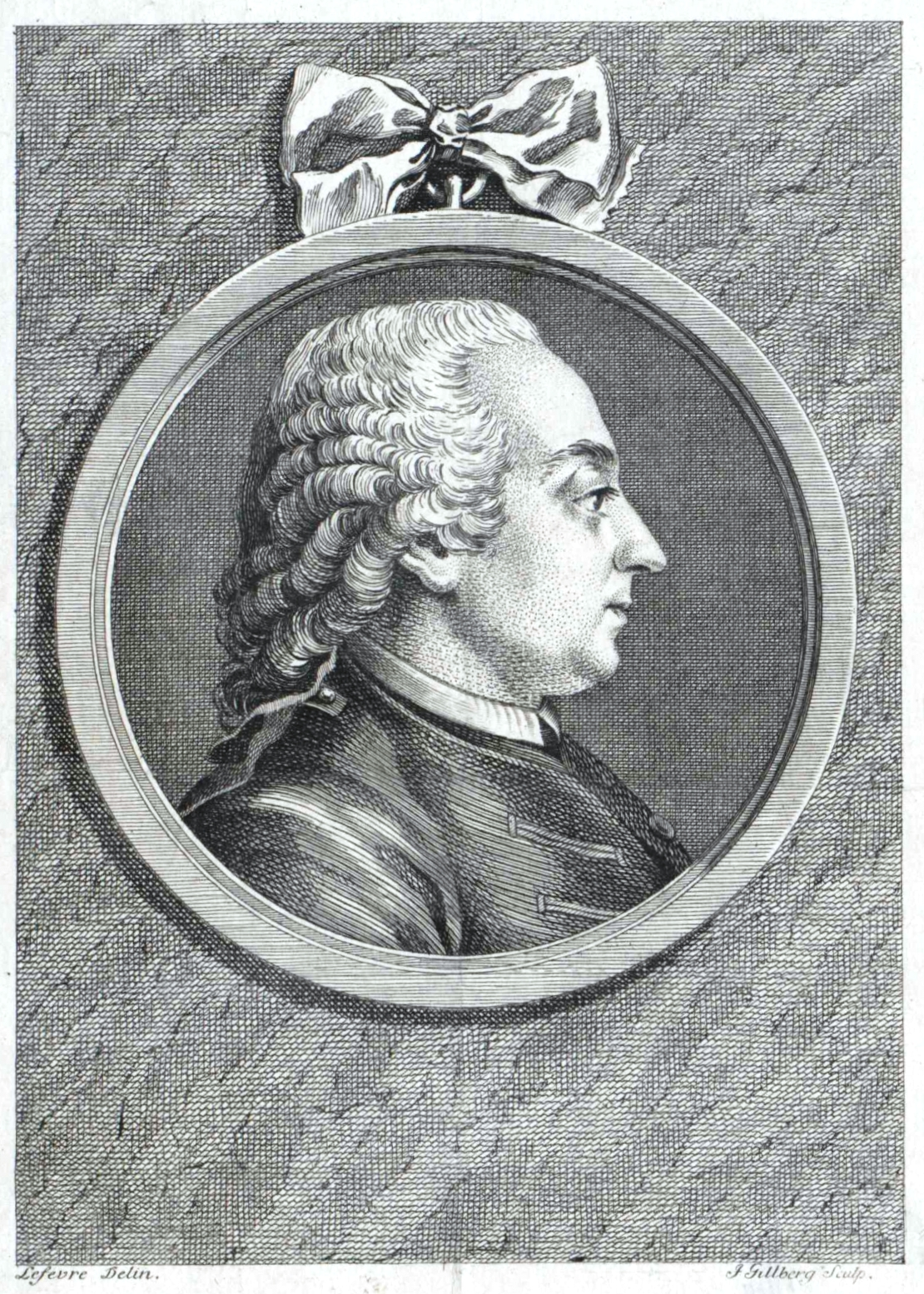
Ferdinando Galiani (1728–1787)

Autre portrait d'un artiste aussi brillant, mais en soliste, l'abbé Galiani :

« Je n'exagère point en disant qu'on oubliait tout pour l'entendre quelquefois des heures entières : mais son rôle joué, il n'était plus rien dans la société ; et, triste et muet, dans un coin, il avait l'air d'attendre impatiemment le mot du guet pour rentrer sur la scène. »

Jean-Jacques Rousseau dresse, à sa manière et avec sa sensibilité, un portrait où on retrouve en particulier le savoir-flatter et la légèreté du ton :

« La conversation de Madame de Luxembourg ne pétille pas d'esprit. Ce ne sont pas des saillies et ce n'est pas même proprement de la finesse : mais c'est une délicatesse exquise qui ne frappe jamais et qui plaît toujours. Ses flatteries sont d'autant plus enivrantes qu'elles sont plus simples : on diroit qu'elles lui échappent sans qu'elle y pense, et que c'est son cœur qui s'épanche, uniquement parce qu'il est trop rempli,. »

Les salons, cercles mondains et littéraires, recevaient de nombreux écrivains ou philosophes, recherchés pour leur conversation et s'exprimant selon leur personnalité propre :

« Dans Marivaux, l'impatience de faire preuve de finesse et de sagacité perçait visiblement. Montesquieu, avec plus de calme, attendait que la balle vînt à lui ; mais il l'attendait. Mairan guettait l'occasion. Astruc ne daignait pas d'attendre. Fontenelle seul la laissait venir sans la chercher ; et il usait si sobrement de l'attention qu'on donnait à l'entendre que ses mots fins, ses jolis contes, n'occupaient jamais qu'un moment. Helvétius, attentif et discret, recueillait pour semer un jour. L'abbé Morellet, avec plus d'ordre et de clarté était, pour la conversation, une source d'idées saines, pures, profondes, qui sans tarir, ne débordait jamais. Il se montrait à nos dîners avec une âme ouverte, un esprit juste et ferme, et dans le cœur autant de droiture que dans l'esprit. L'un de ses talents, et le plus distinctif, était un tour de plaisanterie finement ironique. »

La Cour doit naturellement fournir des exemples emblématiques, et Bossuet n'oublie pas de citer, parmi les qualités de l'esprit de Louis de Bourbon, le charme et l'intérêt de sa conversation, dans l'oraison funèbre du prince :

« sa conversation était un charme, parce qu'il savait parler à chacun selon ses talents ; et non seulement aux gens de guerre, de leurs entreprises, aux courtisans, de leurs intérêts, aux politiques, de leurs négociations, (...) et enfin aux savants de toutes les sortes, de ce qu'ils avaient trouvé de plus merveilleux »

### Célèbres maladroits
Certains hôtes des salons étaient de mauvais causeurs, et parmi eux des écrivains célèbres.
- Ainsi La Fontaine dont La Bruyère et Saint-Simon s'accordent à déplorer sa conversation : « si connu par ses fables et ses contes, et toutefois si pesant en conversation » et « il paraît grossier, lourd, stupide ; il ne sait pas parler, ni raconter ce qu'il vient de voir ».
- De même Pierre Corneille ne trouve pas grâce auprès de Fontenelle et La Bruyère : « simple, timide, d'une ennuyeuse conversation ; il prend un mot pour un autre et il ne juge de la bonté de sa pièce que par l'argent qui lui en revient ».
- Racine, conscient de ses insuffisances, l'écrit lui-même en vers « Et l'on peut rarement m'écouter sans ennui, / Que quand je me produis par la bouche d'autrui ».
- Le cas de Molière est différent, c'est son caractère qui gâche sa conversation, ainsi qu'il le raconte dans la Critique de l'École des femmes : invité dans un salon et maladroitement annoncé par la maîtresse de maison comme faiseur de bons mots, « sa paresse naturelle lui fit garder le silence, et la dame fut aussi mal satisfaite de lui que lui d'elle ».
- Madame de Sévigné est dépeinte avec des nuances taquines par son cousin Bussy-Rabutin, ce qui provoquera une brouille : « elle parle et écrit avec une facilité surprenante, et le plus naturellement du monde ; elle est souvent distraite en conversation, et l'on ne peut guère lui dire de choses d'assez de conséquence, pour occuper toute son attention ; elle vous prie quelquefois de lui apprendre une nouvelle et comme vous commencez la narration, elle oublie sa curiosité, et le feu dont elle est pleine fait qu'elle vous interrompt pour parler d'autre choses[46] »

## La conversation mondaine
« Quatre amis dont la connaissance avait commencé par la Parnasse lièrent une espèce de société que j'appellerais Académie si leur nombre eût été plus grand, et qu'ils eussent autant regardé les Muses que le plaisir. La première chose qu'ils firent, ce fut de bannir d'entre eux les conversations réglées, et tout ce qui sent sa conférence académique. Quand ils se trouvaient ensemble et qu'ils avaient bien parlé de leurs divertissements (...) c'était toutefois sans s'arrêter trop longtemps à une même matière, voltigeant de propos en autre, comme des abeilles qui rencontreraient en leur chemin diverses sortes de fleurs. L'envie, la malignité, ni la cabale n'avaient de voix parmi eux. Ils adoraient les ouvrages des anciens, ne refusaient point à ceux des modernes les louanges qui leur sont dues. »

— La Fontaine, Les amours de Psyché et de Cupidon
L'étymologie rattache le mot français au latin conversatio, qui ne signifiait pas seulement un entretien à plusieurs, mais la société où l'on se sent parmi les siens, supposant une manière tacite d'être ensemble, incluant les paroles (auxquelles le terme français s'est réduit) mais aussi la fête du convivium.
L'art de la conversation s'est développé dans différents contextes : les cours (Versailles, Sceaux...), les salons, les cercles bourgeois, ou les dîners. Son développement était favorisé par l'enseignement des Jésuites qui développait le goût pour la conversation philosophique. Les romans pouvaient également avoir une fonction d'apprentissage, en diffusant les codes reconnus, pour des conversations simplement amicales, comme les aimaient par exemple Diderot ou La Fontaine, ou plus intellectuelles chez Madame du Deffand, ou pour une recherche essentiellement esthétique avec le chevalier de Méré.
Il n'y a évidemment pas eu d'Académie pour l'art de la Conversation, mais l'Encyclopédie de Diderot et d'Alembert en propose à partir des années 1750 une définition et quelques bonnes pratiques. Depuis déjà un siècle, les œuvres du chevalier de Méré constituaient de véritables manuels de conversation courtoise, et les romans de Madame de Scudéry étaient utilisés pour l'éducation des jeunes filles. On peut ainsi identifier quelques traits communs, à travers les témoignages des contemporains ou avec le regard des historiens.

### Vocabulaire, prononciation et diction
Malherbe avait entrepris de normaliser la langue française par le bel usage, Vaugelas poursuit ce travail en publiant en 1647 les Remarques sur la langue française, par lesquelles il codifie le bon usage, défini par « la façon de parler de la plus saine partie de la cour... »,. Cette position de principe de Vaugelas, académicien, homme de cour, pensionné, est également due à une nécessaire révérence à l'égard de Richelieu et de Louis XIII (« l'usage de la cour doit prévaloir sans y chercher de raison... »), mais elle est également celle de gentilshommes éloignés de la Cour, comme le chevalier de Méré, qui souligne qu'il est difficile de savoir parfaitement la langue mais qu' « il faut s'instruire des manières de la Cour, et tout le monde en est capable ».
Malebranche souligne également, en le regrettant, l'importance de la langue et de l'accent pour les gens de cour et les beaux esprits : « un mauvais mot, un accent de province, une petite grimace les irrite infiniment plus qu'un amas confus de méchantes raisons ».
- La prononciation : celle de la cour

« La prononciation veut que l'on hante la cour, [qui est] la seule école d'une infinité de termes qui entrent à toute heure dans la conversation et dans la pratique du monde et rarement dans les livres »

. Vaugelas va ainsi jusqu'à conseiller de « ne pas insensiblement se laisser corrompre par la contagion des provinces en y faisant un trop long séjour. »
La primauté accordée à la langue parlée à la Cour est justifiée par un critère esthétique : « les courtisans vont toujours à la douceur et à la beauté de la prononciation, en quoi consiste un des principaux avantages d'une langue ». C'est ainsi que, pour des raisons de délicatesse orale, l'usage de prononcer -ai les diphtongues -oi terminales des conjugaisons verbales a débuté et s'est développé à la Cour ; il a ensuite été validé par les grammairiens pour le même motif, et la graphie a finalement suivi l'usage oral. Vaugelas apporte sa caution à ces évolutions : « A la cour, on prononce beaucoup de mots écrits avec la diphtongue oi, comme s'ils étaient écrits avec la diphtongue ai, parce que cette dernière est incomparablement plus douce et plus délicate. A mon gré c'est une beauté de notre langue à l'ouïr parler, que la prononciation d'ai pour oi ».
- Le vocabulaire : un lexique restreint

Les conversations à la Cour sont théoriquement soumises à la morale l'Honnête homme et aux règles du bon usage : le locuteur Honnête homme, cultivé et courtois mais humble, ne doit utiliser que des termes compris par tout le monde, et du bon air.

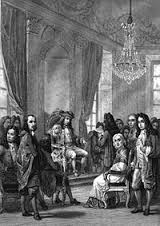
L'AcadémieLa façon de parler de la plus saine partie de la cour...

La doctrine du bon usage proscrit les mots savants, ou « qui sentent trop le métier » car « tous les métiers sont de si mauvais air dans le monde » (par exemple les mots « qui sentent le style de notaire, et ne valent rien hors des actes publics », ou « toutes les choses qui ont l'odeur ou le goût du Palais ») et Vaugelas réprouve ainsi l'utilisation par un auteur du mot expédition parce que ses lectrices ne le comprenaient pas, surtout suivi du qualificatif militaire. D'autre part la société de Cour reste enracinée dans les terroirs par sa familiarité avec les domestiques et par ses fiefs, mais le vocabulaire des langues populaires, ou régionales, est également proscrit (contrairement à l'usage qu'en faisait du Bellay au XVIe siècle).
La langue curiale, ainsi « décrassée des langages spéciaux et des parlers populaires et provinciaux, grammaticalisée, triée, élaguée, élégante, claire, polie, euphonique », s'impose alors comme véhicule vivant de la conversation entre honnêtes gens, et le lexique disponible, excluant les termes savants, techniques ou régionaux, se trouve fortement réduit. Il s'agit aussi d'éviter la préciosité, et cette épuration du lexique peut même être présentée comme un perfectionnement : pour cette langue « également noble & délicate (...) pour polir, pour épurer, pour embellir nôtre langue, il a fallu nécessairement en retrancher tout ce qu'elle avoit de rude & de barbare ».
Dans un contexte où les relations mondaines sont un jeu, au sens d'un jeu d'échecs, la prise de parole à la Cour est une prise de risque si elle n'est pas comprise, ou si elle transgresse les codes sociaux. Dans une conversation, un mauvais mot se remarque plus aisément et fait plus de tort qu'un mauvais raisonnement : « dans ces derniers temps, la faiblesse de nos plus grands hommes a été telle qu'on les a vus se piquer, se battre et se tuer les uns les autres pour un mot équivoque ou mal entendu », et Amelot de la Houssaye recommande la plus grande circonspection : « quand vous êtes en conversation, imaginez-vous que vous jouez aux échecs : et, par conséquent, considérez bien, comment le jeu est disposé, avant que de remuer aucune pièce ». À la Cour, la parole doit ainsi être mesurée et les mots pesés : « comme l'on fait dans un testament, attendu qu'à moins de mots, moins de procès ».
- La diction : le nombre et la cadence

Une langue est à sa perfection lorsqu'elle a « nombre et cadence en ses périodes », comme la langue française classique que souhaite Vaugelas, à l'exemple de la langue latine et de la diction de Cicéron.
Selon Claire Badiou-Monferran, l'Ancien Régime littéraire développe une culture du désintéressement, de la beauté et de l'émotion, à partir d'une langue qui ne relève pas de la langue commune, non parce qu'elle s'en écarte, mais parce qu'elle l'illustre, de manière brillante, exemplaire, exceptionnelle.

### Le sublime et l'exacte clarté
Le sublime, ordre de beauté élevé et provoquant une émotion, est un stéréotype présent dans la réflexion de nombreux auteurs classiques (Marivaux, Boileau, Diderot...) sur les beaux-arts comme sur la conversation où il comporte également un caractère de surprise : plusieurs auteurs mondains reprennent, ou ont traduit les préceptes attribués à Longin. C'est le sublime qui met « presque hors de moi » le duc de Saint-Simon en écoutant la réponse diplomatique du roi Philippe V (voir § L'esthète et le virtuose / L'audience solennelle).
Le sublime apparaît plus souvent dans la figure du trait d'esprit, en raison de son caractère inattendu, s'opposant au discours « tiré ligne à ligne » caractérisant les raisonnements et l'attitude savante, que tous les auteurs condamnent dans la conversation, alors qu'un trait jeté en passant par un vrai savant peut mettre plus directement sur le chemin du vrai que de vastes ouvrages.
Les « connaissances plus hautes » qu'évoque le chevalier de Méré en les opposant au discours savant sont celles de l'instinct, que Marivaux privilégie, parce qu'il « est à l'âme humaine un sentiment non déployé, qui lui prouve la réalité des choses qu'elle aperçoit nettement en lui montrant un mystère obscur, ». Marivaux, professionnel du théâtre, met ainsi en avant une exposition du sujet sublime « tendu tel que l'esprit l'a vu, rendu dans l'audace et le feu de la perception » en l'opposant au sujet tel qu'il devient rendu par la pensée de l'homme : « son retardement à le saisir ; ou l'envie de briller ; ou des préjugés d'exactitude (...), de sorte qu'on voit la mécanique de son ouvrage ».
Dans une expression plus forte, Boileau exprime, en l'opposant à la persuasion, cette esthétique du sublime qui « ne persuade pas proprement, mais il ravit, il transporte, et produit en nous une certaine admiration mêlée d'étonnement et de surprise, qui est toute autre chose que de plaire seulement, ou de persuader (...) Il donne au discours une certaine vigueur noble, une force invincible qui enlève l'âme de quiconque nous écoute (...) Quand le sublime vient à éclater où il faut, il renverse tout comme un foudre et manifeste, concentrée, la force de l'orateur, ».
Diderot souhaite associer l'Inspiration (parfois désignée par le terme apparition), qui permet à l'artiste de dire « ce qu'il n'a jamais su » et l'Intelligibilité, qu'il faut préserver : « malgré l'impulsion qui me presse, je n'ose me suivre plus loin, de peur de m'enivrer et de tomber dans les choses tout à fait inintelligibles ».
Une synthèse entre la rhétorique persuasive et l'expression poétique révélatrice, sous la forme de la « clarté du discours », équilibre entre le sens et la force, doit donc être trouvée. Elle est ainsi proposée par Marivaux :

« Voyons donc ce qu'est l'exacte clarté dans le discours. (...) c'est l'exposition nette de notre pensée, au degré précis de force et de sens dans lequel nous l'avons conçue ; et si la pensée ou le sentiment trop vif, passe toute expression, ce qui peut arriver, ce sera pour lors l'expression nette de cette même pensée, dans un degré de sens propre à la fixer, et à faire entrevoir en même temps toute son étendue non exprimable de vivacité. »

### Effleurer cent matières diverses
Madame de Staël indique que l'intérêt de la conversation est indépendant du thème discuté : « Le genre de bien-être que fait éprouver une conversation animée ne consiste pas précisément dans le sujet de cette conversation ». Le seul interdit dans un salon serait de parler de soi-même : « il sied bien de n'en parler que fort rarement, et d'y faire parler beaucoup de soi », car il est difficile de le faire sans ennuyer autrui : « se louer, c'est vanité ; se blâmer, c'est bassesse ». Ainsi, selon l'Abbé de Pure, les belles Dames ne peuvent dire le moindre mot de ce qu'elles ont de plus beau, « mais la Précieuse doit sçavoir en douze façons pour le moins dire qu'elle est belle, sans qu'on puisse imputer à orgueil ce qu'elle peut dire de soy mesme ».
Propos, agréables commerces,

Où le hasard fournit cent matières diverses :

Jusque là qu'en votre entretien

La bagatelle a part : le monde n'en croit rien.

Laissons le monde, et sa croyance :

La bagatelle, la science,

Les chimères, le rien, tout est bon. Je soutiens

Qu'il faut de tout aux entretiens :

C'est un parterre, où Flore épand ses biens ;

Sur différentes fleurs l'Abeille s'y repose,

Et fait du miel de toutes choses.
— La Fontaine, Fables, IX, Discours à Mme de la Sablière extrait,
Tous les sujets, « cent matières diverses », peuvent donc être abordés (« tout est bon », et par exemple « demander s'il est plus avantageux aux belles femmes d'estre blondes que brunes »), mais pas par n'importe qui (ne pas parler de soi-même, ni de son métier) et pourvu que ce soit avec le ton qui convient (aux participants, aux circonstances...), c'est ainsi que la participation de tout est possible : « Je crois aussi qu'il n'y a rien qu'il faille entièrement bannir de la conversation, et qu'il faut que le jugement et les occasions y fasse entrer tour à tour ce qui est le plus à propos ».
La Fontaine s'en félicite auprès de Madame de la Sablière dont il fréquentait le salon : ses vers (encadré ci-contre),, dans leur légèreté, leur élégance, sont aussi un écho de ces conversations, et « la variété de ces mètres fait jouer la poésie au plus près de la prose d'une conversation brillante et enjouée ».
Tous les sujets sont possibles, et la variété des sujets abordés est bien la spécificité de ce divertissement culturel, loisir collectif : « Aussi nous faut-il toutes sortes de personnes pour pouvoir parler de toutes sortes de choses dans la conversation, qui, à votre goût et au mien, est le plus grand plaisir de la vie et presque le seul à mon gré ». Et si les sujets de conversation font défaut, qu'on a rien à dire, l'honnête homme saura cependant se tirer de ce mauvais pas : « Il n'y a point de sujet si stérile sur lequel on ne puisse trouver quelque chose de bien pris et bien imaginé ; mais, quand le sujet ne présenterait rien, on a toujours à coup sûr les façons de parler agréables dont on est le maître et qui ne peuvent jamais manquer ».
Il faut ne rien approfondir pour éviter la conversation savante, et « voltiger de fleur en fleur » sans s'attarder, et Madame de Scudéry rappelle cette règle de bienséance :

« Il n'y a rien de plus ennuyeux que de se trouver en conversation avec ces sortes de gens qui s'attachent à la première chose dont on parle et qui l'approfondissent tellement, que toute une après-dînée on ne change jamais de discours. Car comme la Conversation doit être libre et naturelle, et que tous ceux qui forment la Compagnie ont également droit de la changer comme bon leur semble, c'est une chose importune que de trouver des gens opiniâtres... »

Cet esprit de conversation qui est l'enjeu mondain des conversations, est également au cœur de l'activité littéraire du siècle : « badinage chez Voiture et La Fontaine, urbanité chez Guez de Balzac, Bel esprit chez Bouhours ou chez Méré ». Ce qui prévaut est l'enjouement et la variété, en glissant sur tout ce qui pourrait dégénérer en sérieux ou donner lieu à dispute, et c'est ainsi le passage, dans la conversation comme en littérature, de la rhétorique à la conversation.
La frivolité n'est pas absolument obligatoire, des conversations rationnelles peuvent être menées sur des questions morales et Rousseau évoque le plaisir des conversants qui peuvent repartir avec « des sujets dignes d'être médités en silence ». Cependant Pinot-Duclos évoque cette anecdote : pour égayer une conversation qui était une espèce de dissertation métaphysique, la maîtresse de maison « et ses favoris avaient soin de répandre sans leurs discours sçavans un grand nombre de traits, d'épigramme, & malheureusement de pointes assés trivialles ».

### Le ton et le maintien
L'importance du ton, du bon ton, est souvent soulignée : « La grâce, en s'exprimant, vaut mieux que ce qu'on dit », et « tout ce qu'on fait de la mine et du geste est bien receu, quand on le fait de bonne grace et qu'il y paroist du merite ou de l'esprit »
Semblable, pour la rhétorique, à l'ethos grec, la notion de ton rassemble plusieurs caractéristiques vocales accompagnant la parole : la hauteur de la voix, la grâce (mettre le ton pour souligner la parole ou marquer l'humeur...). Les signes vocaux peuvent être accompagnés d'expressions physiques, car en matière de conversation « l'action est une espèce d'expression, ».
- Langage du corps et arts visuels[n 20]

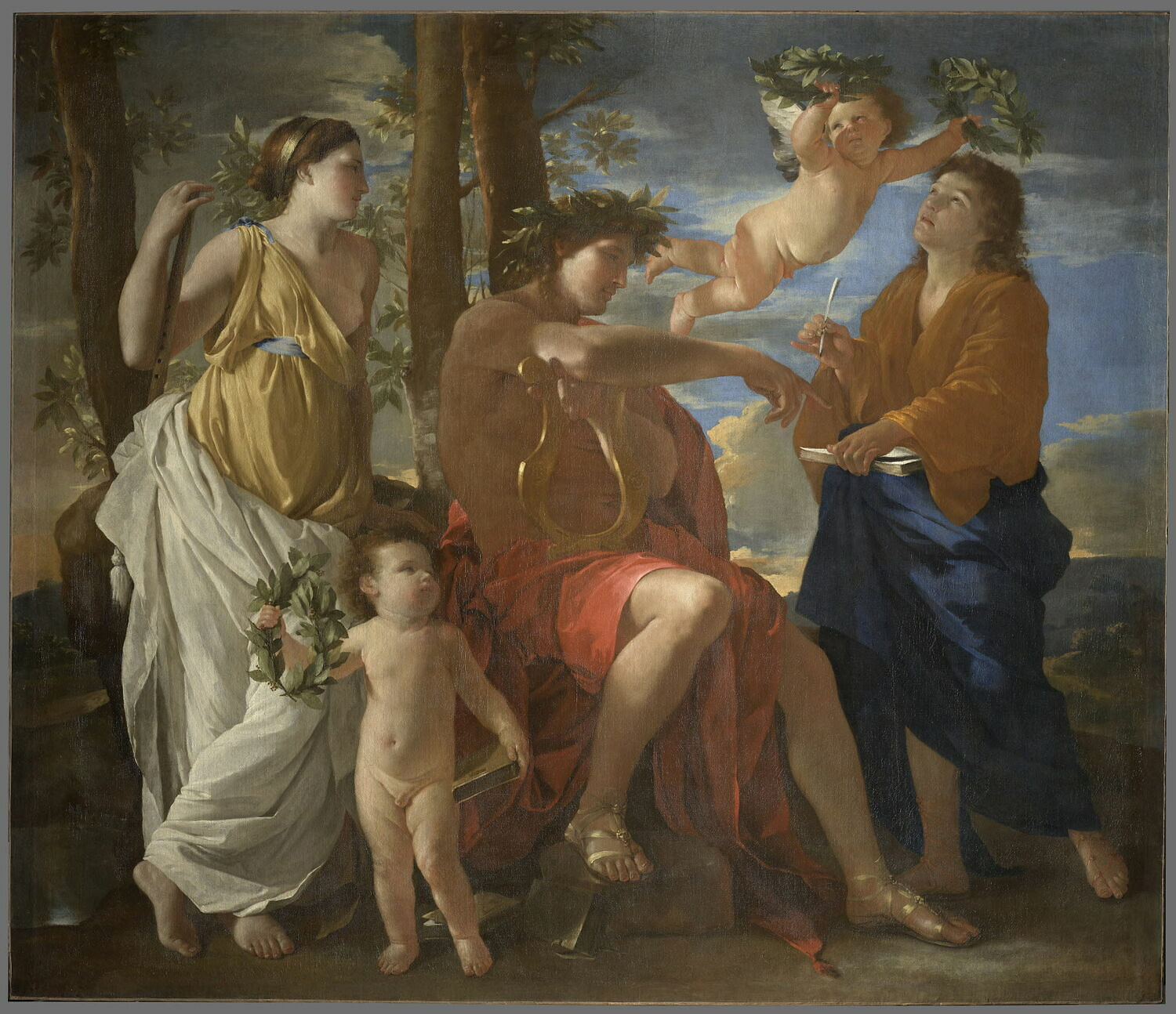
L'Inspiration du poètePoussin, LouvreLa puissance sémantique du geste, signe proféré d'une rhétorique extérieure

L'attitude et le geste visible de l'orateur sont le « signe proféré [d'une] rhétorique extérieure » selon l'expression de Marc Fumaroli qui souligne ainsi la puissance sémantique du geste : à cette époque du classicisme, l'art de faire partager par la parole son sentiment à autrui est inséparable des arts visuels.
À cette époque du XVIIe siècle, « qui avait le sentiment de la parenté essentielle entre le langage qui dévoile et les formes qui parlent, dans la même patience artisanale de persuader, », les œuvres plastiques ont, pour l'éloquence, leur modèle dans le sentiment plastique des textes littéraires. Marc Fumaroli souligne la parenté qu'on peut ressentir entre d'une part les tragédies de Corneille et de Racine, les Oraisons funèbres de Bossuet, les Pensées de Pascal (et donc les gestes et les paroles de la Conversation classique, qu'ils reflètent), et d'autre part les tableaux de Le Brun ou de Poussin.
Ce sentiment et cette éloquence sont mis en scène dans la peinture, et Poussin l'écrit en référence à la rhétorique antique : « Il y a deux instruments qui modifient l'âme des auditeurs. La première (sic) est si entraînante et efficace que Démosthène lui donnait la primauté sur les artifices de la rhétorique. Marcus Tullius l'appelait le langage du corps et Quintilien lui attribue tant de vigueur et de force que sans elle, il tient pour inutiles les pensées, les preuves, les expressions ».
- Reflet de ce qui se passe dans le cœur

Une certaine majesté, une grandeur d'expression spontanées peut refléter un sentiment apparaissant spontanément au fil de la parole, et le chevalier de Méré (1607-1684) l'évoque dans une lettre à Madame Lesdiguières :

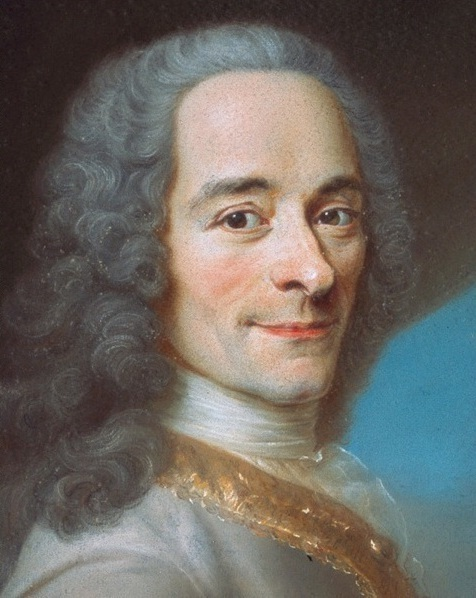
VoltaireLa grâce, en s'exprimant, vaut mieux que ce qu'on dit

« Mais ce qui me plaît et que j'admire c'est quand vous faites quelquefois un discours suivi, de commencer toujours par le ton qui convient le mieux à vous expliquer, d'en changer selon les choses que vous avez à dire et de rencontrer à point nommé la meilleure expression et le parfait arrangement des paroles (...). Cette différence de ton ne vient pas tant d'élever ou d'abaisser la voix, que de s'en servir d'une façon imperceptible et néanmoins conforme à ce qui se passe dans le cœur (...). Il se faut bien connaître à ce qui sied le mieux, pour savoir employer ces tons de bonne grâce. Cette science s'étend bien loin et peu de gens l'ont acquise en perfection. »

Plus subtil : « une autre s'adonne à ne dire que des choses fines, mais d'un ton qui est encore plus fin que ce qu'elle dit ».
Le ton, le « bon ton », peut même devenir le principal objet de la conversation, pour, selon Duclos (1704-1772) : « dire agréablement des riens, et ne pas se permettre le moindre propos sensé, si l'on ne le fait excuser par les grâces du discours, et voiler enfin la raison quand on est obligé de la produire. »
Si la pierre philosophale est de ne s'ennuyer jamais, alors l'absence de ton peut être rédhibitoire. Sainte-Beuve cite à plusieurs reprises cette anecdote de Bernardin de Saint-Pierre lisant Paul et Virginie dans le salon de Madame Necker (peut-être en présence de sa fille, la future Madame de Staël) : « l'histoire était simple et la voix du lecteur tremblait ; tout le monde bâilla, et, au bout d'un demi-quart d'heure, M. de Buffon, qui avait le verbe haut, cria au laquais : Qu'on mette les chevaux à ma voiture ! »
Le ton doit être adapté au sujet : « le secret est de parler toujours de parler noblement des choses basses, assez simplement des choses élevées, et fort galamment des choses galantes, sans empressement et sans affectation », et constitue l'accompagnement indispensable de la plaisanterie (voir § Quand la conversation était un art / Pointes, bons mots et traits d'esprit). Mais il faut surtout plaire, et les apparences ne comblent pas une éventuelle absence de discours réel : « on est souvent acteur de rien, comme diseur de rien : l'action a ses défauts comme le langage ».
- Masquer la servitude

De celui-là qui feint avoir le cœur ouvert,

De tout ce qu'il vous dit n'est rien de ce qu'il pense,

Et tout le jeu qu'il joue, il le joue à couvert,

Et feint de vous louer alors qu'il vous offense,

Délivre-moi, Seigneur.
— Le Parnasse des poètes satyriques, Quatrains contre les hommes(extrait)
Madame de Staël, dans une remarque qui met en relation code esthétique et sociabilité, souligne l'utilité sociale, pour les courtisans, de mettre la grâce dans le ton :

« afin de donner l'air de se choisir le joug qu'ils portaient ; et mêlant ainsi l'honneur avec la servitude, ils essayaient de se courber sans s'avilir. La grâce était, pour ainsi dire, dans leur situation, une politique nécessaire ; elle seule pouvait donner quelque chose de volontaire à l'obéissance (...) la gaieté piquante, plus encore même que la grâce polie, effaçait toutes les distances sans en détruire aucune. »

La manière relève tout, facilite l'acceptation sociale des contraintes : « Les dehors trompeurs dissimulent, mais font savoir qu'ils dissimulent », et « assure proprement une fonction d'adoucissement politique d'une société dure, avec une sublimation de l'échec et sa correction par des instants de grâce ». Il s'agira bien de Masquer la servitude lorsque l'emploi du bon ton, évitant soigneusement de se heurter ou de se céder, sera souligné dans une audience royale par le duc de Saint-Simon (voir § Diplomatie et politique / Une audience solennelle).
Le plus juste équilibre est à rechercher pour plaire à tous ceux qui ont le sentiment délicat, car « lorsqu'on parle d'un ton si doux et si tranquille, il se fait un grand calme qui ne manque pas d'assoupir ; mais une voix forte et perçante étourdit et fait trop de vacarme » et il faut en fait diversifier ses effets : « la variété bien entenduë réjoüit et délasse ».

### Pointes, bons mots et traits d'esprit
Ces termes (comme aussi boutades, et les récits amusants, ou la raillerie) désignent des détournements du langage, qui interdisent une interprétation du premier degré. Puisque la conversation a d'abord pour objectif le plaisir commun, ce langage plaisant est considéré comme un ingrédient indispensable dans la recette d'une bonne conversation. Le jésuite Bouhours considère même les saillies et les pointes pour leur contribution à La Manière de bien penser. Mêlant sourire et sérieux, désir de plaire et parfois d'amender, art de la répartie et technique de l'esquive, brillant de la formulation et pertinence de la pensée, la plaisanterie est au cœur de l'esthétique de la conversation,. La métaphore du trait, prononcé à propos et à point nommé, correspond à celle de « l'archer qui du premier coup d'œil touche au but, ni en deçà, ni au-delà, plus sûre est la main et plus le geste est élégant ».
Institutrice des bonnes mœurs, Madame de Scudéry pose les limites de la plaisanterie « la raillerie la plus délicate, qui sait divertir sans aller jusqu'à faire rire », et  Morvan de Bellegarde propose une définition de ces divertissements : 

« une plaisanterie fine & délicate, qui tourne agreablement les matieres les plus sérieuses, sans rien dire de froid ni de bouffon. Un homme qui sait plaisanter d'une manière honnête, & qui cependant ne dit rien de trop bas, ou qui sente la bagatelle (...) peut plaire à toutes les personnes raisonnables. Si vous avez quelque chose d'agréable dans l'esprit qui puisse divertir une compagnie enjoûée, je crois que ce seroit faire une injustice de ne pas le dire. »

 Celui qui en use avec l'ingéniosité et la délicatesse nécessaires doit là encore (voir § Quand la conversation était un art / Le ton et le maintien) accompagner sa parole d'un ton et d'un comportement adaptés « il faut encore je ne sçay quel tour à l'expression qui acheve de les rendre agréables : & il faut mesme que l'air du visage, le son de la voix, & de toute la personne en general, contribuent à rendre plaisant ce qui de luy mesme ne l'est quelques fois pas tant ».

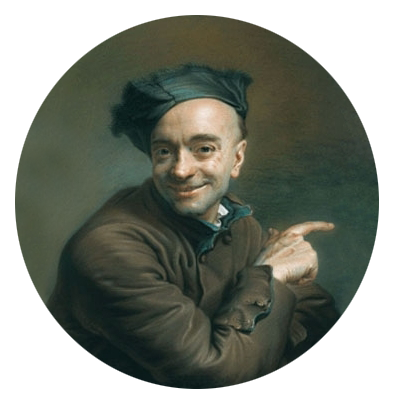
Un air de gaieté qui remplit l'imagination...

Le chevalier de Méré estime qu'une conversation sur un ton gai est plus difficile, et exige plus d'adresse et d'invention, qu'un discours simplement soutenu.
En effet, la plaisanterie (« une chose qu'on aura pensée plaisamment, & qu'on sçait qu'on ne dira pas trop mal ») doit être bien amenée, correspondre aux circonstances, et paraître spontanée (« le vif, le prompt, l'ardent, suprême agréable »), sinon elle risque d'être elle-même l'objet de railleries.
Lorsqu'elle concerne quelqu'un, elle doit lui être directement adressée et ne point fâcher, mais on attend aussi de la personne visée par l'ironie qu'elle sache « entendre raillerie » : la conversation est toujours une œuvre collective pour le plus grand plaisir de toute l'assistance.
Dans les salons plus littéraires ou bourgeois, elle est reconnue comme un assaisonnement à la conversation si elle est maîtrisée. Et La Rochefoucauld lui-même paraît optimiste à cet égard :

« La raillerie est un air de gaieté qui remplit l'imagination et lui fait voir en ridicule les objets qui se présentent ; l'humeur y mêle plus ou moins de douceur ou d'âpreté : il y a une manière de railler, délicate et flatteuse, qui touche seulement les défauts que les personnes dont on parle veulent bien avouer, qui sait déguiser les louanges sous des apparences de blâme, et qui découvre ce qu'elles ont d'aimable, en feignant de le vouloir cacher
. »

La conversation pouvait ainsi devenir un concours de bons mots où les participants s'échangeaient des pointes. Il fallait avoir le talent de répondre à un trait d'esprit par un autre, sans se formaliser lorsqu'on en était la cible : « plaisanterie fine et légère qui réunit la décence à la liberté, qu'il faut savoir pardonner aux autres et se faire pardonner à soi-même ». Charles Pinot Duclos raconte une telle conversation, durant un dîner, qui devient une joute oratoire : 

« Il n’étoit, pour ainsi dire, permis de parler que par bons mots. (...) ce fut un torrent de pointes, de saillies bizarres et de rires excessifs (...) Le rire étonnant qu’il excita, ne servit qu’à me déconcerter, et je fus tenté un moment de le prendre au sérieux ; mais, craignant de me donner un ridicule, je pris le parti de répondre sur un pareil ton, quoique je le trouvasse détestable. Je me livrai à ma vivacité naturelle ; je répliquai, par quelques traits assez plaisans, à ceux qu’on me lançoit ; madame de Tonins y applaudit : chacun suivit son exemple, et je devins le héros de la plaisanterie dont j’étois auparavant la victime, »

Il y a peu de belles Femmes, peu d'honnestes gens, et peu de grands Princes, qui ne soient bien aises que leur nom brille dans le monde...

### Éloges et compliments
Dans le cadre des conversations, flatter est également un exercice exigeant : il s'agit là aussi de passes d'armes permettant à chacun de mettre en valeur son savoir-faire mondain. Les compliments doivent en effet contribuer au plaisir commun alors que rares sont les gens qui « veuillent souffrir qu'on les loüe en leur presence (...) et les loüanges ont presque tousjours je ne sçay quoi qui dégouste » et le chevalier de Méré rappelle ce principe de bon sens : « il ne faut pas estre sans merite, si l'on veut faire estimer les loüanges qu'on donne ».
Louer (plutôt que flatter) exige donc quelque talent et il faut y mettre « de l'adresse et de l'esprit, et rendre les loüanges plus piquantes que douces ».
Les compliments doivent être envisagés dans un échange à trois intervenants, car ils doivent être indirects (contrairement à la plaisanterie), en prenant à témoin une tierce personne. Le véritable destinataire doit pouvoir l'esquiver, ce qui provoquera éventuellement une relance du complimenteur : il faut alors « inventer de secondes loüanges plus avantageuses que les premieres ; mais sous quelque apparence de dépit, et cela se fait en déguisant, et reprochant des choses que les gens qu'on veut obliger sont bien-aises d'avoir ».

Dans ce jeu le mensonge est donc admis à la seule condition qu'il soit plaisant (« La verité a toujours je ne sçay quoi de sérieux, qui ne divertit pas tant que le mensonge »), et pour lequel l'adresse, la finesse et la délicatesse sont indispensables.

### Rhétorique de la conversation
Plaire, instruire, émouvoir : c'est ainsi que Marc Fumaroli décrit la rhétorique classique, dans des termes proches de Rousseau décrivant la conversation qui permet que « chacun s'instruit, chacun s'amuse, tous s'en vont contents, et le sage même peut rapporter de ces entretiens des sujets dignes d'être médités en silence. »
- Une rhétorique coopérative : tous s'en vont contents

L'objet de la conversation mondaine, normalement de type coopératif, n'est pas la persuasion, même lorsqu'il s'agit d'une dispute : l'honnête devisant est amené à soutenir une opinion, parfois émettre un jugement, mais ces expressions se situent dans une perspective esthétique. Les conversations sont régulées par des contraintes mondaines intériorisées, mais les conversants prétendent à la liberté qui distinguera la parole noble de la besogneuse, l'occupation utile de l'art agréable : « l'effet à obtenir est [pour les uns] l'efficacité, [pour les autres] le luxe, le loisir, le jeu. La rhétorique à l'œuvre dans les conversations change, d'un registre à l'autre, non seulement de sens, mais même de contenu ». Elle ne peut pas être analysée sur un mode normatif, mais descriptif.
- Converser rationnellement : chacun s'instruit

Les ouvrages de Madeleine de Scudéry constituent de véritables manuels pour l'éducation à la rhétorique. Ils présentent des conversations, souvent autour de débats moraux, mettant en jeu les figures de rhétorique permettant de répondre aux contraintes mondaines. Il est ainsi possible d'identifier dans cette œuvre volumineuse des figures codifiées, qui sont reprises dans les conversations réelles (cependant ces conversations littéraires, par leur nature didactique et écrite, valorisent les formes d'interlocution et les débats d'idées moralistes impliquant une rationalité). L'exemple, le récit, le portrait, mais également le ton, par la passion exprimée dans le maintien ou la voix, sont quelques-uns des moyens ainsi identifiables pour l'argumentation. Mais la technique, ici sous la forme des figures de rhétorique, ne doit pas être ostensible, l'artisan doit s'effacer, par le recherche du sublime (voir § La conversation mondaine / Éloge du sublime et clarté du discours).
- Plaire et complaire : chacun s'amuse

La recherche du plaisir reste pourtant la valeur esthétique majeure de la conversation mondaine. Politesse, séduction et complaisance se rejoignent, par l'attention portée aux autres dans le respect des règles du jeu d'une société fortement hiérarchisée, par exemple dans l'usage conventionnel et formalisé des compliments ou de bons mots.
L'usage de tournures à la mode (mais sans en abuser), le recours à des procédés de style noble (périphrases, hyperboles, litotes, euphémismes) permettent de tracer une frontière entre le langage vulgaire et le langage poli et délicat, marquant ainsi le bon goût des conversants. Le sublime est une figure de rhétorique caractérisant le registre élevé de la conversation orale, s'appuyant, à travers des traits d'esprit, sur des effets tels que l'amplification et l'apparition.
C'est ainsi que Rousseau (1712-1778) résume, sous la plume de Saint-Preux dans ses lettres à Julie, les principales règles ou contraintes de la conversation, observées à Paris, impliquant le langage et le comportement
 :
Vois-tu cet importun que tout le monde évite,

Cet homme à toujours fuir, qui jamais ne vous quitte ?

Il n'est pas sans esprit ; mais, né triste et pesant,

Il veut être folâtre, évaporé, plaisant ;

Il s'est fait de sa joie une loi nécessaire,

Et ne déplaît enfin que pour vouloir trop plaire
— Boileau, Epître IX, extrait
➜ le ton, dans la juste mesure, y est :
« coulant et naturel ; il n'est ni pesant ni frivole ; il est savant sans pédanterie, gai sans tumulte, poli sans affectation, galant sans fadeur, badin sans équivoque
 ; »
➜ la forme y reste plaisante :
« ni des dissertations ni des épigrammes ; on y raisonne sans argumenter ; on y plaisante sans jeux de mots ; on y associe avec art l'esprit et la raison, les maximes et les saillies, la satire aiguë, l'adroite flatterie et la morale austère
. »
➜ l'élégance est recherchée lorsqu'on aborde une question :
« on n'approfondit point les questions, de peur d'ennuyer, on les propose comme en passant, on les traite avec rapidité, la précision mène à l'élégance
. »
et cela conduit au plaisir de tous.
À l'opposé de la communication moderne, Marc Fumaroli place ainsi la rhétorique du XVIIe siècle comme un « art de faire voir et comprendre à autrui, dont le mouvement profond est un acte de partage et d'amour ».
- Style coupé et style périodique

Par opposition au style périodique plus ample mais aussi plus harmonique, le style coupé est bref et dense, comme le décrit Montesquieu : « chacun, sans s'écouter beaucoup, parle et répond, et tout se traite d'une manière coupée, prompte et vive ». La recherche et l'affectation, paradoxales, du naturel dans la conversation font préférer ce style comme favorisant, ou imitant, la spontanéité et l'invention. Le style périodique, réputé professionnel et savant, reste celui de la rhétorique de la chaire et du tribunal. « La conversation mondaine entre honnêtes gens, toujours enjouée, va de trait en trait (...) avec la négligence diligente du style coupé ».
Baltasar Gracián confirme cette contrainte dans ses maximes « Ce qui est bon est deux fois bon s'il est court (...) c'est une vérité reconnue que le grand parleur est rarement habile » et le chevalier de Méré rapproche l'éloquence et la peinture sur ce point : « comme on compare souvent l'éloquence à la peinture, il me semble que dans la plûpart des Entretiens du monde, ce ne sont qu'autant de petits portraits, qui ne demandent pas de grandes vuës ».

### Un plaisir conventionnel
Hors de la Cour royale, dans les salons, les auteurs privilégient l'aspect ludique de la conversation, les commentateurs soulignent généralement ce point :
- Madame de Staël (1766-1817) exprime le plaisir éprouvé dans la vivacité des échanges :

« C'est une certaine manière d'agir les uns sur les autres, de se faire plaisir réciproquement et avec rapidité, de parler aussitôt qu'on pense, de jouir à l'instant de soi-même, d'être applaudi sans travail, de manifester son esprit par toutes les nuances par l'accent, le geste, le regard, enfin de produire à volonté comme une sorte d'électricité qui fait jaillir des étincelles, soulage les uns de l'excès même de leur vivacité, et réveille les autres d'une apathie pénible
. »

(...) l'un cherche à plaire aux sages,

L'autre veut plaire aux gens d'esprit.

Il leur plaît. Vous aurez peut-être peine à croire

Qu'on ait dans un tel repas de tels discours tenus :

On tint ces discours ; on fit plus,

On fut au sermon après boire.
— La Fontaine, Conversation avec Bayle à dîner
- Les Frères Goncourt soulignent également les règles implicites régissant ces conversations, règles de tact et de mesure, par exemple pour le salon de Madame de Luxembourg, qui :

« apprenait à louer sans emphase et sans fadeur, à répondre à un éloge sans le dédaigner ni l'accepter, à faire valoir les autres sans paraître les protéger (...) ne laissait jamais une discussion aller jusqu'à la dispute, voilait tout de légèreté, et, n'appuyant sur rien de plus que n'y appuie l'esprit, empêchait la médisance de dégénérer en méchanceté »

- Jean Starobinski ébauche une description psychanalytique, anachronique :

« Le plaisir, pour une large part, est rendu possible par la suppression concertée, par le refus conventionnel de l'éventualité agressive dont tous les rapports humains sont potentiellement chargés : ainsi s'ouvre un espace protégé, un espace de jeu, un champ clos où, d'un commun accord, les partenaires renoncent à se nuire et à s'attaquer (...) La perte, que la pulsion amoureuse subit sous l'effet du refoulement et de la sublimation, est contrebalancée, selon la théorie de l'honnêteté, par l'érotisation du commerce quotidien, de la conversation, de l'échange épistolaire
. »

## Un art collectif
« Tous les jours, sur le soir, il se faisait un certain concert d'amis, où toutes choses se passaient avec une telle harmonie, et avec tant de douceur et de discrétion, que je n'ai jamais eu de trouble en l'esprit qui ne se soit dissipé en cette compagnie. »

— Fortin de La Hoguette, Testament ou Conseils d'un père à ses enfants sur la manière dont il faut se conduire dans le monde (1648)

### Éviter tintamarre et charivari
La réalisation de la conversation comme un art nécessite généralement une société amicale rassemblée dans un contexte privé (cour, salon, dîner, promenade...), souhaitant atteindre un plaisir esthétique et partageant les mêmes codes : elle doit en effet réunir des participants familiers, capables de réaliser l'harmonie nécessaire où chacun trouve sa place dans l'ensemble.

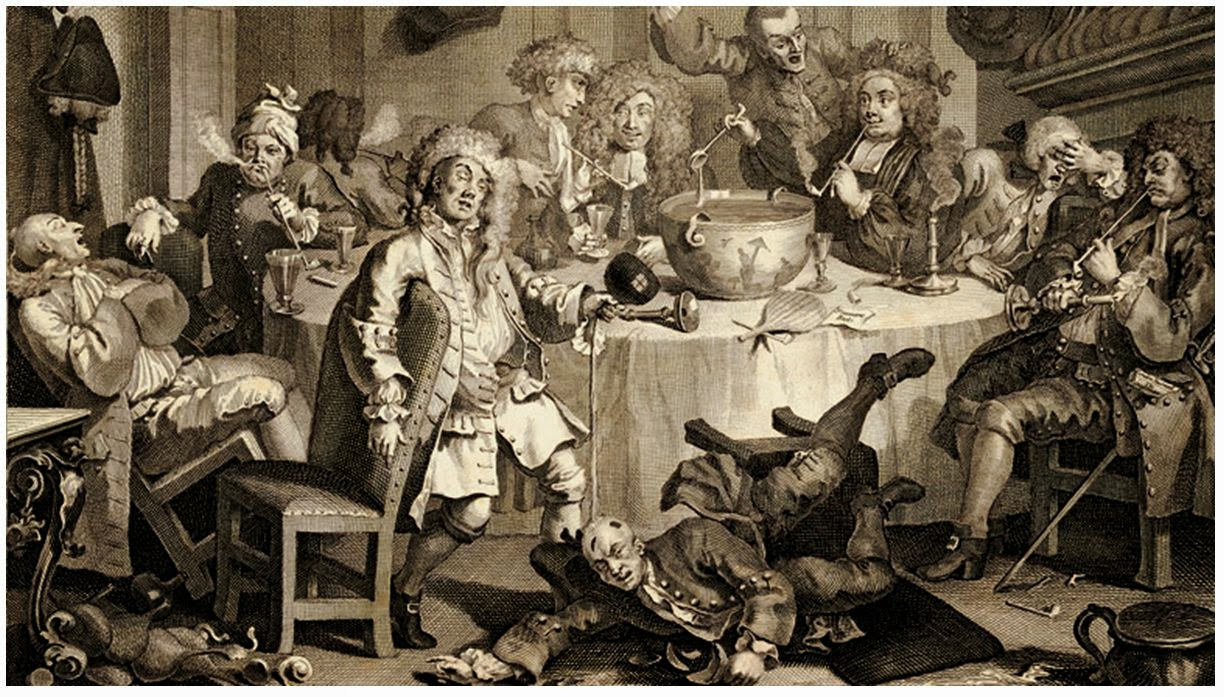
Il part une question, l'un la décide hardiment, et sans appel ; un autre condamne tout net ce que le premier a dit ; un troisième s'élève qui les condamne tous les deux ; pendant qu'ils se disputent ensemble, un quatrième, par un ton qui se fait faire place, et qui vaut un coup de tonnerre, leur annonce sans cérémonie que tout ce qu'ils disent ne vaut rien ; un cinquième survient (...) un sixième crie (...).

Lorsque ces conditions ne sont pas observées, en particulier lorsque les conversations se font au hasard des rencontres, dans des lieux publics, les intervenants peuvent être « saisis de la fureur d'avoir plus d'esprit que les autres » et les interventions n'avoir pas le caractère esthétique d'échanges policés, évoquant alors « tintamarre » et « charivari ».
Marivaux décrit une telle scène, dans l'un des cafés ouverts à Paris au XVIIIe siècle sous la Régence au Palais-Royal (ainsi le café de la Régence, celui-là même où Diderot converse avec le Neveu de Rameau), où s'assemblent pourtant « de forts honnêtes gens, la plupart amateurs de belles-lettres ou savants, pourtant la plus aimable société du monde », lorsque s'établit un tel charivari spirituel :

« Il confie la supériorité de ses lumières à son voisin paisible qui approuve l'idée de celui qui parle, sans savoir presque de quoi il s'agit (...) quelques autres personnes se répandent en petits pelotons dans la salle, agitent à l'écart la question, et se régalent incognito du plaisir de la décider (...) cependant la question qui a causé la dispute a disparu, il en a succédé vingt autres qui ont pris furtivement sa place et qu'on agite toutes à la fois ; il ne reste plus rien sur le tapis, qu'une masse d'idées subtiles et bizarres, qui se croisent, qui ne signifient rien, et que l'emportement et l'orgueil de primer ont férocement entassées les unes sur les autres(...) »

Compéter [entrer en compétence, en compétition] conduit sûrement à l'impétuosité, qui constitue un péril à éviter absolument car les codes de la sociabilité de cour et de l'Honnête homme ne sont alors plus respectés « l'émulation découvre les défauts, que la courtoisie cachait auparavant. (...) La compétence commence par un manifeste d'invectives, s'aidant de tout ce qu'elle peut, et ne doit pas ». Le charivari s'installe « l'âme en ce tumulte ne trouve rien qui la soutienne », et c'est l'emportement, associé à « l'orgueil de primer des disputants », qui amènent ce constat de Marivaux : « que reste-t-il de la dispute ? rien que des leçons de brusqueries [insultes] et qu'un exemple bruyant de la misère de nos avantages ».

### Émulation mondaine
Fuyant le tintamarre et le charivari, le citoyen éduqué recherche « cette bienséance qui fait croire qu'un homme s'estime lui-même et lui fait croire qu'il estime les autres ». Ainsi, selon la définition de Marc Fumaroli la conversation est, dans la France classique, « un jeu avec des partenaires que l'on tient pour ses pairs, et dont on attend rien d'autre que de bien jouer ». Élection de « quelques personnes particulières à qui l'on se communique pour éviter l'ennui de la solitude ou l'accablement de la multitude », la conversation est ainsi une production collective des participants, et les contemporains soulignent l'aspect coopératif, les valeurs esthétiques du résultat, et le plaisir qu'ils y trouvent :
Aucun, par un babil frivole,

Sur son voisin n'usurpait la parole ;

Chacun parlant, se taisant à son tour,

Du discours circulaire attendait le retour ;

Et, comme ces pinces fidèles

Qui, des tisons de mon ardent foyer,

De temps en temps pour m'égayer,

Font pétiller les vives étincelles,

Par un commun accord passaient de main en main ;

Ainsi venant, revenant à la ronde,

L'entretien, tour à tour sérieux ou badin,

Sans désordre suivait sa marche vagabonde,

Et faisait jaillir à propos

Le feu de la saillie et l'éclair des bons mots.

— Abbé Delille, 1812
- Marivaux (1688-1763), dans La vie de Marianne[99], fait décrire par son héroïne une conversation au cours d'un dîner, puis les qualités permettant à son hôtesse d'animer une conversation : « C'était comme des intelligences d'une égale dignité, sinon d'une force égale, qui avaient tout uniment commerce ensemble[99] ».
- La Fontaine (1621-1695), dans Les Amours de Psyché met en scène quatre amis, conversant (texte en exergue de la section La conversation mondaine).
- La Bruyère (1645-1696) a rassemblé dans les Caractères une galerie de portraits pessimistes et il est significatif qu'il consacre un portrait positif à un comportement observé dans la conversation mondaine. Il souligne ainsi que « L'esprit de la conversation consiste bien moins à en montrer beaucoup qu'à en faire trouver aux autres : celui qui sort de votre entretien content de soi et de son esprit l'est de vous parfaitement[100],[ws 9] » et cite l'exemple d'une jeune femme : « Loin de s'appliquer à vous contredire avec esprit (...) elle est toujours au-dessus de la vanité[101],[ws 10]. »

Le chevalier de Méré souligne d'ailleurs que le pessimisme mondain tel que celui des Caractères de La Bruyère ne serait pas de mise, car « quelque esprit qu'on pût avoir, à moins que d'aimer le Monde, il seroit difficile de s'y faire souhaiter ».
- Diderot (1713-1784) dans sa correspondance[102], met en valeur la convivialité : « Un homme jette un mot qu'il détache de ce qui a précédé et suivi dans sa tête ; un autre en fait autant ; et puis attrape qui pourra (...). La folie, le rêve, le décousu de la conversation consistent à passer d'un objet à un autre par l'entremise d'une qualité commune[103]. »

Complaisance et empathie par effacement du je

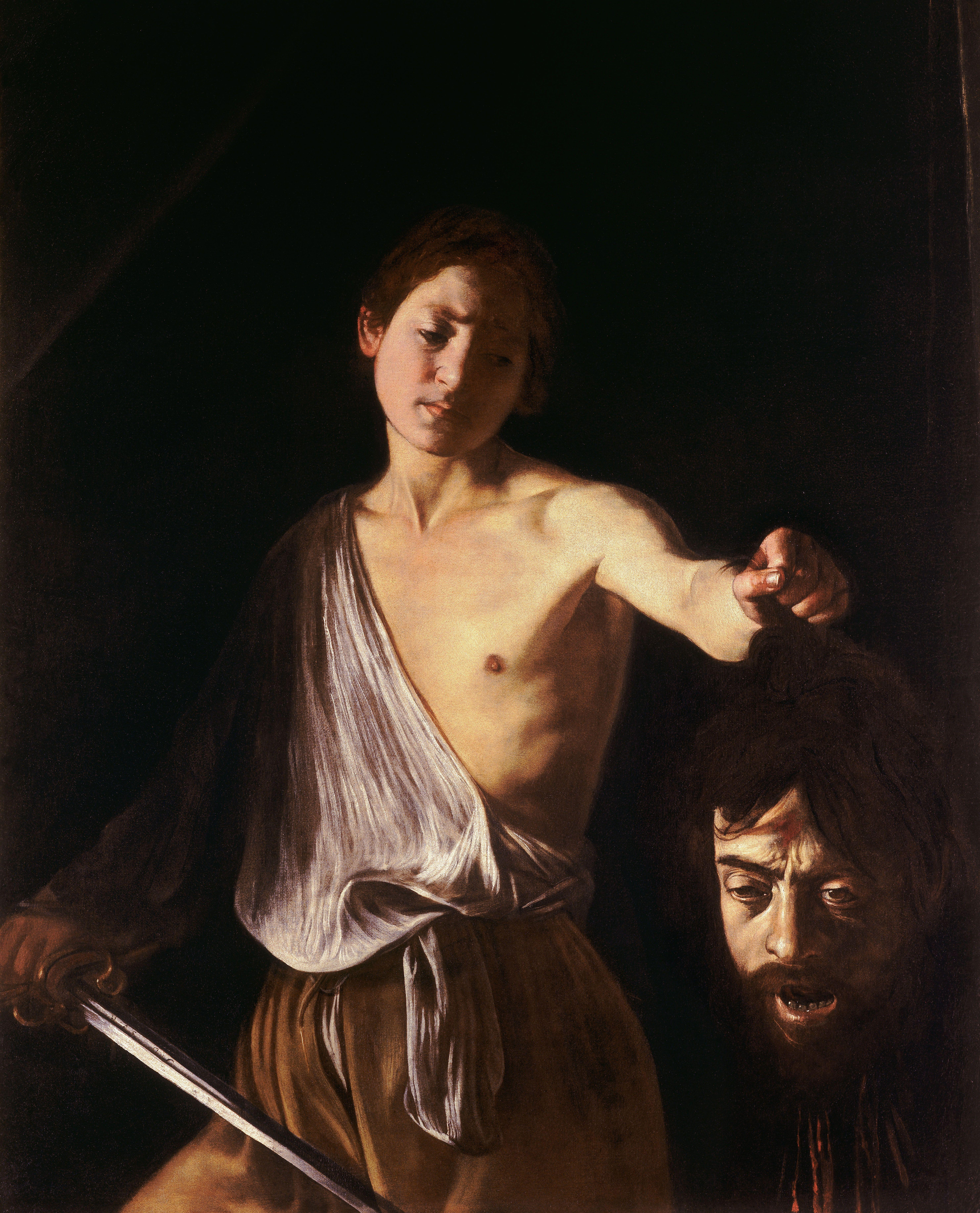
Le moi est haïssable, il est incommode aux autres, c'est l'ennemi.

Celui qui parle doit s'effacer, comme un égard d'honnête homme envers les autres participants. L'apparence d'une singularité est ainsi prohibée : « la prononciation (...) ne doit pas faire sentir de quel endroit, ni de quelle contrée, est celui qui parle ».
Mais cet effacement ne peut s'inscrire que dans un échange, où l'attention valorisante que chacun porte aux autres est récompensée par la réciproque : il est interdit de parler de soi-même, mais les compliments s'échangent, et l'effacement du je rend disponible pour une empathie constante envers les autres participants, qui suppose écoute, complaisance et agrément. Cela est « difficile et obscur », et exige de l'entraînement pour y parvenir : « il faut observer tout ce qui se passe dans le cœur et dans l'esprit qu'on entretient, et s'accoustumer de bonne heure à connoistre les sentiments et les pensées, par des signes presque imperceptibles, ».
- La Rochefoucauld : « On doit entrer dans leur [de nos interlocuteurs] esprit et dans leur goût, montrer qu'on les entend, leur parler de ce qui les touche ».
- Chevalier de Méré : « celui qui parle (...) ne doit guère songer (...) qu'à rendre heureux ceux qui l'écoutent ».

Certains ont atteint par une longue pratique cette maîtrise indispensable à l'homme « honnête et aimable (...), cette adresse de savoir deviner en beaucoup de rencontres », et font preuve de virtuosité :
- Marivaux : « elle n'en avait elle-même [de l'esprit] pas plus qu'il vous en fallait (...) et ne sentait rapidement votre esprit que pour s'y conformer sans s'en apercevoir »
- Crébillon : « la facilité singulière avec laquelle son esprit se pliait tous les tons ; et comment, le donnant à tout le monde, il paraissait cependant le recevoir de chacun ».
- La Bruyère : « elle s'approprie vos sentiments, elle les croit siens, elle les étend, elle les embellit, vous êtes content de vous d'avoir pensé si bien et d'avoir mieux dit encore que vous n'aviez cru ».
- Madame de La Fayette dans une lettre à sa fille donne une démonstration de complaisance et d'empathie, dans une scène théâtrâle : « Madame de Brissac avait aujourd'hui la colique. Je voudrais que vous eussiez vu l'usage qu'elle faisait de ses douleurs et de ses yeux ! (...) Et la compassion qu'elle voulait qu'on eût ! Chamarrée de tendresse et d'admiration, je regardais cette pièce, et je la trouvais si belle, que mon attention a dû paraître un saisissement dont je crois qu'on me saura fort gré ».

Et dans cet exercice d'effacement l'artisan s'efface encore, pour que l'effet seul se voie « d'une façon si naïve, qu'elle donne à penser que c'est un don de la nature. Cela se trouve encore vray des exercices de l'Esprit comme dans la Conversation (...) Rien ne fait tant remarquer l'ignorance (...) qu'une manière contrainte, où l'on sent beaucoup de travail ». En effet, « de montrer que l'on se tuë pour se rendre agréable, ce qu'on diroit de meilleur donneroit plus de peine que de plaisir ».
Ainsi la conversation est le moment d'une recherche esthétique collective et d'une construction sociale permettant aux participants de « perfectionner à plusieurs : connaissance de soi et d'autrui, mœurs et manières, langage et gestes. Le personnel pédagogique [les invités], pour une fin aussi salutaire, ne sauraient être choisis avec trop d'exigence », et ces conversations se réalisent dans le cadre de réunions privées (cercles, salons...) et non pas dans des lieux publics (cafés, voir § Un art collectif / Éviter tintamarre et charivari).

### Bonheur des Dames
Les Dames sont généralement les organisatrices des conversations. Hôtesses et les animatrices des Salons, elles choisissent leurs invités, en recherchant une diversité des talents (« Aussi nous faut-il toutes sortes de personnes pour pouvoir parler de toutes sortes de choses dans la conversation... »), et orientent ainsi le déroulement : « La dame de salon est là non au titre d'épouse, de mère ou d'économe, mais au seul titre de femme de mérite et d'esprit, à égalité, voire dans une supériorité fictive, mais galamment reconnue, avec les hommes. Belle, agréable, elle est l'ornement et l'aimant, spirituelle, elle est le stimulant de la conversation qui fait coopérer la bonne compagnie, ». Le Malebranche leur reconnaît les capacités nécessaires leur rôle d'animatrices des conversations : « c'est aux femmes à décider des modes, à juger de la langue, à discerner le bon air et les belles manières (...) Tout ce qui dépend du goût est de leur ressort ».

Peux-tu ne pas sçavoir que la civilité

Chez les femmes naquit avec l'honnêteté ?

Que chez elles se prend la fine politesse,

Le bon air, le bon goût et la délicatesse ?
— Charles Perrault, Apologie des femmes
Des qualités spécifiques leur sont attribuées, une grâce naturelle ainsi le chevalier de Méré : « je leur trouve une délicatesse d'esprit qui n'est pas si commune aux hommes. J'ai mesme pris garde en beaucoup de lieux, et parmi toutes sortes de conditions, qu'ordinairement n'ont pas tant de grace à ce qu'ils font que les femmes, et qu'elles se connoissent plus finement qu'eux à bien faire les choses ». Leur présence est prétexte à l'élévation des échanges : « soit que les femmes soient naturellement plus polies et plus galantes, ou que, pour leur plaisir, l'esprit s'élève et s'embellisse, c'est principalement auprès d'elles qu'on apprend à être agréable ».
Philippine de Sivry évoque ces salons où la femme pouvait avoir le premier rôle, dans ses Épitres à une femme sur la conversation. S'adressant à une jeune femme, l'auteure lui conseille la séduction de l'esprit à travers l'art de la conversation « Plaire à l'esprit sera votre partage ». Suivent des recommandations sur l'art d'adapter son propos à son interlocuteur qu'il ne faut pas effaroucher mais considérer comme « un enfant qui marche près de vous » et sur la nécessaire discrétion féminine, La troisième épître insiste sur la nécessité de varier les sujets de la conversation et d'y « soutenir l'intérêt par des contes aimables » comme a su le faire Shéhérazade.
Dans cette société qui refuse les pédants, leur éducation (« aussi ignorantes que les crocheteurs ») est un avantage : « peu ou pas savantes, et justement indemnes de latin et de ratio studiorum elles sont tenues dans les rangs de la société polie pour les plus authentiques interprètes de la langue maternelle et de son génie particulier ». En leur présence éminente, l'amour et le mariage et les problèmes que posaient leurs rapports dans cette société, constituaient une préoccupation et un sujet essentiels pour des débats constants sur un mode enjoué, et des idées progressistes y ont été débattues concernant la condition féminine : le mariage, l'instruction...
En présence des Dames, la galanterie est indispensable : « j'ay vû d'honnestes gens bien empêchez avec des Dames, et qui ne sçavoient par où s'insinüer dans leur conversation, quoy qu'ils eussent à leur dire des choses de bon sens (...) ». En effet, « elles veulent les maniéres délicates, la conversation brillante, et enjoüée ; une complaisance agréable, et tant soit peu flateuse ; ce je ne sçai quoi de piquant, et cette adresse de les mettre en jeu sans les embarrasser ; ce procédé du grand monde qui se répand sur tout, ce procedé hardi et modeste, qui n'a rien de bas ni de malin, rien qui ne sente l'honnesteté, ».
Dans un idéal moral de la conversation, la présence des Dames devient même un complément nécessaire : « aussi n'est-on jamais tout-à-fait honneste homme, ou du moins galant homme, que les Dames ne s'en soient mêlées ».

### Musique de chambre de la parole
Entends comment la corde, en sa tendre famille,

Résonne avec les autres, en ordre accordées,

Comme le père, l'enfant et l'heureuse mère

Chantent, tous en un, une note agréable,

Et dont l'air sans paroles, multiple mais un,

Chante pour toi : « Seul, tu ne seras rien »

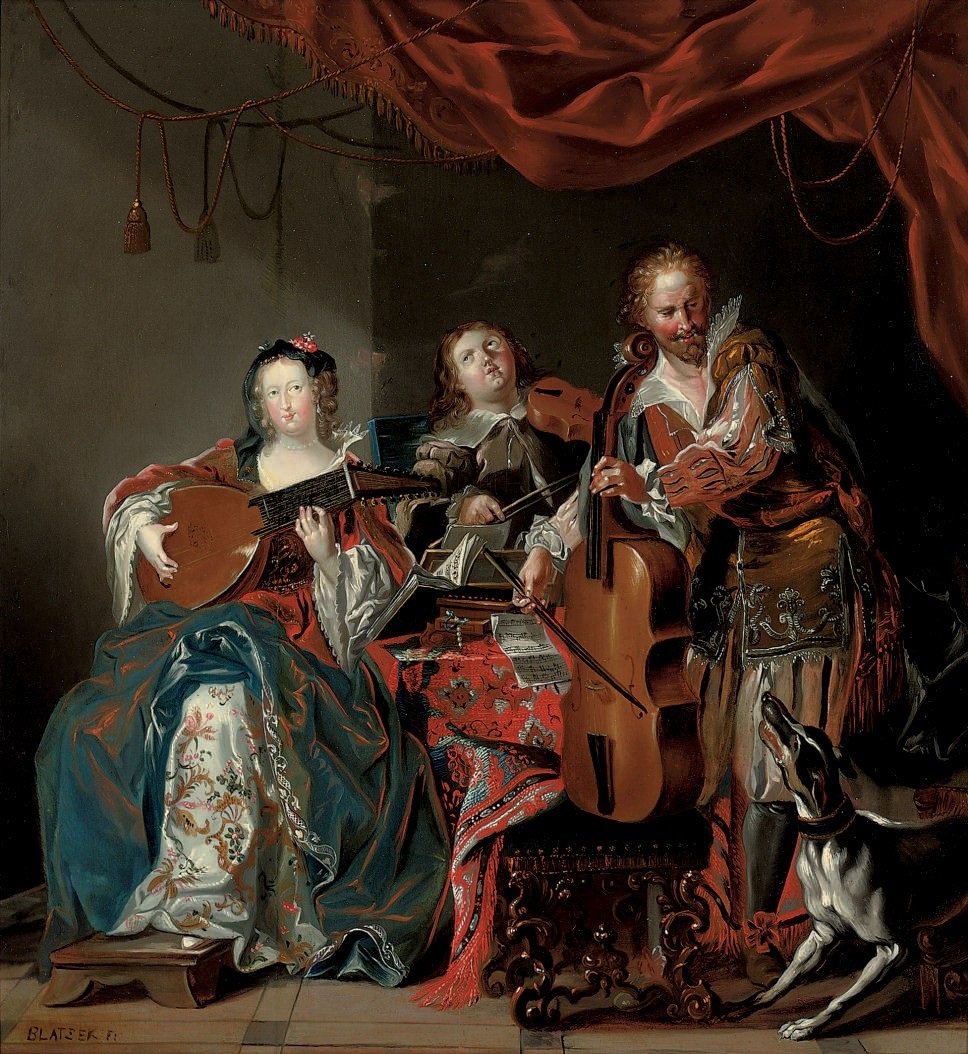
La conversation,
musique de chambre de la parole

L'abbé Bourdelot, qui avait fondé une Académie en 1664, en faisait préluder les séances par un concert d'instruments et de voix qui devait établir le climat d'harmonie souhaitable à la fois pour le débat qui allait suivre et pour la convergence des esprits.
Marc Fumaroli, qui rapporte cette anecdote, inscrit très précisément la conversation dans un espace musical : « la conversation française est un espace de jeu qui rend possible les repons entre voix flûtées et voix de basse, et qui fait de l'esprit leur point d'accord parfait. Il est fort probable que ce chef-d'œuvre de nature alliée à la culture doit son harmonie à l'élément musical qui entre dans sa composition et l'adoucit ». Les commentateurs reprennent fréquemment cette métaphore, en soulignant la place de chacun dans l'exécution d'ensemble : interlocuteurs, auditeurs, animatrice du salon...
- Ainsi la métaphore de l'instrument : « Monsieur l'abbé, vous avez été d'une excellente conversation. - Madame, je ne suis qu'un instrument dont vous avez bien joué[s 92] ».
- ou celle du chef d'orchestre : « Savoir, pour l'hôtesse d'un salon, mettre en valeur les qualités de ses hôtes en les guidant vers les sujets qui leur étaient familiers[s 93] ».
- Marivaux invoque la métaphore d'un duo d'instrumentistes : « Mme Dorsin, qui avait bien plus d'esprit que ceux qui en ont beaucoup, ne s'avisait point d'observer si vous en manquiez avec elle, et n'en désirait jamais plus que vous n'en aviez ; et c'est qu'en effet elle n'en avait elle-même alors pas plus qu'il vous en fallait (...) et ne sentait rapidement votre esprit que pour s'y conformer sans s'en apercevoir[105] ».
- La Rochefoucauld également fait appel à une exécution avec chœur et orchestre : « On peut prendre des routes diverses, n'avoir pas les mêmes vues ni les mêmes talents, pourvu qu'on aide au plaisir de la société, et qu'on y observe la même justesse que les différentes voix et les divers instruments doivent observer dans la musique[112] ».

- L'« auditeur », dans cette métaphore du concert, a un rôle positif et contribue à la réussite de l'ensemble : converser avec art, c'est aussi savoir écouter et savoir se taire. La Rochefoucauld explique ce rôle : « Il faut écouter ceux qui parlent, si on en veut être écouté ; il faut leur laisser la liberté de se faire entendre, et même de dire des choses inutiles (...) On doit entrer dans leur esprit et dans leur goût, montrer qu'on les entend, leur parler de ce qui les touche, louer ce qu'ils disent autant qu'il mérite d'être loué, et montrer que c'est plutôt par choix qu'on le loue que par complaisance[104] ».

Et pour l'auditeur aussi, comme pour l'« exécutant », le maintien, la posture, contribuent à l'expression. La Rochefoucauld complète donc ce portrait :

« S'il y a beaucoup d'art à savoir parler à propos, il n'y en a pas moins à savoir se taire. Il y a un silence éloquent : il sert quelquefois à approuver et à condamner ; il y a un silence moqueur ; il y a un silence respectueux ; il y a enfin des airs, des tons et des manières qui font souvent ce qu'il y a d'agréable ou de désagréable, de délicat ou de choquant dans la conversation ; le secret de s'en bien servir est donné à peu de personnes (...) Écouter, ne parler guère, ne se forcer jamais à parler
. »

- Lorsque l'inspiration fait défaut aux instrumentistes, chacun connaît et joue pourtant sa partition. Madame du Deffand raconte une telle soirée :

« J'admirais hier au soir la nombreuse compagnie qui était chez moi : hommes et femmes me paraissaient des machines à ressort, qui allaient, venaient, parlaient, riaient, sans penser, sans réfléchir, sans sentir ; chacun jouait son rôle par habitude : madame la duchesse d'Aiguillon crevait de rire, madame de Forcalquier dédaignait tout, madame de la Vallière jabotait sur tout. Les hommes ne jouaient pas de meilleurs rôles, et moi j'étais abîmée dans les réflexions les plus noires (...)
 »

### Théâtre et coin de l'âtre
Si la métaphore de l'orchestre permet bien d'évoquer une conversation dans un salon, celle du théâtre, qui pourrait paraître plus intuitive, est au contraire inadaptée, alors qu'il existe naturellement des échanges entre ces deux formes littéraires.
- Le ton de la conversation n'est pas celui du théâtre

L'art de narrer vivement et brièvement pour un public peu nombreux et intime d'un salon joue un rôle majeur dans la conversation mondaine. Il suppose simplicité et rapidité, privilégiant le style coupé. Il s'oppose à la véhémence orale de l'orateur ou de l'acteur.
Diderot souligne ainsi que l'expression, le ton, ne peuvent être les mêmes dans une conversation et au théâtre : « portez au théâtre votre ton familier, votre expression simple, votre maintien domestique, votre geste naturel, et vous verrez combien vous serez pauvre et faible » ; inversement, les acteurs feraient mauvaise figure au coin de l'âtre : « on se demanderait à l'oreille : Est-ce qu'il est en délire ? D'où vient ce Don Quichotte-là ? Où fait-on ces contes-là ! Quelle est la planète où l'on parle ainsi ? ».
Et le chevalier de Méré confirme que le ton doit rester modéré « Il faut que les mouvements de l'ame soient moderez dans la Conversation ; et comme on fait bien d'en éloigner le plus qu'on peut tout ce qui la rend triste et sombre, il me semble aussi que le rire excessif y sied mal », au contraire de l'expression théâtrale.
- Causeur sensible mais courtisan comédien

Dans le Paradoxe sur le comédien, Diderot évoque la nécessaire sensibilité du causeur, qui doit être acteur pour émouvoir une société au coin de l'âtre, en ne se révélant qu'à propos, imitant l'acteur au théâtre, qui pour émouvoir son public, ne doit pas ressentir ce qu'il veut exprimer. Par contre le courtisan, qui doit plaire à tout le monde et masquer ce qu'il ressent, peut être comparé à un comédien « dans le rôle d'un pantin merveilleux. » Marc Fumaroli reprend et développe cette comparaison « l'ostentation du comédien et du courtisan, toute d'extérieur, de paraître, de façade, de logorrhée, de vanité, d'affectation et de cérémonie, est une caricature creuse, palliatif d'une insuffisance d'être ». Dans ces conditions, la simulation comédienne et courtisane est vite démasquée « l'entrée sent le palais et le logement la cabane ».
- La conversation, modèle pour le théâtre

Marivaux écrit pour son théâtre des dialogues utilisant un registre de langue familier, et s'inspire des conversations réelles, mais qui seront dites, sur la scène, avec « l'ouverture de bouche du théâtre ». Et le comédien, pour devenir l'acteur d'un rôle, doit imiter les expressions qu'il aura observées au coin de l'âtre. Malgré tout, « encore une fois, que ce soit un bien ou un mal, le comédien ne dit rien, ne fait rien dans la société précisément comme sur la scène ; c'est un autre monde ».

## Au-delà d'une vertu honnête
« Nous donnerons ce conseil à tous les débiteurs de fausses nouvelles, qui tuent leurs amis, calomnient leurs adversaires, compromettent leurs amours, pour alimenter la conversation. Nous leur dirons franchement : Il vaut mieux que vous ne parliez pas. »

— Madame Emile de Girardin
La figure de l'Honnête homme constitue un cadre moral et culturel pour la sociabilité du XVIIe siècle. Certains comportements transgressifs par rapport à cet idéal social (la raillerie, la préciosité), ou non vertueux, ont marqué les contemporains, et restent aujourd'hui encore paradoxalement emblématiques de cet art de la conversation. Ils restent cependant marginaux, et leurs excès sont dénoncés par les contemporains eux-mêmes.

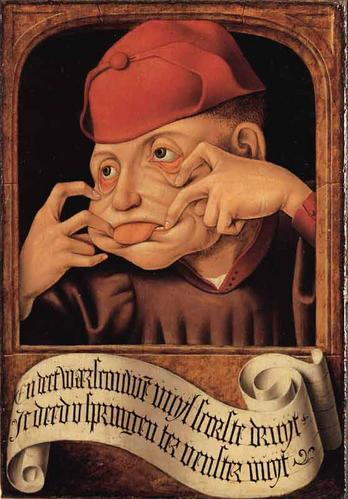
Les mots du corps, vulgaires et grossiers

### Inconvenances et contretemps
Le bon goût ne consiste pas dans le choix des sujets discutés : tous les sujets peuvent être abordés dans la discussion (voir § Effleurer cent matières diverses), mais ils doivent être traités en respectant les codes mondains et en tenant compte des circonstances, en ne choquant « ni la Coutume, ni la Bien-seance », qu'il s'agisse d'une conversation réelle ou littéraire.
- Equivoques et calembours

Associées au mauvais goût les équivoques sont généralement condamnées pour leur lourdeur comme « de mauvaises badineries qui réjouissent le vulgaire mais offensent l'esprit ». Certaines formes pouvaient cependant être tolérées si elles ne dérogeaient pas à la bienséance. Il convenait dans ce cas d'adopter une attitude distanciée : le ton de la voix et le geste prouvant par dérision qu'on est conscient de la facilité de la plaisanterie.
De même, le calembour (ou « équivoque de mots ») et les proverbes sont des genres dévalués, mais peuvent être tolérés s'ils sont maniés avec la finesse propre au badinage galant.
- Vulgarité et inconvenance

L'honnête homme risque de perdre sa dignité lorsque la conversation ne se déroule pas dans l'harmonie. Il faut donc tenir compte de la condition des participants, pour éviter toute inconvenance. Par exemple,
- une bouffonnerie (satire violente ou abus vulgaire ou jeu de mots trop recherché ou style bas) révèle un esprit médiocre et fait perdre sa dignité à l'honnête homme, alors qu'il faut « garder la bien-séance dans les railleries (...) éviter ces railleries bouffonnes & ridicules, qui se font à contre-temps; »
- une flatterie mal-venue « Quand on se pique de faire des compliments sans être instruit dans cet art : dégoûtant comme des louanges fades et mal-placées, mal-imaginées, & souvent tres-impertinentes ».
- une femme s'exprimant comme le ferait un homme, car l'honnêteté féminine n'est pas exactement identique à l'honnêteté masculine : « si j'allois juger decisivement de quelque question difficile, je passerois pour ridicule ; si j'affirmois seulement ce que je dis d'un ton trop ferme, & trop fier, on douteroit si je meriterois le nom de fille ».
- la galanterie mal comprise, si elle se traduit par des manières exagérément douces avec les dames, est « de mauvais goust » : il faut que « l'esprit tempere ces manieres, et que ce soit plûtost je ne sçay quoy de fin que de doucereux ».
- l'humeur revêche : « quelques uns affectent d'être mal avec tout le monde, soit par esprit de contradiction, ou par dégoût ; (...) les gens d'esprits sont craints ; les médisants sont haïs ; les présomptueux sont méprisés ; les railleurs sont en horreur ; et les singuliers sont abandonnés de tout le monde. Il faut donc estimer pour être estimé ».

- Contretemps

En intervenant à contretemps, on « court tousjours fortune d'estre à charge : mesme les bonnes choses qu'on dit n'empeschent pas qu'on ne soit quelquefois incommode, et mesme impertinent. C'est qu'on les dit mal à propos, comme des plaisanteries qu'on fait à des gens qui ont le cœur malade, et qui sont accablez, ou quelque chose de bien sententieux qu'on prononce parmy des gens qui ne veulent que se réjouïr ».
Il faut « s'accommoder à l'occasion », « sçavoir prendre son temps, » pour être à l'unisson de ses partenaires. Si un intervenant contrevient à cette règle, « c'est une marque d'esprit et d'honnesteté, que de donner le change avec tant d'adresse, s'il est possible, que personne n'y prenne garde ».
- Mélange de registres

Le choix du registre d'expression convenable, dans le vocabulaire, la grammaire, les propos, est un critère important auquel les auditeurs cultivés sont très attentifs. Par exemple, le chevalier de Méré précise que, si on débat des différentes beautés féminines, on peut parler de ce qui convient aux blondes et aux brunes, on peut dire qu'une blonde est plus brillante, ou qu'une brune plus piquante, mais pas l'éventuelle inconstance ou légèreté de ces dames car ce sont des qualités de l'âme.
L'Abbé Morellet raconte l'anecdote suivante :
Dans le salon de Mademoiselle de Lespinasse, un compliment est fait sur la clarté de son style à Buffon, qui y répond :

« Oh! diable! quand il est question de clarifier son style, c'est une autre paire de manches. »

et l'Abbé Morellet décrit la scène qui s'ensuit alors :
.

« A ce propos, à cette comparaison des rues, voilà Mademoiselle de Lespinasse qui se trouble ; sa physionomie s'altère, elle se renverse dans son fauteuil, répétant entre ses dents, "une autre paire de manches"! "clarifier son style"!. Elle n'en revint pas de toute la soirée. »

En 1691, Racine avait provoqué les mêmes évanouissements dans le public en utilisant le mot (et l'image) chien dans sa tragédie Athalie.
Dans ces deux cas, de Buffon et de Racine, l'anomalie est la juxtaposition de deux registres d'expression, élevé et trivial : pour la conversation réelle, le critère du goût et le modèle sont bien littéraires. Anne-Marie Lugan-Dardigna suggère que dans le même esprit les femmes « épurent comme vulgaires et grossiers les mots du corps ».
- Beaux parleurs

Les beaux parleurs affectent un ton élevé pour énoncer des pensées triviales : ils ne respectent pas la règle du bon ton (voir § Le ton et le maintien) et se rendent ridicules et insupportables en contrevenant à la règle d'effacement du je. L'article Affectation de l'Encyclopédie prône ainsi la concordance du ton et de la pensée pour les « gens d’esprit, qui cherchent beaucoup plus à bien penser qu’à bien dire, ou plûtôt qui croient que pour bien dire, il suffit de bien penser, qu’une pensée neuve, forte, juste, lumineuse, porte avec elle son expression ; & qu’une pensée commune ne doit jamais être présentée que pour ce qu’elle est, c’est-à-dire avec une expression simple, ».

### Les fâcheux
La conversation mondaine comporte « une éthique et une épistémologie humanistes, hostiles à la scolastique du savoir universitaire traditionnel ». La conversation peut instruire, et le développement des Lumières favorise les échanges intellectuels, mais sans imposer une rationalité.
- La conversation doit rester un divertissement

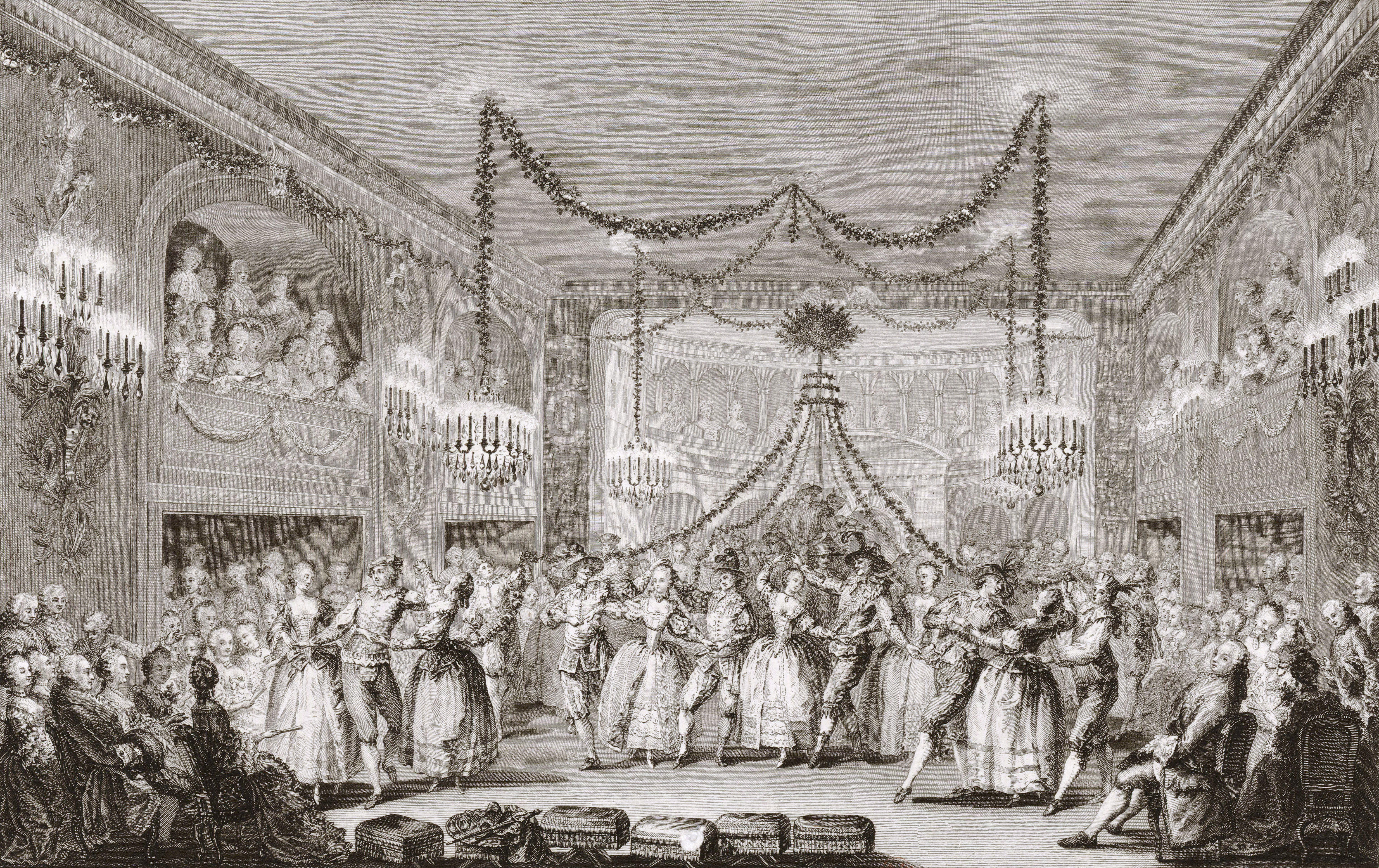
Carnaval à la cour de Versailles en 1763...mieux vaut plaisanter avec eux que raisonner, puisqu'ils ne le savent pas faire

La courtoisie suppose d'adopter, dans le domaine savant, un registre d'expression dans lequel les interlocuteurs seront capables d'intervenir également, quitte à renoncer à la rigueur scientifique. Ainsi, dans les Entretiens sur la pluralité des mondes (essais écrits sous forme de conversations), après une discussion avec deux hommes sur l'existence d'autres mondes peuplés, pendant laquelle la marquise est intervenue avec une posture savante, Fontenelle illustre ce point :

« il eût bien mieux valu plaisanter des habitants des planètes avec ces deux hommes que vous venez de voir, puisqu'ils savent plaisanter, que d'en raisonner, puisqu'ils ne le savent pas faire. Vous en seriez sortie avec leur estime, et les planètes n'y auraient pas perdu un seul de leurs habitants. - Trahir la vérité ! dit la marquise ; vous n'avez point de conscience. - Je vous avoue, répondis-je, que je n'ai pas un grand zèle pour ces vérités-là, et que je les sacrifie volontiers aux moindres commodités de la société,. »

Cette œuvre de Fontenelle, littéraire, reflète le ton, le bon ton, avec lequel ces sujets étaient abordés dans les conversations réelles. Dans sa préface, Fontenelle avertit les lecteurs qu'il s'agit de les divertir autant, et avant, que de les instruire. Ces conversations sont cependant un ouvrage de vulgarisation reprenant les théories de Galilée, Descartes...
La rhétorique, celle qui vise à persuader, n'a pas sa place dans ces échanges où l'art et l'esprit règnent, imprévisibles, sous la forme du trait improvisé, sublime,.
- Rejet de l'esprit de système

Madame du Deffand rejette ainsi toute recherche philosophique de vérité ou de bonheur, au profit de la consommation d'un plaisir immédiat, et vante à cet égard la position de Montaigne : « ce sont des rapsodies, si vous voulez, des contradictions perpétuelles ; mais il n'établit aucun système ; il cherche, il observe, et il reste dans le doute : il n'est utile à rien, j'en conviens, mais il détache de toute opinion et détruit la présomption du savoir ». Cette position heurte les jansénistes qui recherchent au contraire une vérité par le débat de la conversation. Mais le chevalier de Méré est très clair sur ce point, toujours dans la perspective d'un plaisir immédiat, il ne s'agit pas de discuter du vrai et du faux car « je vous jure que ce n'est presque rien que cet art de raisonner par les règles, dont les petits esprits et les demi-savants font tant de cas ».

### Les savants et les érudits
- L'Honnête homme plutôt que le Savant

Par égard envers les personnes à qui l'on s'adresse et l'Honnête homme devant rester compréhensible de ses interlocuteurs, le langage scientifique et la figure du savant sont proscrits dans la conversation des salons : c'est la figure de l'Honnête homme qui prévaut, cultivé mais suffisamment humble pour rester à la portée de ses interlocuteurs.
Ainsi, après la publication du roman La Princesse de Clèves, deux écrivains en font une critique, chacun sous la forme d'une conversation. Ils ont des opinions opposées sur l'ouvrage, mais s'accordent, à travers les dialogues qu'ils écrivent, sur la figure du Savant (la majuscule, commune aux deux écrivains, dénotant bien la posture évoquée) qu'ils proscrivent :

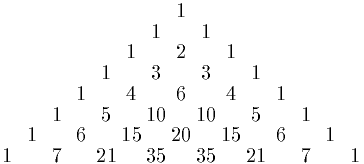
Le triangle de Pascal'Démonstrations tirées ligne à ligne...

« Cléante, qui est un homme du monde, et qui n'a point cet air de suffisance qui rend certains Savants si insupportables... »

« Vous vous trompiez, me dit-il avec cet air de suffisance dont les Savants ne sauraient se défaire. »

Dans son roman parodique de la société bourgeoise, Furetière souligne lui aussi que paraître savant, afficher ostensiblement ses connaissances, est une faute dans la conversation :

« Elle avait appris quelques langues et lu toutes sortes de bons livres ; mais elle s'en cachait comme d'un crime. »

et l'éditeur moderne précise :

« La lecture n'est pas inutile, mais on se méfie de ceux qui s'y confinent pour elle-même et pour eux-mêmes : ils quittent le territoire de la sociabilité, et l'ordre de l'honnêteté et de la galanterie, pour devenir des "savants". »

Madame de Staal-Delaunay raconte dans ses mémoires une anecdote de son éducation mondaine sur ce point. Éduquée dans des couvents, elle a eu l'occasion de lire de nombreux livres scientifiques, et, alors qu'elle débute dans les salons, elle utilise une métaphore géométrique pour évoquer l'éloignement d'un ami cher (le marquis de Silly) qui l'a quittée :

« Je sentais cependant que chaque instant l'éloignait de moi, et ma peine prenait le même accroissement que la distance qui nous séparait. »

et cet ami, homme habitué du monde, la reprend dans une lettre qu'il lui adresse :

« Servez-vous des expressions les plus simples, et surtout ne faites aucun usage de celles qui sont propres aux sciences. »

L'affectation de curiosité (au sens péjoratif de ce mot au XVIe siècle) s'oppose à la grâce de la conversation de l'Honnête hommeet les conversants doivent trouver un juste équilibre : « faire état de ses facultés intellectuelles, sans pédanterie; faire preuve de réflexion personnelle par des anecdotes pour garder un caractère d'honnêteté que démentirait une trop savante expertise. Le savoir se montre et se cache tout à la fois ».
- Rejet d'une érudition pédante

L'érudition pédante est rejetée pour des raisons esthétiques, poétiques et philosophiques, et le point de vue du chevalier de Méré est radical à ce propos : « je vois qu'on a besoin de peu de genie pour rapporter ce qu'on a lû, et ce n'est le plus souvent rien qui plaise, ny qui puisse servir. Mais de dire de bonnes choses sur tout ce qui se présente, et de les dire agreablement, tous ceux qui les écoutent s'en trouvent mieux ; l'esprit ne peut aller plus loin, et c'est le chef-'œuvre de l'intelligence ».
La belle érudition demeure cependant une qualité réelle par exemple pour Guez de Balzac, il s'agit seulement d'en faire un bon usage au bon moment, et de la mettre à distance par l'enjouement mondain. L'art de la mémoire, avec l'usage des lieux communs et du florilège, qu'affectait par exemple Montaigne, est malgré tout condamné : « un bel esprit est riche de son fonds, il trouve dans ses propres lumières ce que l'esprit commun ne trouve que dans les livres ».

### L'affectation et la curiosité
Au XVIIe siècle ces deux termes sont proches, désignant une manière laborieuse de se rendre agréable, ou la recherche d'une connaissance illégitime. Dans ce sens, la curiosité est condamnée dans une perspective religieuse, en cohérence avec les positions de Port-Royal. Ces termes sont donc péjoratifs en évoquant le travail et la science, et s'opposent à la grâce : « c'est d'ordinaire ce qui gâte les plus belles choses. L'affectation est aussi insupportable aux autres qu'elle est pénible à celui qui s'en sert ». Il faut même éviter ce que la perfection a d'excessif : « mais en fuyant l'affectation, prends bien garde d'y tomber en affectant de ne pas affecter ».
L'antidote à l'ostentation de la science est la naïveté, non pas comme une ignorance, mais « comme la qualité de celui qui paraît constamment naître à ce qu'il sait (...) La conversation classique, tout en se sachant reliée par la mémoire à tout ce qui s'est brillamment dit, fait comme si tout restait à dire. Parole perpétuellement recommençante, articulée à un usage particulier du monde où tout semble se redécouvrir à mesure qu'on chemine ».

### La raillerie
De ce pauvre ignorant qui ne sait rien du tout

Et dispute toujours de la philosophie,

Qui émet des questions et n'en vient pas à bout,

Et puis trouve mauvais s'il voit que l'on en rie,

Délivre-moi, Seigneur.
— Le Parnasse des poètes satyriques, Quatrains contre les hommes(extrait)
La moquerie contrevient, dans son principe, à la recherche du plaisir de l'interlocuteur, et ne peut être excusée que dans une forme très édulcorée, car elle est « la marque d'un petit esprit, et d'une méchante inclination : à moins que ce ne soit une mocquerie d'enjoûement, qui n'a rien de malin, ny d'injuste, et qui ne choque personne ». Plus agressive est la raillerie, et le film Ridicule a mis en avant son usage parfois mortifère, particulièrement à la Cour où les enjeux de prestige étant essentiels, elle rendait les interlocuteurs particulièrement vulnérables à un mot d'esprit.
La raillerie  peut être définie comme une attaque polémique visant à ridiculiser un travers, et considérée comme une arme mondaine, ayant deux fonctions : la critique pédagogique et le plaisir de la pensée ingénieuse. Mais lorsqu'elle est excessive, elle apparaît, dans le contexte moral de l'Honnête homme régissant les conversations à la Cour, comme une transgression de ces codes moraux, par l'orgueil et l'absence de respect.
Par exemple, Saint-Simon fait le portrait du duc de Lauzun, qui avait un talent particulier dans ce domaine :

« Ses manières étaient toutes mesurées, réservées, doucereuses, même respectueuses, et de ce ton bas et emmiéllé il sortait de traits perçants et accablants par leur justesse, leur force et leur ridicule, et cela en deux ou trois mots, quelquefois d'un air de naïveté ou de distraction comme s'il n'y eût pas songé
. »

Dans cette circonstance également, l'expression, le maintien, soulignent l'ironie, et sont essentiels à l'exprimer, comme le montrent les exemples des mots d'esprit (dont les cibles sont le Régent et le mémorialiste lui-même) par lesquels Saint-Simon illustre le talent de son beau-frère : leur force en est imperceptible par une simple lecture.
Des codes implicites existent cependant à la Cour, et La Bruyère s'en fait l'écho et le précise : « Ceux qui nuisent à la réputation ou à la fortune des autres, plutôt que de perdre un bon mot, méritent une peine infamante ; cela n'a pas été dit, et je l'ose dire, ».

### Les précieuses et les savantes

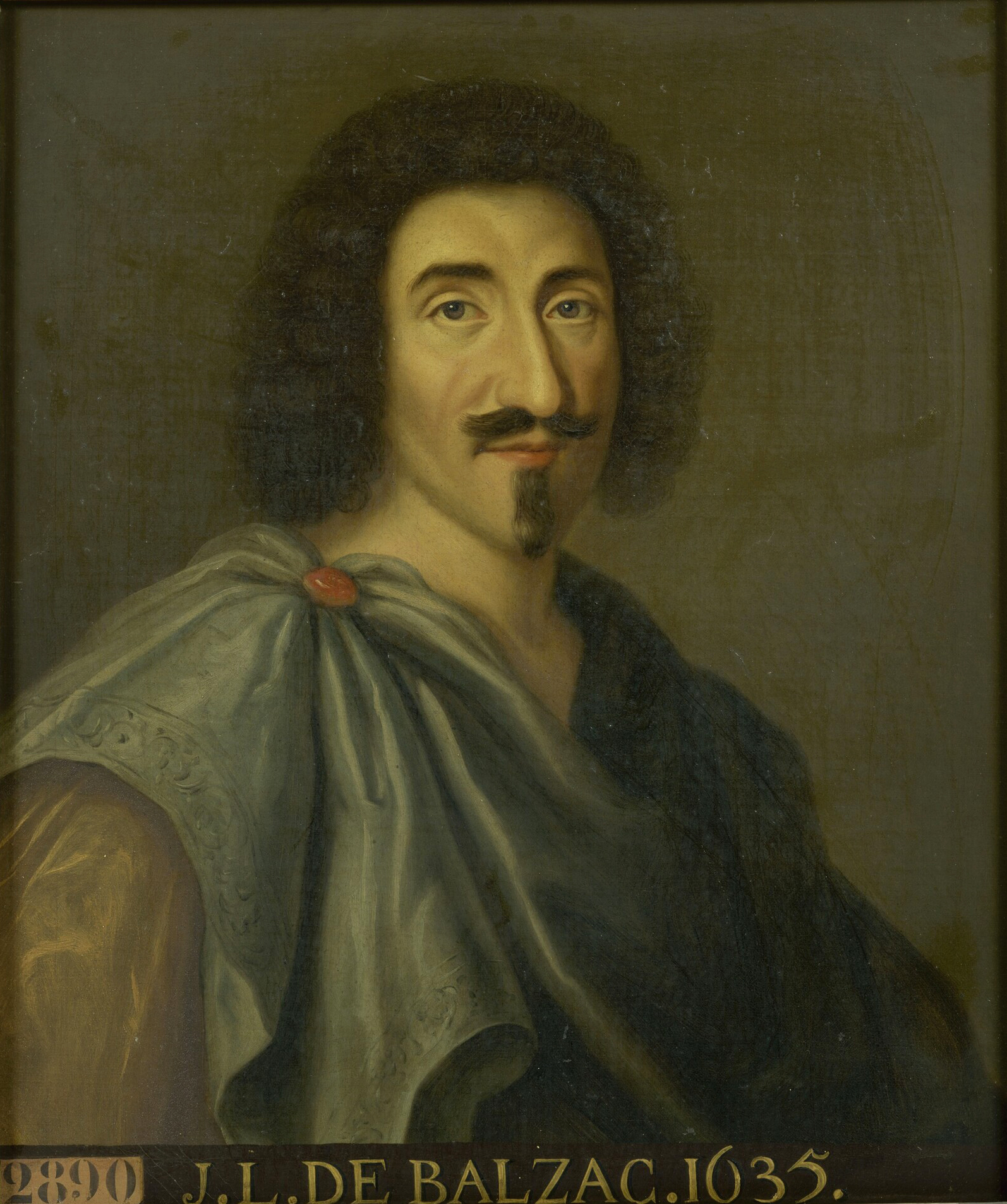
Un modèle pour Trissotin ?Les Reines viendront des extrémités du monde pour essayer le plaisir qu'il y a en votre conversation, et vous serez le troisième après Salomon et Alexandre, qui les aurez fait venir au bruit de votre vertu...
Lettre de Guez de Balzac à Vaugelas

Les Précieuses apparaissent après la disparition de Richelieu, qui entraîne une libéralisation des mœurs. En 1655, l'Abbé de Pure les décrit dans ces termes : « Vous n'avez possible pas entendu parler en vos quartiers de la Pretieuse (...) ce n'est point un simple ouvrage de Nature, ou de l'Art, c'est un effort de l'un et de l'autre ; c'est un précis de l'esprit, et un extrait de l'intelligence humaine ». Benedetta Craveri confirme que la qualification Précieuse n'était à l'origine pas péjorative mais « synonyme de délicatesse, raffinement, distinction » et un Dictionnaire des Précieuses recense six cents noms parmi lesquelles Madame de Sévigné et la future Madame de La Fayette. Le même dictionnaire mentionne également des Précieux parmi lesquels Voiture et Guez de Balzac à qui sera ensuite reproché un style trop apprêté, une parole fleurie, ses lettres devenant alors l'emblème des Belles-lettres dans le sens esthétisant de ce terme.
Ces Précieuses font, selon l'Abbé de Pure, cinq vœux au sujet de leurs conversations : « Le premier est celuy de subtilité dans les pensées ; le second est la méthode dãs les desirs ; le troisième est celui de la pureté du stile. Pour avoir quelque chose de cõmun avec les plus parfaites societez, elles en font un quatrième, qui est la guerre immortelle contre le Pedant et le Provincial, qui sont leurs deux ennemis irreconciliables. Mais pour enrichir encor par dessus cette derniere prattique, elles en font un cinquième, qui est celuy de l'extirpation des mauvais mots ».
Mais lorsqu'elle est excessive, la Préciosité peut être considérée, avec la raillerie, comme une transgression de la doctrine de l'Honnête homme, par l'emploi d'un langage abscons. En matière de conversations, la Préciosité est une affectation qui « ne plaît point aux personnes raisonnables ; mais elle choque en matière de langage. Les femmes se font un honneur de repeter éternellement les mots qui ne font que de naître, & qui ne sont pas encore autorisez par l'usage (...) si l'on n'y prend garde, la plupart des mots favoris donnent dans le langage précieux, où ils portent naturellement ».
On distinguait ainsi les vraies et les fausses précieuses : les vraies, dans la tradition de l'hôtel de Rambouillet, aristocratique, cultivent délicatesse, mignardise et subtilité spiritualiste pour des thèses sur l'amour ; les fausses, dans le prolongement des samedis de Madame de Scudéry, plus bourgeois, contrefont les manières de la Chambre Bleue et donnent prise au ridicule et à la parodie.

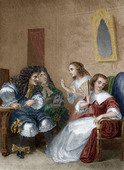
Les prétieuses...ce sont des éclats de rire, disant, Ah Dame, c'est que l'on ne songe pas à ce que l'on dit, le moyen, ah Jésus, est-il possible.(...)

Certaines femmes étaient ainsi réputées fausses précieuses, et s'il n'y en avait eu qu'une ou deux, on en aurait pu faire une satire, mais non pas une comédie : ainsi Molière, dans ses pièces Les Femmes savantes et Les Précieuses ridicules a mis en scène certains de ces personnages, caricaturés par la Grande Mademoiselle qui décrit le comportement outrancier de certaines de ses contemporaines, dans les salons :

« elles penchent la tête sur l'épaule, font des mines des yeux et de la bouche, ont une mine méprisante, et une certaine affectation en tous leurs procédés, qui est extrêmement déplaisante. Quand dans une compagnie il ne se trouve qu'une seule Précieuse, elle est dans un ennui et un chagrin qui la fatigue fort, elle bâille, ne répond point à tout ce qu'on luy dit, et si elle y répond, c'est tout de travers, pour faire voir qu'elle ne songe pas à ce qu'elle dit : si c'est à des gens assez hardis pour l'en reprendre, ou, pour mieux dire, assez charitables pour l'aviser de ce qu'elle dit, ce sont des éclats de rire, disant, Ah Dame, c'est que l'on ne songe pas à ce que l'on dit, le moyen, ah Jésus, est-il possible.(...) Elles ont quasi une langue particulière, car à moins que de les pratiquer, on ne les entend pas. Elles trouvent à redire à tout ce que l'on fait, et à tout ce que l'on dit, et désapprouvent généralement la conduite de tout le monde (...) Elles sont fort railleuses et moqueuses, et même des gens qui ne leur en donnent pas le sujet
,. »

Ce portrait caricatural reprend les spécificités de la conversation (le ton, la légèreté, la raillerie) et c'est bien leur outrance qui rend insupportables les Précieuses, que l'on retrouve dans Les Précieuses ridicules ou encore le Misanthrope où Molière fait dire à Alceste : « Le méchant goût du siècle, en cela, me fait peur, / Nos pères, tous grossiers, l’avaient beaucoup meilleur ».
Ces Précieuses se retrouvent dans les Savantes que brocarde également Fontenelle dans l'un de ses dialogues des morts : « l'habitude de ne parler que par lieux communs, & en propositions generales. Elles avoient ensemble de longues conversations, où elles ne se répondoient l'une à l'autre que des Sentences, & il n'estoit presque plus possible de les tirer de leurs spéculations, pour leur faire dire quelque chose qui fust de l'usage commun. », à tel point que « Pluton, pour remedier à ces désordres, défendit, Que l'on fist les Femmes si grandes raisonneuses, de peur des conséquences ».
Les participants à ces conversations avaient cependant conscience de ces excès et était capable d'en rire. Ainsi lorsque Fontenelle fait dire à Molière, dans un autre de ces dialogues : « on leur prouve leurs sottises, sans employer de grands tours d'éloquence, ny des raisonnements bien méditez. Ce qu'ils font est si ridicule, qu'il ne faut qu'en faire autant devant eux, & vous les voyez aussi-tost crever de rire », Madame de Sévigné le confirme en racontant à sa fille une conversation : « Il disait les plus folles choses du monde, et moi aussi. C'était une scène digne de Molière »
.

### Le libertinage amoureux
La galanterie désigne, selon la définition de Charles Perrault « toutes les manières fines et délicates dont on parle de toutes choses avec un enjouement libre et agréable ». Le libertinage amoureux littéraire peut ainsi être considéré comme une conversation galante (généralement un dialogue...) dans le domaine des rapports amoureux.
Il n'y a naturellement pas de témoignage par les contemporains de tels dialogues galants réels. Dans le contexte moral du XVIIe siècle et XVIIIe siècle, où le quant-à-soi est proscrit, où tout événement est sur-le-champ publié et digéré, où toute émotion devient spectacle, l'amour n'a que l'inconsistance d'une liaison. Cette morale se retrouve dans l'image que nous en donne Crébillon dans ses dialogues libertins littéraires, qui sont un écho de ces conversations.
Dans ses dialogues, Crébillon fils représente la réalité de l'alternance des deux modalités d'échange, verbal et physique, en traitant les échanges physiques « aphasie provisoire des amants » comme des conversations, plus ou moins actives et fournies,.

## Un art des Belles-lettres
« Je serai trop payé de ma course, si je puis jouir à mon aise de sa conversation. Nous autres pauvres chroniqueurs serions bien heureux d'attraper quelque chose de la délicatesse de ses pensées, du tour fin et noble de ses expressions, et d'écrire comme il parle (...) je n'ai vu encore personne s'expliquer avec tant d'esprit et de dignité. Un si beau naturel est la mortification de l'étude et d'une pénible réflexion »

— Abbé Vertot, Mme de Staal-Delaunay De l'esprit de conversation

### Au centre de la littérature

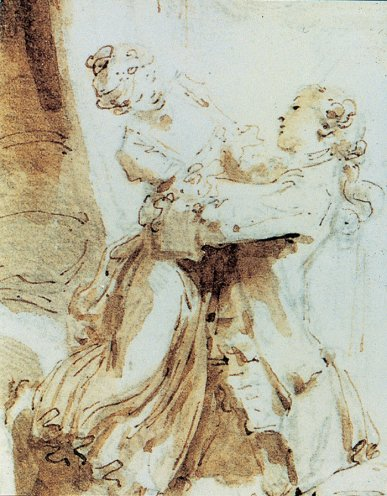
Conversation libertine- Que vouliez-vous que je fisse ? que je la gardasse ?
- Non, mais que vous ne la prissiez pas...

La conversation classique doit être regardée comme une forme littéraire au sens que ce terme avait au XVIIe siècle, désignant l'ensemble des disciplines de l'esprit, au même titre que les formes écrites (roman, théâtre...), dont elle partage les critères grammaticaux et esthétiques, et avec lesquelles les échanges sont constants. Fontenelle n'acquiert réellement sa réputation dans les salons littéraires, où il sera un causeur très apprécié, qu'après la publication de ses Nouveaux dialogues des morts.
L'enseignement dans les collèges jésuites (qui ont accueilli Fontenelle, Voltaire, Corneille...) préparait à l'art du dialogue : la pédagogie accordait une grande importance à la concertation, en invitant les élèves à disputer entre eux et les maîtres proposaient de nombreux exercices sous forme de dialogues littéraires.
La conversation prend place dans les romans de façon naturelle, elle aurait également constitué la matrice de la poésie mondaine, infléchi l'art du dialogue au théâtre, et contribué au charme des correspondances (Madame de Sévigné ou des Mémoires (cardinal de Retz). La conversation donne le ton à tous les genres littéraires, qui adoptent ses valeurs de naturel et de négligence élégante : romans, essais, théâtre, critique littéraire s'inscrivent dans la culture d'une « conversation ininterrompue ». Ainsi, à la suite de la parution en 1678 de la Princesse de Clèves, un premier critique contemporain (Valincour) en publie une critique dialoguée ; un second critique (Charnes) publie à son tour une critique de la première critique, également sous forme dialoguée et l'un des protagonistes se réjouit d'en faire profiter ses amis... au cours de conversations à venir. La conversation s'intègre ainsi à la littérature, en prenant en compte l'attitude mondaine des auteurs.

### Échanges entre les formes écrites et orales
Delphine Denis souligne que le dialogue littéraire est une réécriture, un remodelage du dialogue réel. Mais à leur tour, les conversations littéraires deviennent un modèle pour la pratique réelle : « Elles élaborent leur propre système de signification, elles proposent, chacune pour son compte, une poétique de leur pratique », et « on ne saurait devenir habile ni agréable si l'on n'aime la lecture ».
Marc Fumaroli résume l'interaction entre les deux formes de conversations, réelle et littéraire : « [les œuvres littéraires] sont autant d'interventions écrites dans cette vaste délibération orale qui les a fait naître et qui, à son tour, va les évaluer, les commenter, les critiquer, les faire rebondir ».
Le chevalier de Méré, qui qualifie de Conversations des discours développant ses thèses sur ce sujet, tire les conséquences de cette interaction entre les formes parlées et écrites de la conversation : « Il est bon, lorsqu'on écrit, de s'imaginer en quelque sorte qu'on parle, pour ne rien mettre qui ne soit naturel et qu'on ne pût dire dans le monde ; et de même quand on parle, de se persuader qu'on écrit, pour ne rien dire qui ne soit noble et qui n'ait un peu de justesse ».
Diderot, dans l'Encyclopédie, attire cependant l'attention sur les risques qu'il y aurait à utiliser le même ton pour les conversations et l'écriture des romans. En effet, il recherche les conversations familières, avec des amis dans plutôt que les salons ou à la Cour, alors que les lecteurs des romans ne constituent pas un public a priori amical : « On ne sauroit être trop sur ses gardes quand on parle au public, & trop à son aise avec ceux qu’on fréquente ».

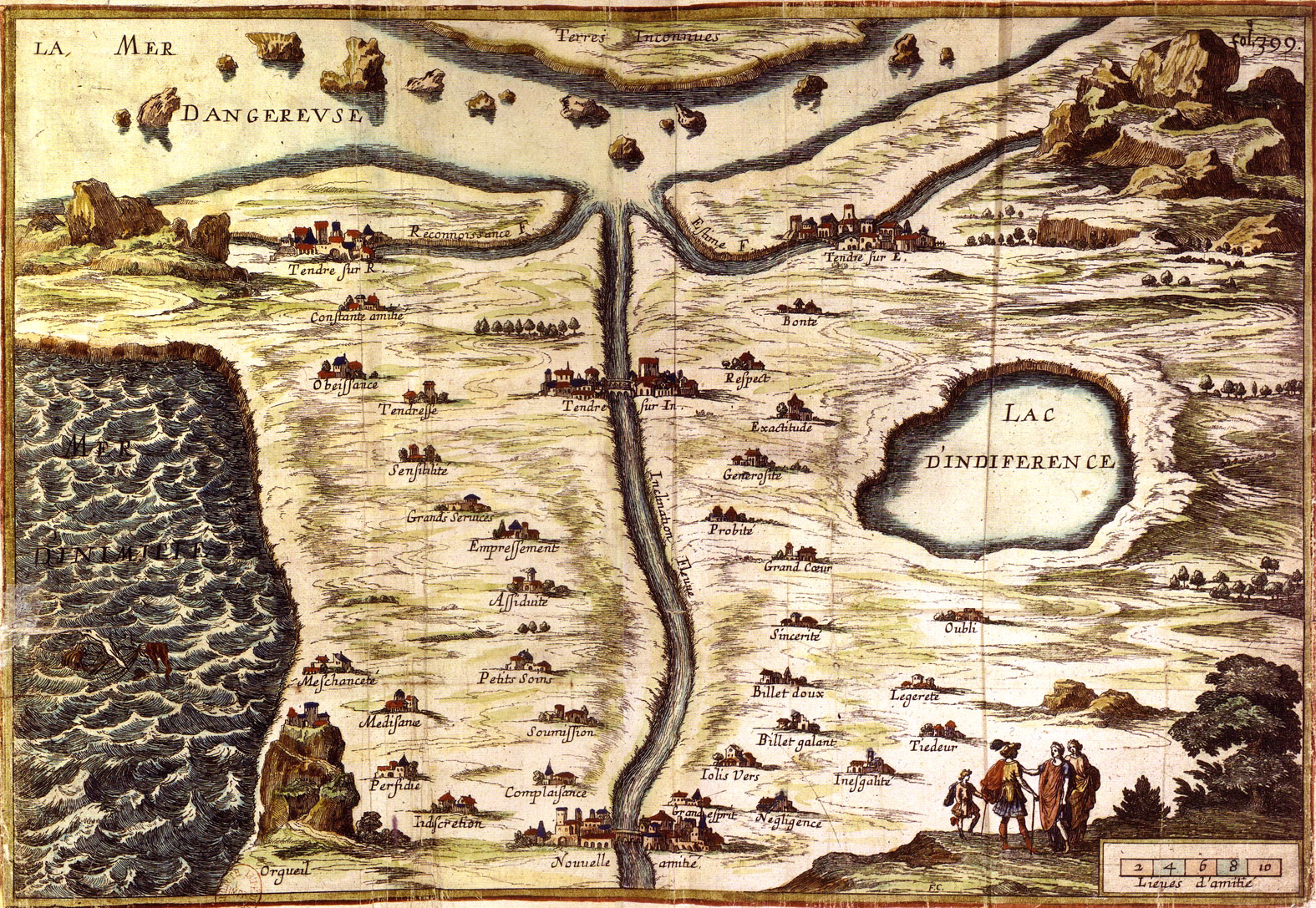
Carte du Pays de TendreCeux qui savent que cela a commencé par une conversation qui m'a donné lieu d'imaginer cette carte en un instant, ne trouveront pas cette galanterie chimérique ni extravagante...

La connivence entre la conversation et la littérature, dans le cadre des salons, a été à l'origine de la mode de la cartographie littéraire des sentiments : une conversation entre Pellisson inspire à Madame de Scudéry la Carte de Tendre ; cette carte a un tel succès dans les salons (« elle servit de sujet (...) à des conversations si divertissantes (...) que l'on ne voyait alors personne à qui l'on ne demandât s'il voulait aller à Tendre. En effet cela fournit durant quelque temps d'un si agréable sujet de s'entretenir qu'il n'y eut jamais rien de plus divertissant ») que d'autres écrivains (Sorel[Lequel ?], Tristan l'Hermite...) produisent à leur tour la cartes des Prétieuses, de la Coquetterie, de l'Amour, qui alimentent à nouveau la conversation des salons. La carte allégorique, comme le Pays de Tendre est un dispositif qui brouille la différence entre le texte et les échanges d'une conversation orale.
L'ensemble de l'esthétique littéraire est influencée par les règles de la conversation mondaine : affectation de naturel, recherche de la simplicité élégante, principe de plaisir. Selon Marc Fumaroli, « le plaisir de l'écoute, dans une société de gourmets de la parole, prime pour eux sur le plaisir du texte. Le texte littéraire français, pour durer, doit emprunter l'apparente facilité orale, le bonheur de la parole vive adressée à quelqu'un, et que le lecteur entend comme s'il était convié à un intense entretien oral ». Et Diderot lui-même aurait été influencé, dans sa correspondance surtout, mais aussi dans ses dialogues, par le style de la conversation : connivence, liberté, discontinuité, réciprocité, etc.

### L'esprit des Belles-lettres
Parmi l'ensemble des disciplines de l'esprit que recouvre le terme littérature avant que Madame de Staël lui donne son sens moderne, l'art de la conversation, privilégiant l'esthétique plutôt que la rhétorique, s'inscrit dans les Belles-lettres qui allient l'utile et l'agréable, l'instruction et le plaisir. Au début du XVIIe siècle, conversation et littérature française sont ainsi devenues indissociables, et la conversation mondaine est un genre à la fois oral et écrit, associés dans l'évolution linguistique et littéraire. Les portraits et les caractères, les maximes et les pensées participent de l'une et de l'autre, et vont de l'une à l'autre alternativement, les mémoires et les lettres, à plus forte raison, pourraient être considérées tour à tour comme une littérature parlée ou comme une conversation écrite.
La conversation, pour éviter l'ennui, s'interdisant la conversation savante et l'approfondissement des idées, doit être variée dans le ton, dans les sujets, mais aussi dans les formes : fleurettes, rondeaux, bouts-rimés, triolets, bons mots et contes agréables se succèdent en affectant le naturel spontané. Dans cette même recherche esthétisante des Belles-lettres, la poésie elle aussi adopte les apparences de la conversation mondaine (spontanéité, naturel, négligence...) par l'alliance de différents genres écrits et composés (poésie, musique, roman...) associés dans une même œuvre, comme dans les comédies-ballets de Molière, ou encore les contes de La Fontaine et la correspondance de Saint-Évremond qui associent prose et vers. À la cour du château de Sceaux, les conversations mondaines se mêlent à la poésie de Vincent Voiture, au théâtre de Madame de Staal.
La culture mondaine qui s'élabore dans les Salons entre 1620 et 1650 se méfie de la science et des savoirs traditionnels, le plaisir prend le pas sur l'érudition savante, préfigurant le classicisme littéraire. L'esprit de la conversation mondaine condamne cependant l'art de la mémoire pédante (celle des florilèges et lieux communs), préfère l'invention plutôt que l'imitation, et substitue la surprise à la reconnaissance, sous la forme du concetto et dans la recherche du sublime.

### Les formes littéraires de la conversation

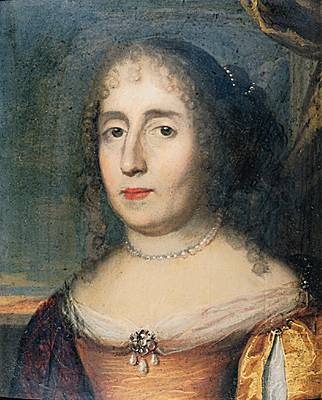
Madeleine de ScudéryInstitutrice des bonnes mœurs

- Les romans

La Fontaine met en scène une conversation entre les quatre amis des Amours de Psyché, comme une « dispute » autour de la question : vaut-il mieux rire que pleurer ? « Quand il n'y aurait que le plaisir de contredire, vous le trouverez assez grand pour nous engager en une très longue et très opiniâtre dispute ».
Madeleine de Scudéry écrit de nombreuses conversations portant généralement sur des thèmes galants dans le Grand Cyrus et Clélie, reprenant les critères de politesse et d'honnêteté de la conversation mondaine. Ses Conversations morales sont un recueil de conversations portant sur divers thèmes, mettant en scène les codes de cet art.
- Les conversations philosophiques ou savantes

Si les conversations littéraires adoptent le même ton léger et badin que les conversations orales, elles peuvent néanmoins aborder des sujets savants ou philosophiques, qui ne seraient pas toujours acceptés dans les salons.
Fontenelle utilise en 1686 la forme d'une conversation pour rédiger ses Entretiens sur la pluralité des mondes sur la cosmologie et l'astronomie, afin de bénéficier de la « liberté naturelle de la conversation » : la pédagogie savante, sur le mode du badinage, y est agrémentée de paroles galantes.
Les premières Provinciales de Pascal sont écrites sous la forme de conversations théologiques.
- Les dialogues

Ils peuvent être eux aussi philosophiques, mais alors sous une forme beaucoup plus brève (quelques pages) que les conversations, ou galants.
- Dialogues des morts : faisant converser deux personnages anciens, c'est un exercice de style à la mode, et Fontenelle (Nouveaux dialogues des morts) puis Fénelon (Dialogues des morts), en ont publié, Boileau avait également songé à en écrire.

On y retrouve les mêmes caractères que dans les conversations orales : « simplicité fine et enjouement naïf ».
- Philosophiques : Fénelon a publié des Dialogues sur le silence, Boileau a écrit des Dialogues des Héros de Romans (jamais édités).
- Galants (au sens de libertins) : Crébillon fils met en scène, par exemple dans la Nuit et le Moment et le Hasard du coin du feu, des dialogues de « libéralisme amoureux » entre aristocrates, caractérisés par la gaieté, la politesse, le goût et la finesse. Dans ces dialogues, le mot conversation peut désigner aussi bien l'entretien lui-même que l'acte amoureux,(voir § Le libertinage amoureux encadré Aphasie provisoire des amants).

- La critique d'art

Les Conversations sur la critique de la Princesse de Clèves de Valincour et de Charnes se présentent chacune sous forme d'un dialogue.
Diderot a rédigé ses Salons sur le ton de la causerie amicale ; il a ainsi créé le genre de la critique d'art et Jean Seznec les décrit ainsi : « Les Salons tout entier sont des conversations. Il les a parlés avant de les écrire ; il continue, en écrivant, de parler. L'écho de la discussion vibre encore ; les interlocuteurs sont partis, mais Diderot réplique, argumente, interpelle toujours, comme si Grimm était toujours là, ou l'abbé Galiani, ou le prince Galitzin. Le frémissement, l'accent, les inflexions de la parole vivante (...). »
- Le théâtre

Dans ses premières comédies, Pierre Corneille met en scène des dialogues dont la vivacité ironique, joueuse ou grave, reste urbaine, et représentent une conversation civile, qui s'inscrit dans les règles de la civilité entre hommes, et de la galanterie entre hommes et femmes.
Marivaux emprunte le ton de la conversation des Salons dans ses dialogues : « (Arlequin) Mais parlons d'autres choses, ma belle demoiselle ; qu'est-ce que nous ferons à cette heure que nous sommes gaillards ? (Cléanthis) Eh! mais, la belle conversation. » et défend le « style vrai » au théâtre.
- La correspondance

Une lettre est une conversation par écrit et Marc Fumaroli estime que, pendant la période classique, « la correspondance, pour les gens d'esprit, c'est la conversation continuée par d'autres moyens, mais sur le même ton est dans le même style ». Diderot l'exprime clairement dans une lettre à une amie, la correspondance est un substitut à la présence de l'autre, poursuivant une conversation : « je parle, comme vous le voyez, comme si j'étois réellement près de vous, juste come j'avois l'habitude de le faire, tandis que vous vous teniez debout, le coude appuyé sur le chambranle de la cheminée, et examinant ma physionomie pour découvrir si j'étois sincère. »
Dans des genres différents, en 1656, les Lettres I et II des Provinciales de Pascal sont une correspondance sur le ton de la conversation ; et la correspondance familière, telle celle de Madame de Sévigné, adopte l'aisance, la fluidité et la familiarité des conversations.
- La poésie

La conversation peut également inclure la poésie, sous forme de poésie fugitive, pièces virtuoses, bouts-rimés, portant sur l'actualité ou les circonstances de la conversation. Ces pièces, souvent improvisées, peuvent ensuite être réunies en guirlande et publiées.

### Primauté de la langue orale de la Cour
Vaugelas précise que les deux langues, parlée et écrite, s'enrichissent mutuellement, car le bon usage doit rester « conforme à la façon d'écrire de la plus saine partie des auteurs du temps. ». La primauté reste cependant à la langue parlée puisque, pratiquement, c'est bien la conversation réelle qui est à l'origine des évolutions du vocabulaire et de la prononciation : « Ce n'est pas pourtant que la cour ne contribue incomparablement plus à l'usage que les auteurs, ni qu'il y ait aucune proportion de l'un à l'autre, car enfin la parole qui se prononce est la première en ordre et en dignité, puisque celle qui est écrite n'est que son image, comme l'autre est l'image de la pensée. »
La langue des conversations réelles, orales, restait donc bien la référence, même à l'écart de la Cour royale : on en trouve un témoignage dans les mémoires de Madame de Staal-Delaunay (1693-1750). L'abbé de Vertot, lui-même écrivain, lui fait part dans une lettre de sa rencontre avec le marquis de Silly et c'est bien la conversation réelle, orale, qui est ici recherchée comme modèle pour l'écriture, et l'on retrouve les mêmes critères de finesse et de naturel : « un si beau naturel est la mortification de l'étude et d'une pénible réflexion ».

### Manuels de politesse mondaine
La littérature adopte le mode de la conversation : on retrouve ainsi dans la littérature les « avatars mondains d'une énonciation distanciée : innocents mensonges, traits d'esprit, compliments et railleries » des conversations de salon.
En retour, les conversations littéraires « deviennent des manuels de belles manières et de politesse mondaine », des modèles pour la conversation réelle, et Madame de Maintenon donnait à lire aux pensionnaires de Saint-Cyr les Conversations de Madeleine de Scudéry ainsi consacrée « institutrice des bonnes mœurs ».
Enfin, la conversation réelle est aussi le lieu de la formation morale, et Pierre Nicole souligne que « les jeunes gens tirent leur morale et leurs sentiments de la conversation et des discours ordinaires qu'ils entendent. »

### Une école pour la grammaire
Marc Fumaroli estime que les salons constituent, « en étroite coopération avec l'Académie, de véritables viviers où les gens de lettres prennent le bel air de la langue auprès des nobles et des femmes du monde, et en échange alimentent leur conversation ». La conversation réelle devient ainsi « un lieu de réflexion et d'innovation, notamment en matière linguistique et littéraire », une « institution littéraire » et la littérature adopte finalement le mode de la conversation : « c'est sur l'usage mondain de la parole que les grammairiens et les philosophes s'appuient pour arrêter leurs recommandations ou arrêter leurs définitions ».
Vaugelas, toujours influent au XVIIIe siècle, utilise la langue parlée, en particulier à la Cour, comme référence pour la langue écrite ; il justifie par exemple ainsi une règle grammaticale par l'usage oral « parce qu'ordinairement on parle ainsi, qui est la raison décisive, et que par conséquent l'oreille y est toute accoutumée », et il établit la Cour royale comme une école : « pour l'ordinaire les gens de lettres, s'ils ne hantent la cour ou les courtisans, ne parlent pas si bien ou si aisément que les femmes ou que ceux qui, n'ayant pas étudié, sont toujours dans la cour »
Le lecteur moderne peut évaluer le niveau d'exigence ainsi atteint, dans le ton employé et dans le respect de la grammaire, pour la conversation orale en lisant La Princesse de Clèves : les critiques de l'époque (Valincour, Charnes) s'accordent pour constater que ce roman « est une des belles imitations que nous ayons du discours familier. ».

## Diplomatie et politique
« L'esprit de conversation a singulièrement développé dans les Français l'esprit plus sérieux des négociations politiques. Il n'est point d'ambassadeur étranger qui pût lutter contre eux en ce genre (...) on esquivait les difficultés les plus graves par les nuances délicates des paroles et des manières, et l'on arrivait rarement à se heurter ou à se céder, tant on évitait avec soin l'un et l'autre »

— Madame de Staël, De l'esprit de conversation

### Nuances des paroles et des manières
Les codes de l'art de la conversation imprègnent la culture de l'aristocratie des cours et de la diplomatie, en constituant un langage commun car ambassadeurs et agents étrangers briguent l'accès aux salons parisiens. La conversation française est un remarquable vecteur des négociations diplomatique, et l'entraînement acquis dans ce « jeu de paume de l'esprit » en terrain privé, dans le loisir, est utile pour la diplomatie et sur le forum de la monarchie, : la conversation, en préparant au jeu serré de la négociation, « a vocation à servir de milieu conjonctif à la haute diplomatie européenne ».
Saint-Simon développe longuement, dans ses mémoires, le récit d'une audience à la cour d'Espagne où il est envoyé comme ambassadeur, illustrant les codes et les valeurs de cet art. Il nous offre ainsi un exemple rare d'une conversation authentique, commentée par un expert contemporain. Norbert Elias analyse également les échanges entre Saint-Simon et le Dauphin, et décrit les codes et les enjeux sociaux de cette pratique de Cour. On trouve ainsi, dans les Mémoires, plusieurs conversations de cette nature à la Cour de France.

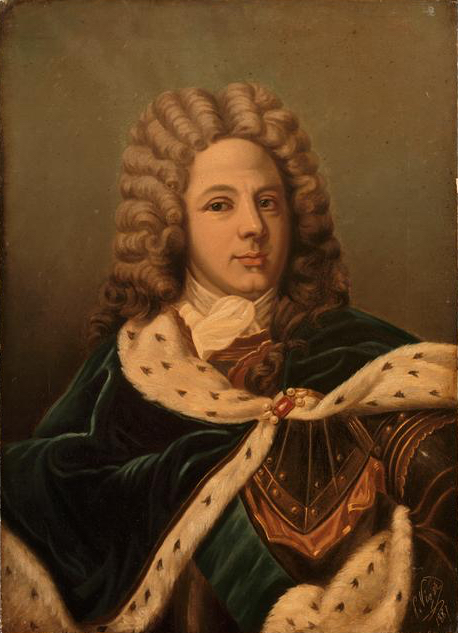
Le duc de Saint-Simon ambassadeur à la Cour d'Espagne
L'esthète...

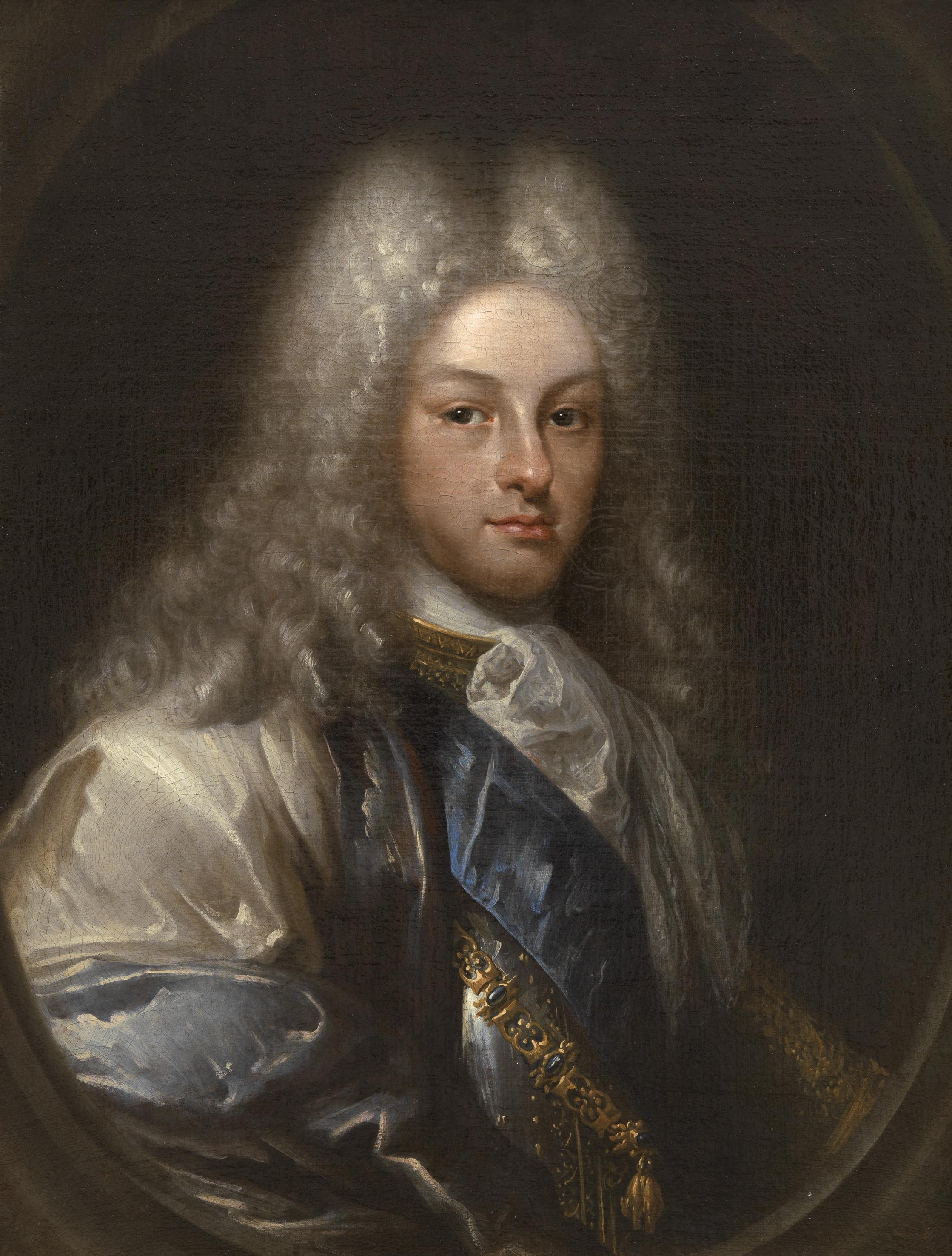
Philippe V d'Espagne, petit-fils de Louis XIV
...Le virtuose

Quelques décennies plus tard, Madame de Staël souligne l'importance de cet art dans le développement de la diplomatie et la politique au XVIIIe siècle.
Dans le cadre de la Querelle des Anciens et des Modernes, Charles Perrault illustre (là encore dans le cadre d'une conversation, littéraire et philosophique) l'évolution des mentalités et des pratiques politiques et diplomatiques à la Cour. Ainsi :
- les Anciens s'injuriaient mais « la liberté qu'ils se donnaient de parler ainsi, et la force qu'ils avaient de ne pas s'en offenser, marquent leur vertu et la grandeur de leur courage qui ne s'ébranlait pas pour de simples paroles dites avec une noble hardiesse, et qu'ils écoutaient avec une généreuse insensibilité » ;
- du point de vue des Modernes, cependant, « cette insensibilité qu'ils [les Anciens] avaient pour les paroles outrageantes n'a pu avoir d'autre cause que leur peu de politesse et le peu d'attention qu'ils faisaient à la force à la valeur de leurs expressions »

Aujourd'hui la diplomatie française bénéficie encore, selon Benedetta Craveri, de cette éducation à la conversation politique policée par cet esprit :

« Pendant la Révolution, les représentants de la noblesse se distinguaient encore, sur les bancs de l'Assemblée Constituante, par la modération de leur ton et leur talent de médiation, un talent qui avait rendu célèbre la diplomatie française de l'Ancien Régime
. »

### Esthète et virtuose
Le duc de Saint-Simon, homme de cour, grand témoin des salons aristocratiques, présente au lecteur de ses Mémoires un chef-d'œuvre de cet art, dont il reçoit la démonstration lors de son ambassade à la cour d'Espagne. Cette mission diplomatique doit conclure deux mariages princiers, affirmer le prestige de la Cour royale française, et mettre fin aux intrigues et aux cabales qui ont opposé différents partis des deux royaumes.
Le roi Philippe V d'Espagne, petit-fils de Louis XIV, a été élevé à la Cour de Versailles qu'il a quittée à l'âge de 17 ans.
Les audiences sont l'occasion, pour le duc et pour le roi d'Espagne, de mettre en scène leur position et ils ont recours l'un et l'autre aux codes et aux pratiques, qu'ils partagent, de la société de cour française. Lorsque le duc de Saint-Simon fait la narration de l'audience solennelle, il reprend ainsi les principes de l'art de la conversation : plaisir esthétique, classicisme de la forme, affirmation de la position de prestige du locuteur, spécificité française, primauté de la forme pour l'expression.
Reprendre et détailler le texte du mémorialiste est tout à fait indiqué ici : son admiration d'esthète devant une démonstration magistrale (au sens de : d'un maître) de cet art lui donne l'occasion d'en expliciter les valeurs. Il souligne à plusieurs reprises l'exactitude de son récit : « je ne dis point trop et je n'ajoute rien ».
N.B. Dans les extraits ci-dessous, la syntaxe est celle du manuscrit (édition par Yves Coirault dans la Bibliothèque de la Pléiade).
Saint-Simon rencontre une première fois Philippe V pour une audience préliminaire, et l'expression du roi laisse au duc une impression très défavorable :
« Ce qu'il me fit l'honneur de me dire était bien dit, mais si l'un après l'autre, les paroles si traînées, l'air si niais, que j'en fus confondu »,
Philippe V adapte son ton aux circonstances, et réserve l'expression royale à l'audience solennelle, qui intervient ensuite.

### Audience solennelle

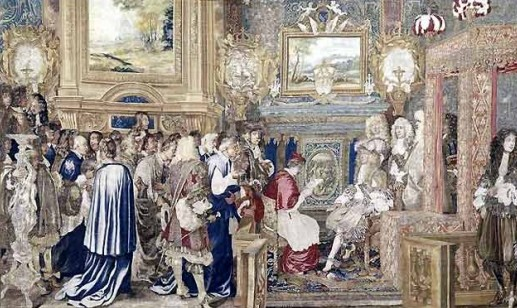
Tapisserie, Jean Mozin, XVIIe siècle, VersaillesAudience accordée par le Roi'l'on arrivait rarement à se heurter ou à se céder, tant on évitait avec soin l'un et l'autre...un compassement si judicieusement mesuré

L'audience solennelle pour formaliser l'accord des deux cours française et espagnole a lieu quelques jours après. Le duc prononce un discours de circonstance, après quoi Philippe V répond. En faisant le récit de cette audience, le duc illustre les différentes caractéristiques de cet art dans les conversations de cour : une émotion esthétique caractéristique d'un art partagé, la rigueur de la langue française classique dans laquelle le roi d'Espagne s'exprime, le rappel de sa position de prestige, et l'usage primordial du ton et du maintien.

« Il faut dire ici avec la plus exacte et la plus littérale vérité que l'étonnement où me jetèrent ses réponses me mit presque hors de moi-même. Il répondit à chaque point de mon discours dans le même ordre, avec une dignité, une grâce, souvent une majesté, surtout avec un choix si étonnant d'expressions et de paroles par leur justesse, et un compassement si judicieusement mesuré (...) Je crus entendre le feu roi [Louis XIV], si grand maître et si versé en ces sortes de réponses. Il laissa étinceler un cœur français (...) Il fit sentir que sa joie sortait d'une source plus pure que l'intérêt de sa couronne, il sembla remonter quelques degrés de son trône, fit sentir moins l'honneur qu'il faisait que la grâce signalée. Cet endroit surtout me charma par la délicatesse avec laquelle, sans rien exprimer, il laissa sentir sa supériorité toute entière, la grâce si peu méritée de l'oubli des choses passées, et le sceau si fort inespérable que sa bonté daignait y apposer. Ce que j'admirai encore fut l'effectif, mais toutefois assez peu perceptible changement de ton et de contenance en répondant (...) la même expression s'y peignit aussi, mais de majesté, de dignité, de prince qui sait se vaincre, qui le sent qui le fait, »

Ce témoignage rare d'une prise de parole réelle, jugée par un expert, permet d'illustrer quelques-uns des traits de la conversation courtisane :  dans cette circonstance diplomatique, les codes esthétiques et mondains de l'art de la conversation, partagés par les deux interlocuteurs issus de la même culture, interviennent également.
|                                          | Le récit de Saint-Simon, | Commentaires |
| L'émotion esthétique                     | ...Il faut dire ici avec la plus exacte et la plus littérale vérité que l'étonnement où me jetèrent ses réponses me mit presque hors de moi-même... | ➜ Pour le duc, diplomate, parfaitement maître de ses émotions et de son expression, le choix de ces mots marque l'intensité de son plaisir esthétique. Il ne s'agit pas d'une attitude de courtisan : ce récit est écrit plusieurs années après l'audience, alors qu'il s'est toujours opposé au parti espagnol                                |
| La facture classique                     | ...Il répondit à chaque point de mon discours dans le même ordre, avec une dignité, une grâce, souvent une majesté, surtout avec un choix si étonnant d'expressions et de paroles par leur justesse, et un compassement si judicieusement mesuré...                | ➜ C'est bien le classicisme qui se retrouve dans un ordonnancement clair et ordonné du discours. Auparavant, le duc a pris soin de préciser que son propre discours n'était pas préparé : le roi Philippe V ne pouvait donc pas avoir préparé le sien en conséquence, il improvise                                                             |
| Le caractère français                    | ...je crus entendre le feu roi [Louis XIV], si grand maître et si versé en ces sortes de réponses. Il laissa étinceler un cœur français... | ➜ Rappel de l'éducation et de l'origine française de Philippe V et de ses ascendants. Le duc n'est pas suspect de complaisance : dans ces mémoires rédigés plusieurs années après les événements et destinés à n'être publiés qu'après la disparition des personnages, il disait de Louis XIV qu'il avait un esprit « au-dessous du médiocre » |
| L'affirmation d'une position de prestige | ...Il fit sentir que sa joie sortait d'une source plus pure que l'intérêt de sa couronne (...) il sembla remonter quelques degrés de son trône, fit sentir moins l'honneur qu'il faisait que la grâce signalée...                                                  | ➜ Démonstration par le roi Philippe V de son art, à laquelle Saint-Simon est particulièrement sensible par sa fonction et son éducation : le roi rappelle à l'ambassadeur français, devant la cour espagnole assemblée, le prestige de la fonction royale : « il sembla remonter quelques degrés de son trône ».                               |
| Laisser sentir sans exprimer             | ...Cet endroit surtout me charma par la délicatesse avec laquelle, sans rien exprimer, il laissa sentir sa supériorité toute entière, la grâce si peu méritée de l'oubli des choses passées, et le sceau si fort inespérable que sa bonté daignait y apposer...    | ➜ Le roi fait sentir, sans l'expliciter, sa position personnelle et diplomatique (par rapport au Régent) |
| L'expression par l'attitude              | ...Ce que j'admirai encore fut l'effectif, mais toutefois assez peu perceptible changement de ton et de contenance en répondant (...) la même expression s'y peignit aussi, mais de majesté, de dignité, de prince qui sait se vaincre, qui le sent qui le fait... | ➜ L'attitude extérieure du roi est une expression consciente, participant de la réponse royale à l'ambassadeur, d'un homme pleinement maître de son art |

Saint-Simon est ensuite reçu par la reine et par le prince, fils du roi Philippe V. Ces deux rencontres sont pour lui l'occasion de souligner à nouveau, par comparaison, son admiration pour la démonstration royale.
« Il faut avouer qu'avec beaucoup d'esprit, de tour naturel et de facilité de s'énoncer, elle ne put s'élever jusqu'à la justesse et la précision du roi, si diversement modulée sur chaque point, jusqu'à ce ton suprême qui sentait la descendance directe d'un si grand nombre de rois, qui se proportionnait avec tant de naturelle majesté aux choses et aux personnes, dont il fit entendre plus qu'il n'en dit »,
La reine est d'origine italienne, cela n'est probablement pas indifférent dans cette circonstance. Et le duc souligne à nouveau l'importance de la précision dans la nuance et de «faire entendre» plutôt que dire.

## Art inimitable d'une époque révolue
« Cet idéal d'une conversation sachant conjuguer légèreté et profondeur, élégance et plaisir, recherche de la vérité et respect de l'opinion d'autrui n'a pas cessé de nous séduire ; et plus la réalité nous en éloigne, plus nous en sentons le manque. Il n'est plus l'idéal de toute une société, il est devenu un lieu de mémoire et aucun rite propitiatoire ne saurait le ramener parmi nous dans un contexte inapte à l'accueillir ; il mène désormais une existence clandestine, apanage d'un petit nombre. Mais qui sait ? Il se peut que quelque jour il renaisse pour notre plus grand bonheur. »

— Benedetta Craveri, L'âge de la Conversation

### Entre urbanité et civilisation
Dans la première moitié du XVIIe siècle, Jean Chapelain crée le mot Urbanité,, qui permet ensuite de désigner un caractère indispensable de la vie mondaine et un ingrédient des conversations ; en 1771, peu avant la Révolution, Victor Riqueti de Mirabeau, père de Mirabeau le révolutionnaire, crée le mot Civilisation et ce néologisme connut un tel essor pendant la période révolutionnaire que sa création fut attribuée à l'esprit de la Révolution, alors qu'il lui était un peu antérieur.
Pendant cette période, dans la conversation mondaine, la grâce et la complaisance des conversants ont prévalu devant l'argumentation de l'orateur. Madame de Staël estimait ainsi que pendant un siècle et demi, entre ces deux moments culturels de l'histoire de France, cet art a permis que « pour un moment du moins l'on se plaît et l'on jouit les uns des autres comme si tout était commode, union et sympathie dans le monde ».
Cette période classique baignée de l'Urbanité, par l'élégance de vocabulaire et de savoir-vivre des conversations, a contribué à préparer l'avènement de ce qui deviendra la Civilisation après la Révolution, y compris par les dialogues de pure galanterie : « dans cette désinvolture contrôlée, cette gaieté sans indulgence, cette subtilité sans fausse profondeur (...) nous reconnaissons les outils et les armes de ce que, pour l'opposer à la barbarie, on commence à nommer civilisation ». Cette galanterie « sévère en son fond, affiche une sérénité joyeuse. Elle se contente de dissoudre dans une dérision sans amertume les formes récurrentes et nouvelles de la barbarie : métaphysique, pathos, libertinage doctrinaire ».

### Art définitivement mort

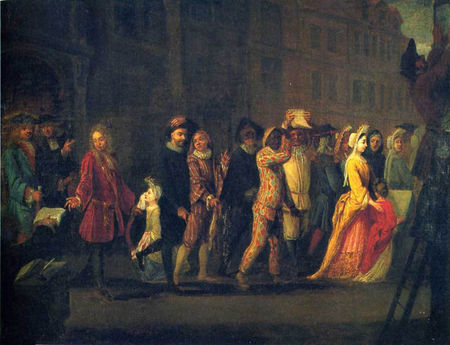
La sortie des comédiensIls portent jusqu'à nous un gazouillis de paroles heureuses à jamais envolées...

Dès le début du XIXe siècle, Madame de Staël soulignait que l'art de la conversation « réunit toutes les qualités imaginables mais n'a qu'un défaut, c'est qu'il est mort », et ce diagnostic est confirmé par Chateaubriand qui traduit dans une image sa disparition définitive : « La civilisation actuelle décomposée se perd en elle-même ; le vase qui la contient n'a pas versé la liqueur dans un autre vase ; c'est le vase qui s'est brisé ».
Marc Fumaroli propose en synthèse une vision historique (et occidentale) de cet art et de sa disparition :

« La conversation de la bonne compagnie dans la France d'Ancien Régime, est, dans le temps historique, une échappée aussi miraculeuse que celle de l'Athènes classique (...) Cette légende est celle d'artistes du loisir, de très grands artistes, dont les chefs-d'œuvre éphémères, la conversation spirituelle, ont disparu avec eux, ne laissant que des épaves, plus résistantes, elles-mêmes chefs-d'œuvre : mobiliers et tableaux (voir § Voir aussi), dessins et partitions, correspondances et mémoires mais dont la magie est faite pour beaucoup de la forme en creux qu'ils portent jusqu'à nous d'un gazouillis de paroles heureuses à jamais envolées. »

Bientôt la sombre et triste liberté

Vint tout détruire en parlant d'espérance.

Plus de plaisir, de paix ni de gaîté;

L'esprit surtout gênait l'égalité;

Il fut suspect : en cercles politiques

On transforma nos salons attristés.
Comme Madame de Staël, Philippine de Sivry, dite Madame de Vannoz, est nostalgique d'une pratique en passe de disparaître dans un monde en évolution après les bouleversements de l'époque, et s'attarde, dans une épître, sur l'heureux temps du siècle de Louis XIV « brillant et frivole » où régnaient « les carrousels et la galanterie », regrettant les soupers et les salons « cercles joyeux (...) d'un lustre brillant (...) Lorsque l'esprit quittait en liberté // Les soins du jour et l'ennui des affaires ».
De nos jours, au XXIe siècle, cet art n'est plus compatible avec le rythme de vie et les mentalités actuelles. Louis van Delft souligne ce changement d'environnement : « l'accélération du tempo de la vie, l'ubiquité, la communication électronique, les quick books, le speed-dating et le zapping institué en règle de vie » sont incompatibles avec la « civilisation de la conversation » disparue, « fleuron de la culture classique ».

### Regards critiques: le masque et la vertu

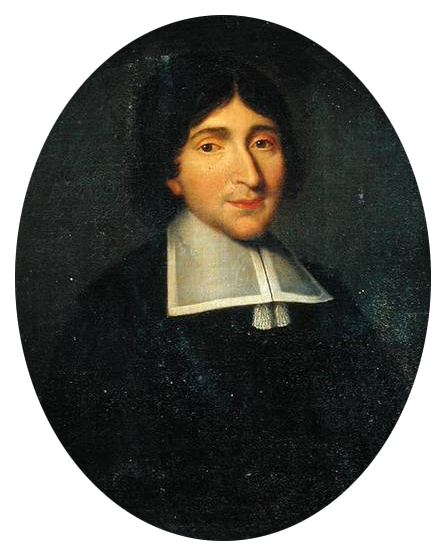
Pierre NicoleLe bel esprit donne de l'éclat à des pensées fausses

Mirabeau, pourfendait les faux-semblants d'une société corrompue en invoquant « le masque et la vertu », et résumait ainsi les critiques qui ont pu être faites de ces conversations.
L'art de la conversation créait des événements artistiques (on dirait aujourd'hui des happenings) : circonstances oratoires (conversations, entretiens, audiences, littérature...), lorsque les participants, adhérant aux mêmes valeurs esthétiques présentées ci-dessus (rigueur grammaticale, importance de la posture, élégance du ton...), se réunissaient pour les réaliser dans un consensus culturel. Ce sont ces événements artistiques des conversations mondaines qui sont ici considérés.

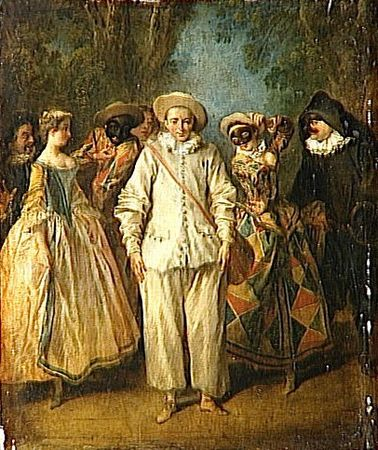
Nicolas Lancret
...Jusqu'ici j'ai vu beaucoup de masques ; quand verrai-je des visages d'hommes ?

Il y avait aussi la pratique sans préoccupation esthétique, banale, quotidienne, de la conversation : « caquets de l'accouchée et propos de table d'hôte, veillées des chaumières et entretiens de bivouac, bureaux d'esprit et conciles de bistrot », et les mêmes individus, mettaient en œuvre les mêmes techniques de conversation, largement diffusées par la littérature et banalisées dans l'ensemble de la société. Les critiques formulées par les contemporains ne distinguent pas ces deux contextes, et ont porté sur différents aspects.
- Critique esthétique

La réalisation n'est pas toujours à la hauteur des attentes, par exemple si le talent des participants est insuffisant : La Rochefoucauld évoque ainsi « les petits esprits, qui ont le don de beaucoup parler, et de ne rien dire », qui sont les petits maîtres de cet art. L'inspiration peut aussi faire défaut (témoignage de madame du Deffand, voir § Musique de chambre de la parole) : « il ne faut pas s'attendre que les conversations soient toujours égales. Elles sont journalières et dépendent de la fortune, aussi bien que le reste des choses ».
Au-delà des conversations ayant une visée esthétique, les modes d'expression caractéristiques de cet art et largement diffusés par la littérature, pouvaient être repris, sans être maîtrisés, dans la pratique banale et courante des conversations quotidiennes. La Bruyère brocarde cette vulgarité : « ... ils épouvantent et donnent le dernier dégoût par leur fatuité et leurs fadaises,. »
- Critique des excès et déviances

Le non-respect des codes sociaux de bonne conduite se traduit par les déviances évoquées plus haut : les précieuses deviennent ridicules, la raillerie blessante, la flatterie courtisane et les savants insupportables.
La légèreté délibéré, pratiquée avec esprit mais généralisée, est également dénoncée, par exemple par Pinot-Duclos qui met en scène un tel excès : « je trouvai réellement beaucoup de ce qu'on appelle esprit dans le monde (...) c'est-à-dire, beaucoup de facilité à s'exprimer, du brillant & de la légèreté ; mais il me parut qu'ils abusaient de ce dernier talent. La conversation que j'avais interrompue était une espèce de dissertation métaphysique. Pour égayer la matière, Mme de Tonins & ses favoris avaient soin de répandre sans leurs discours sçavans un grand nombre de traits, d'épigramme, & malheureusement de pointes assés trivialles ».
- Critique sociale

La conversation artistique était la pratique d'une élite, réunie en coteries, cercles et salons. La Bruyère souligne une discrimination sociale basée sur la fortune, qui se traduit dans le comportement des intervenants.
| Le riche | Le pauvre |
| --- | --- |
| Il parle avec confiance ; il fait répéter celui qui l'entretient, et il ne goûte que médiocrement tout ce qu'il lui dit. Il interrompt, il redresse ceux qui ont la parole : on ne l'interrompt pas ; on l'écoute aussi longtemps qu'il veut parler ; on est de son avis, on croit les nouvelles qu'il débite. Il est enjoué, grand rieur, impatient, présomptueux, colère, libertin, politique, mystérieux sur les affaires du temps ; il se croit des talents et de l'esprit. | Il a avec de l'esprit l'air d'un stupide : il oublie de dire ce qu'il sait, ou de parler d'événements qui lui sont connus ; et, s'il le fait quelquefois, il s'en tire mal, il croit peser à ceux à qui il parle, il conte brièvement, mais froidement ; il ne se fait pas écouter, il ne fait point rire. Il applaudit, il sourit à ce que les autres lui disent, il est de leur avis. Il parle bas dans la conversation, et il articule mal. Il n'ouvre la bouche que pour répondre. |

- Critique janséniste

Selon ces critiques, la recherche esthétique dans l'expression donne une apparence de vérité à la fausseté même, qui serait ainsi masquée par l'éclat de la belle parole. On retrouve pour la conversation mondaine, et en général pour les Belles-lettres, la méfiance que l'Église exprime généralement par rapport à tout esthétisme : « chargée de séductions dangereuses, art de l'ornement et non de la vérité, inutile à la révélation chrétienne qui ne voit nullement en elle un mode de médiation avec le divin ».
Pierre Nicole, théologien janséniste, critique de la même manière la recherche esthétique dans l'emploi de la langue française, qui donnerait la primauté à la pureté grammaticale devant le sens : « Ceux qui parlent bien et facilement (...) sont portés à croire qu'ils ont le même avantage sur l'esprit des autres qu'ils ont, pour le dire ainsi, sur la langue des autres (...) la facilité qu'ils ont à parler donne un certain éclat à leurs pensées, quoique fausses, qui les éblouit eux-mêmes ; au lieu que ceux qui parlent avec peine obscurcissent les vérités les plus claires et leur donnent l'air de fausseté »
Madame de Sévigné, proche des cercles jansénistes, a lu cette critique de Nicole, et en reconnaît la pertinence pour sa propre pratique de la conversation lorsqu'elle écrit à sa fille : « ...je crois principalement qu'on n'a eu que moi en vue : il [Nicole] dit que l'éloquence et la facilité de parler donnent un certain éclat aux pensées ».
De la même manière l'oratorien Malebranche dresse un tableau satirique de la conversation mondaine : « lorsqu'un homme (...) se sert de figures qui flattent les sens, et qui excitent les sens d'une manière imperceptible, quoiqu'il ne dise que des sottises, et qu'il n'y ait rien de bon, ni rien de vrai sous ces belles paroles, c'est suivant l'opinion commune un bel esprit, c'est un esprit fin, c'est un esprit délié (...) il ne persuade que parce nous avons des oreilles et des yeux, et non point parce que nous avons de la raison ».
Mais Vaugelas réfute cette idée selon laquelle « pour éviter une diction mauvaise ou douteuse on soit contraint de renoncer aux meilleures conceptions du monde et d'abandonner ce qu'on a de meilleur dans l'esprit », en remarquant ironiquement que Nicole lui-même, dans son ouvrage critique, « a eu grand soin de n'y mettre point de mauvais mots, en quoi il se voit que sa pratique ne s'accorde pas avec sa théorie ».
La défense du principe d'une recherche esthétique, et non pas savante, est cependant revendiquée (voir § Les fâcheux et § L'esprit des Belles-lettres).
- Critique morale

Jean-Jacques Rousseau reconnaissait la convivialité, l'esthétique et le charme de ces conversations, mais ne s'en satisfaisait pas et n'admettait pas ce qu'il dénonçait comme un jeu de masques d'une société pervertie et pervertissante. Il le regrette, par une préoccupation qui sera reprise par le romantisme après la Révolution, et dans les mêmes termes qu'emploiera Mirabeau: « Jusqu'ici j'ai vu beaucoup de masques ; quand verrai-je des visages d'hommes? » regrettant de n'y trouver que faux-semblants :  « on est dans une assemblée comme devant un tableau mouvant, où le Spectateur paisible est le seul être mû par lui-même (...) les hommes à qui l'on parle ne sont point ceux avec qui l'on converse ».
La sincérité des intervenants n'était, de fait, pas un critère pour ces conversations. On recherchait un plaisir esthétique et une convivialité : une idée, un sentiment, étaient approfondis dans une expression artistique plutôt que savante. Jean Starobinski affirme que ce masque que dénonce Rousseau était affirmé et assumé : « ce langage raffiné est donc un masque, une gaze dont personne ne s'abuse, mais auxquels on ne cesse de recourir parce que les déguisements et les faux obstacles tiennent en haleine le caprice (...) Les dehors trompeurs dissimulent, mais font savoir qu'ils dissimulent ».

## Index et bibliographie commentée
Pour chaque auteur cité, on trouve ici :
- les quelques éléments de biographie nécessaires pour éclairer l'intervention de chaque auteur dans les différentes sections de l'article.
- Un lien avec un article consacré au personnage pour un accès à une biographie moins succincte.
- La bibliographie des ouvrages cités dans l'article, permettant au lecteur d'approfondir la littérature classique des principaux auteurs, écrivains et artistes également de la conversation.

1. Pour chaque ouvrage, les principaux éléments concernant le thème de l'article sont mentionnés.
2. Lorsque l'œuvre existe sur Wikisource, le lien est inclus

Voir aussi :
L'étude bibliographique de Benedetta Craveri
L'abondante bibliographie réunie par Delphine Denis

### Auteurs antérieurs à la Révolution

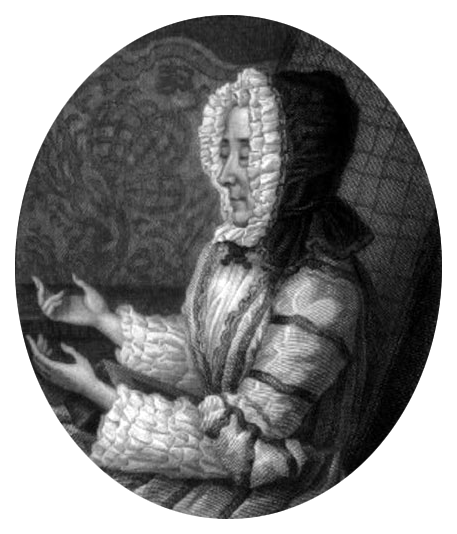
Mme du Deffand

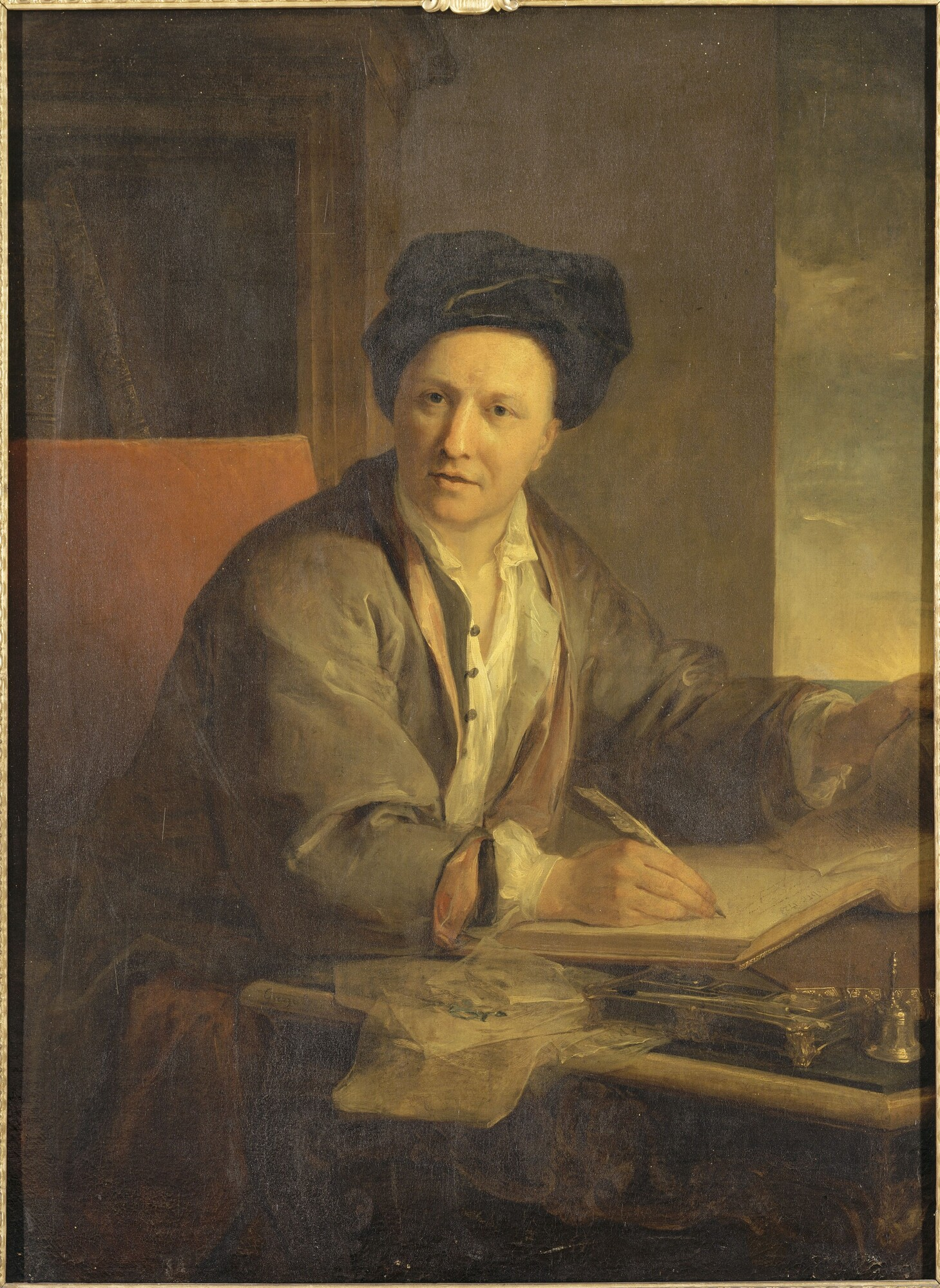
Fontenelle

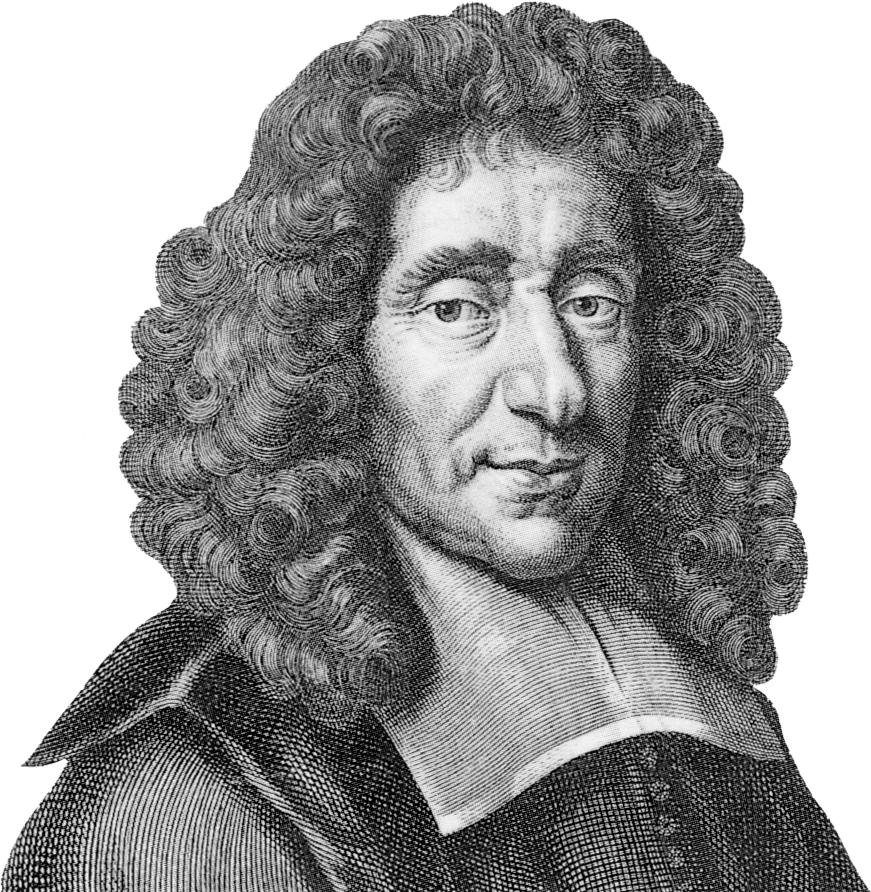
Furetière

« Ecouter du Marivaux, c'est réentendre les voix qui se sont tues, leur harmonie, leur mélodie, leur ingéniosité à se connaître et à se reconnaître : les propos des hôtes les plus galants des soupers chez Mme Lambert.
Ecouter des Fables de La Fontaine, c'est réentendre le ton et le tour, l'épicurisme acide et le charme courtois qui prévalaient dans l'entourage de Mme de La Sablière »

— Marc Fumaroli, Trois institutions littéraires

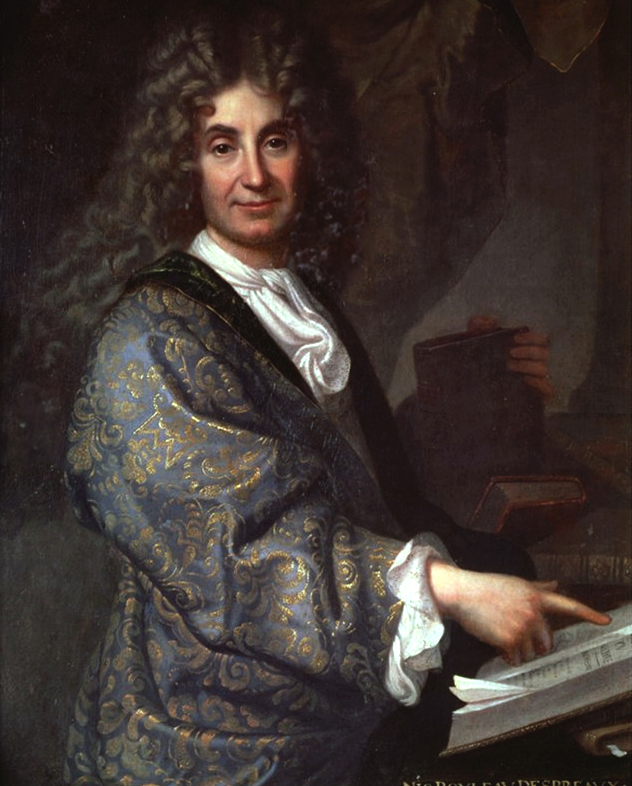
Boileau
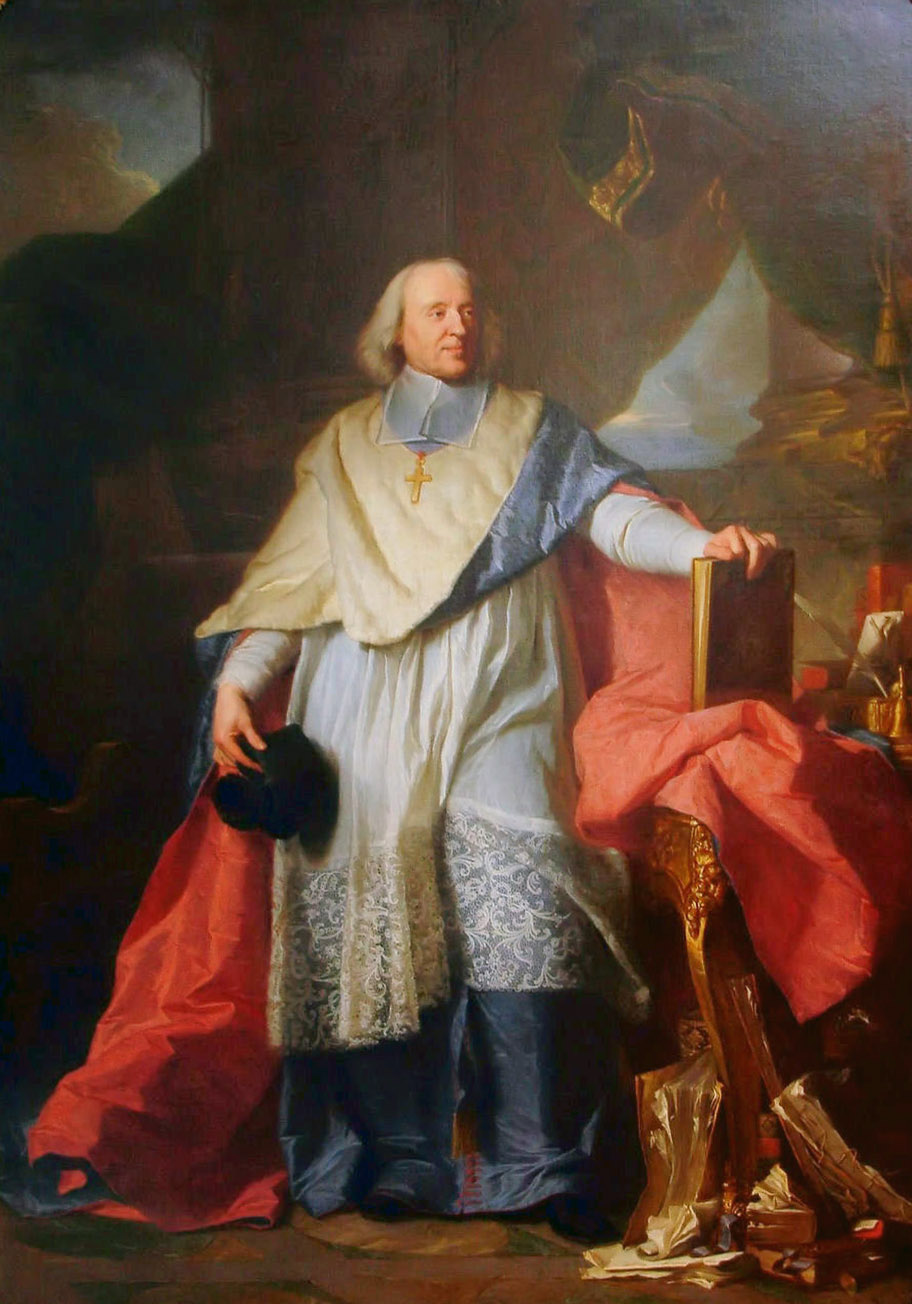
Bossuet
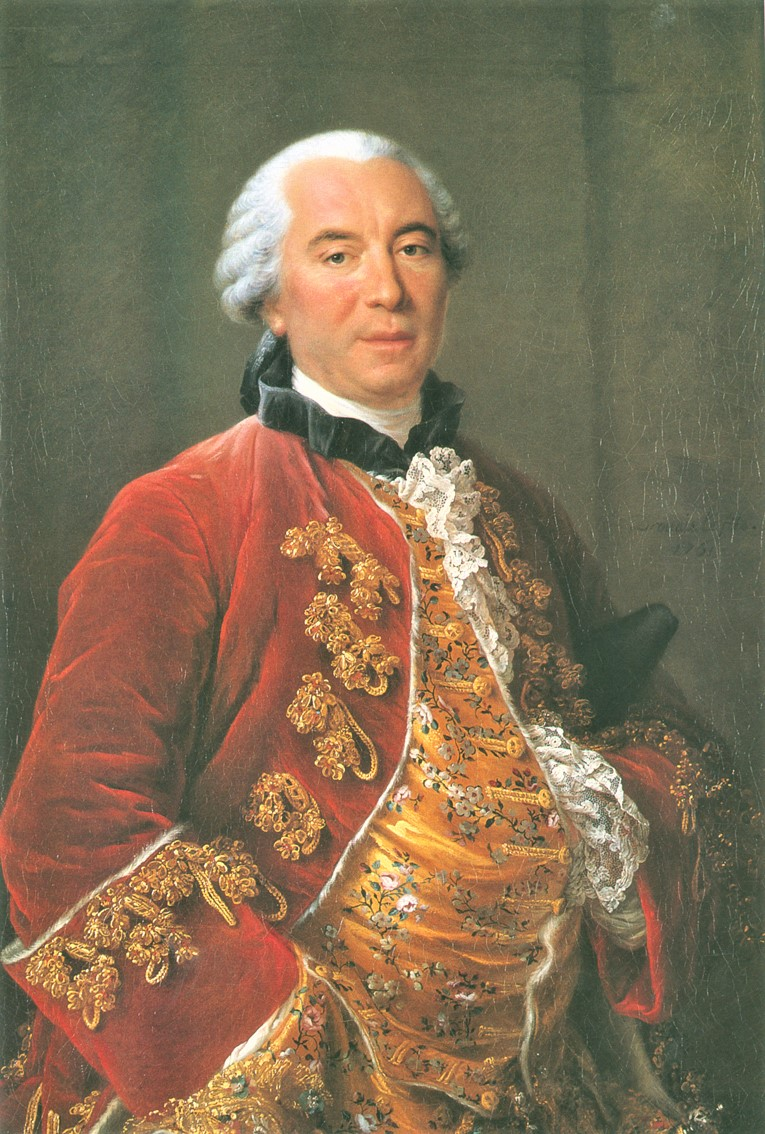
Buffon
Castiglione
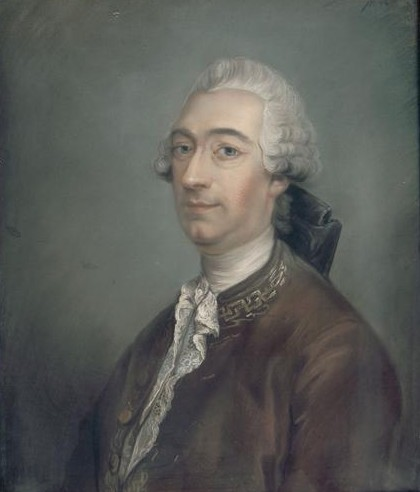
Crébillon fils
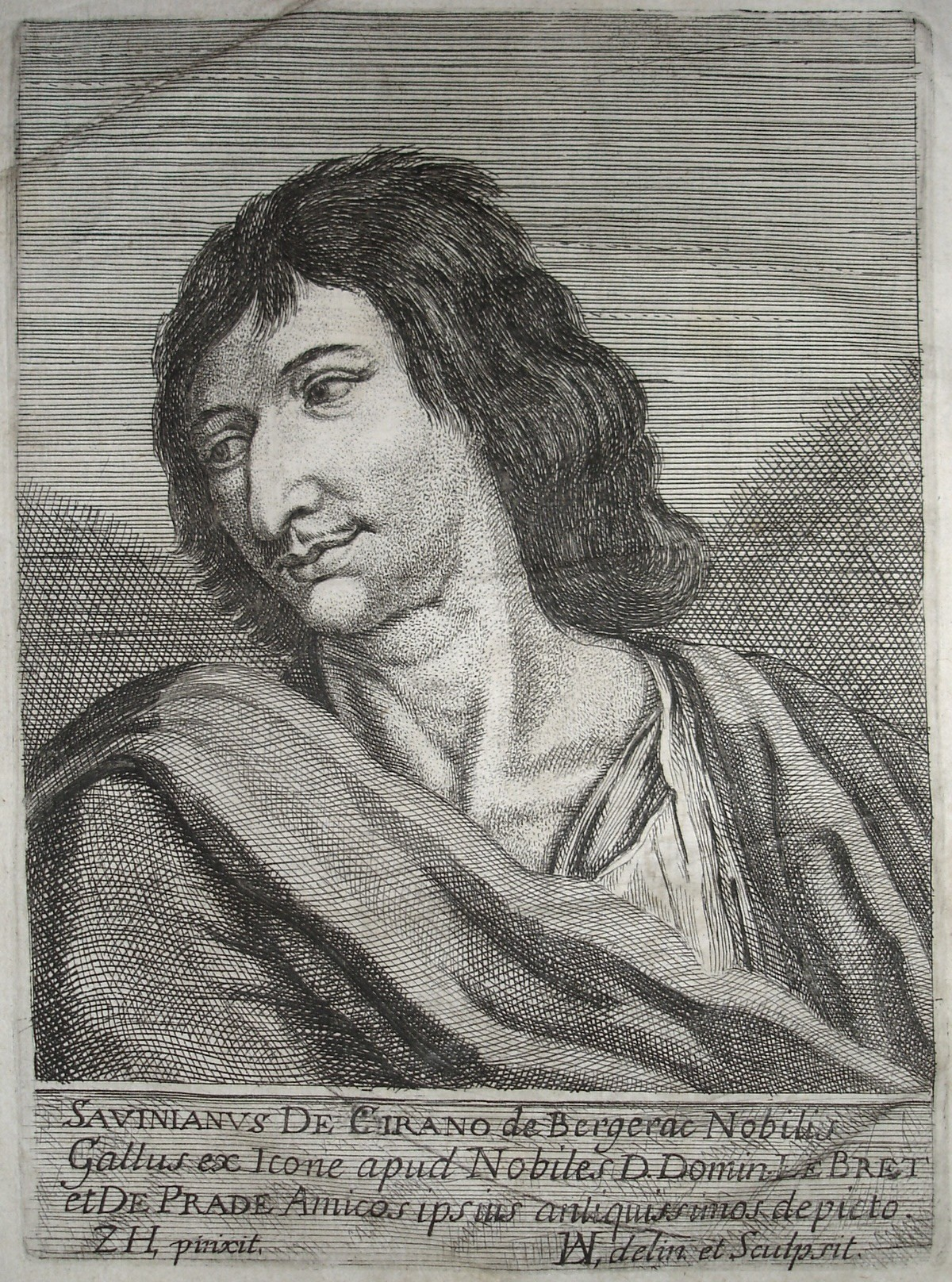
Cyrano de Bergerac
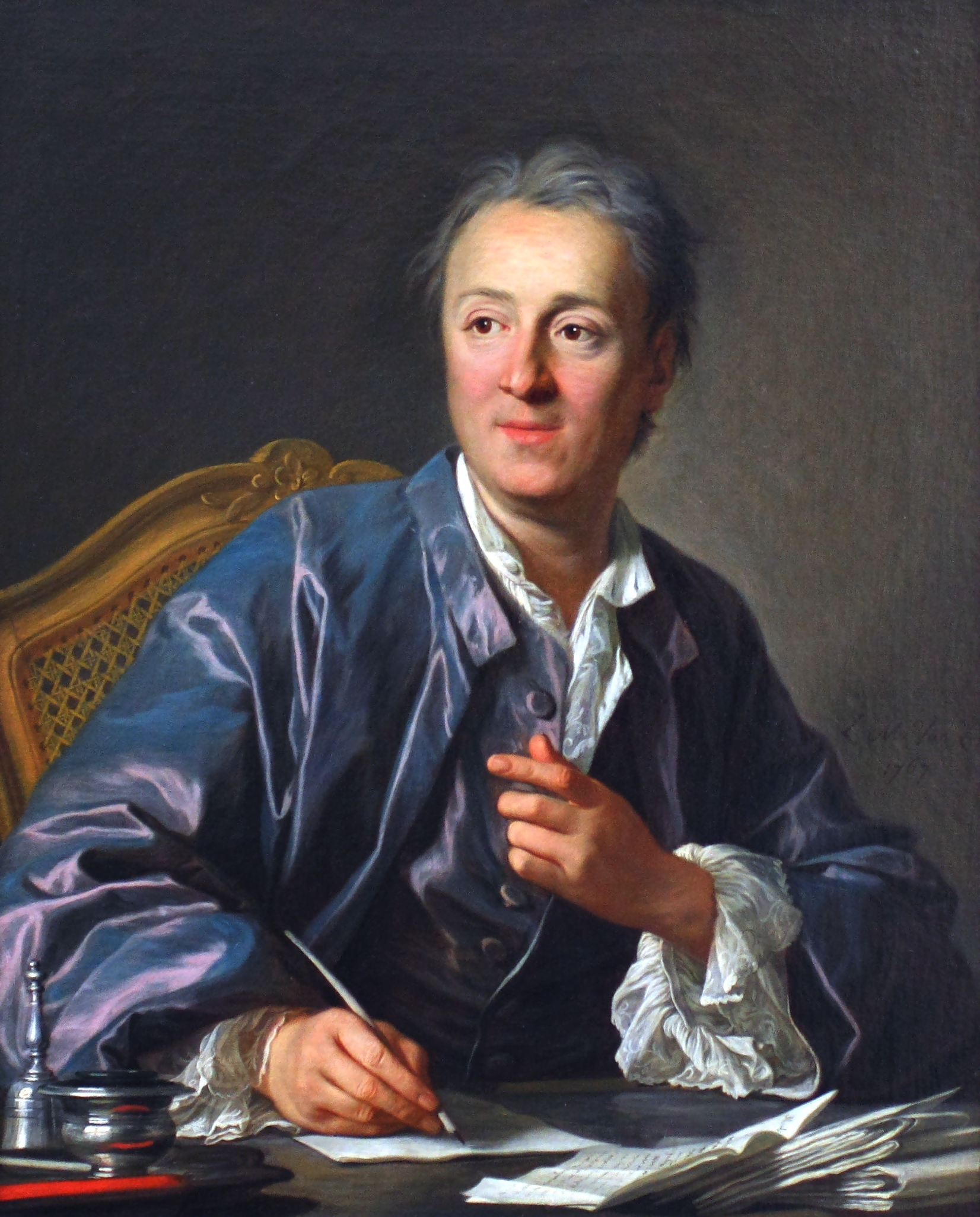
Diderot

Nicolas Boileau

(1636-1711) - Poète et écrivain

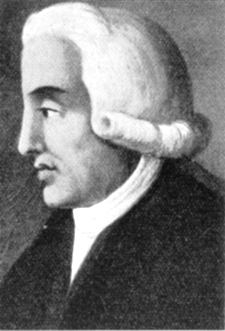
Galiani

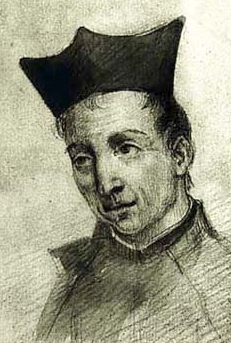
Gracián

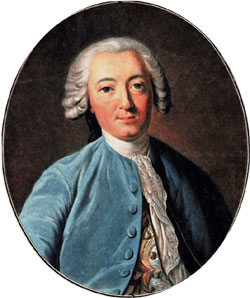
Helvétius

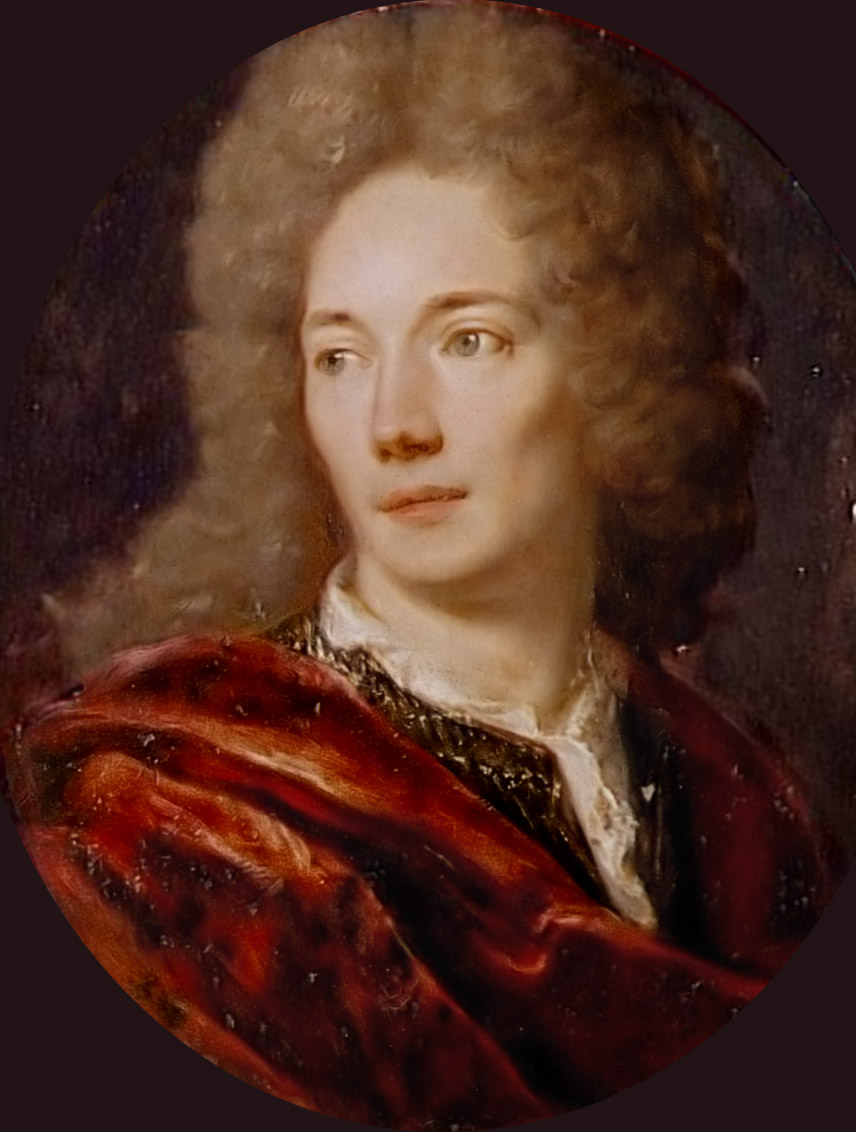
La Bruyère

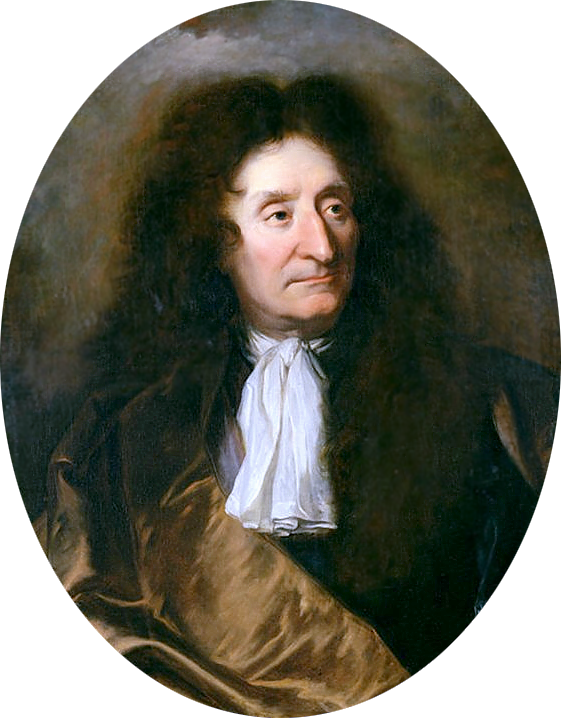
La Fontaine

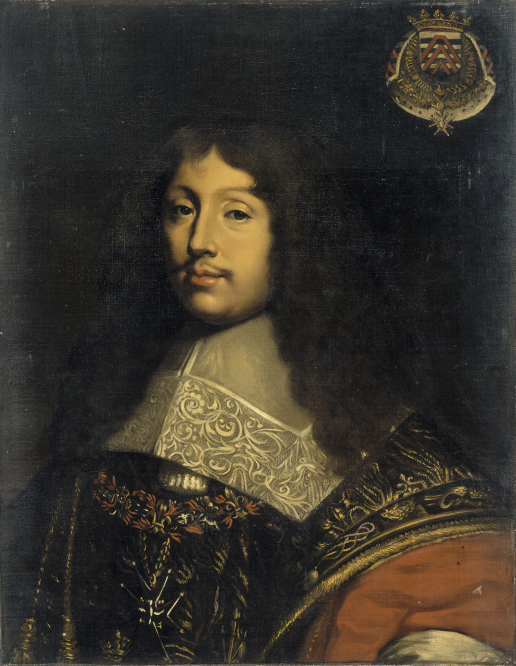
La Rochefoucauld

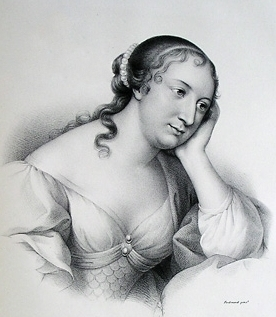
Mme de Lafayette

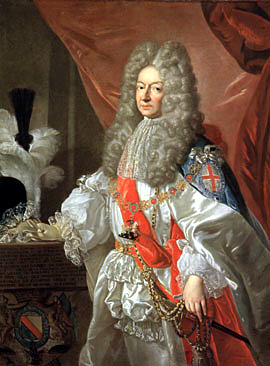
duc de Lauzun

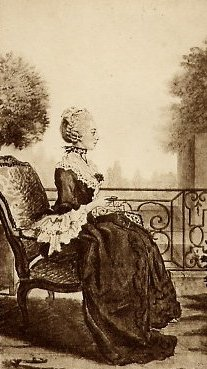
Mme de Lespinasse

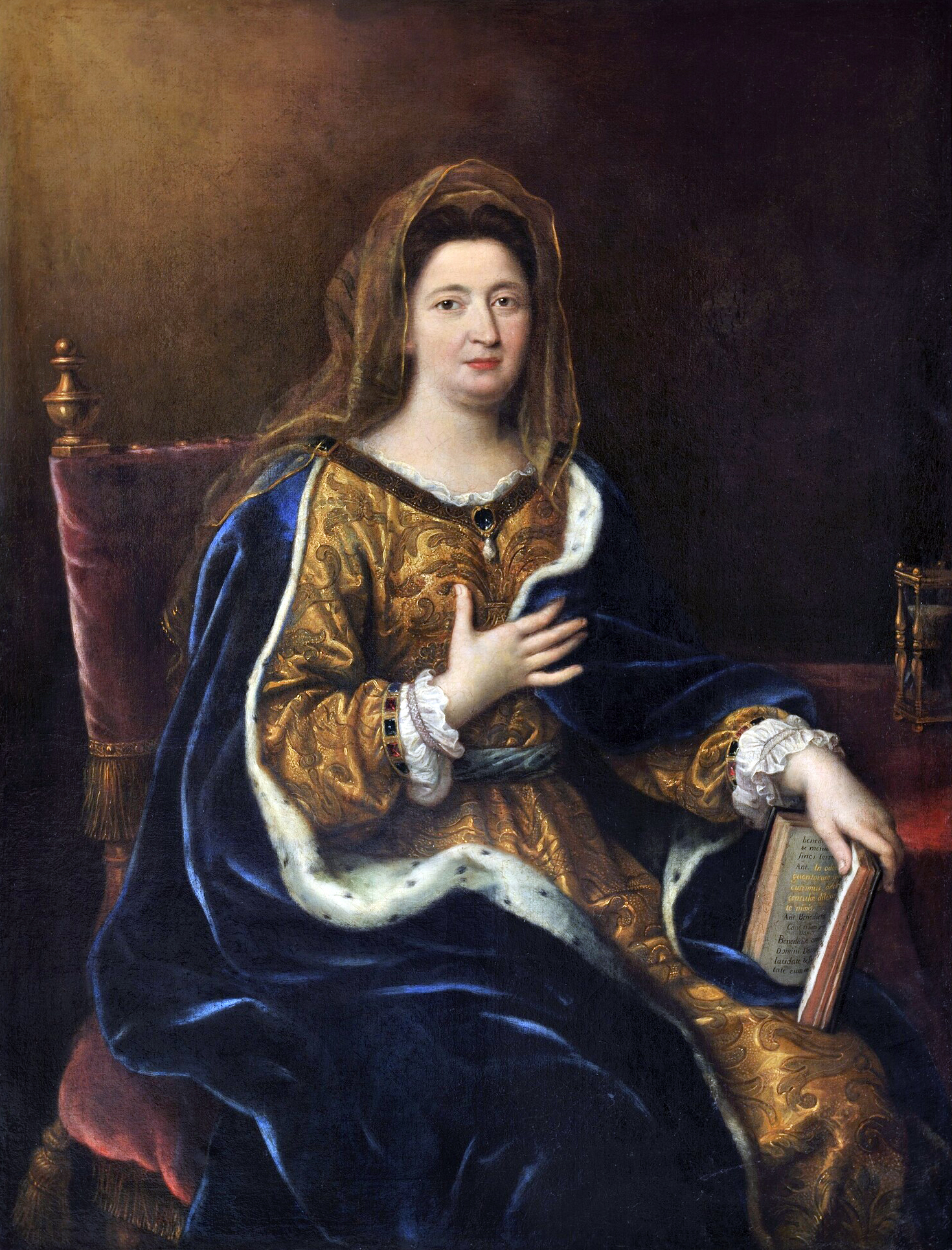
Mme de Maintenon

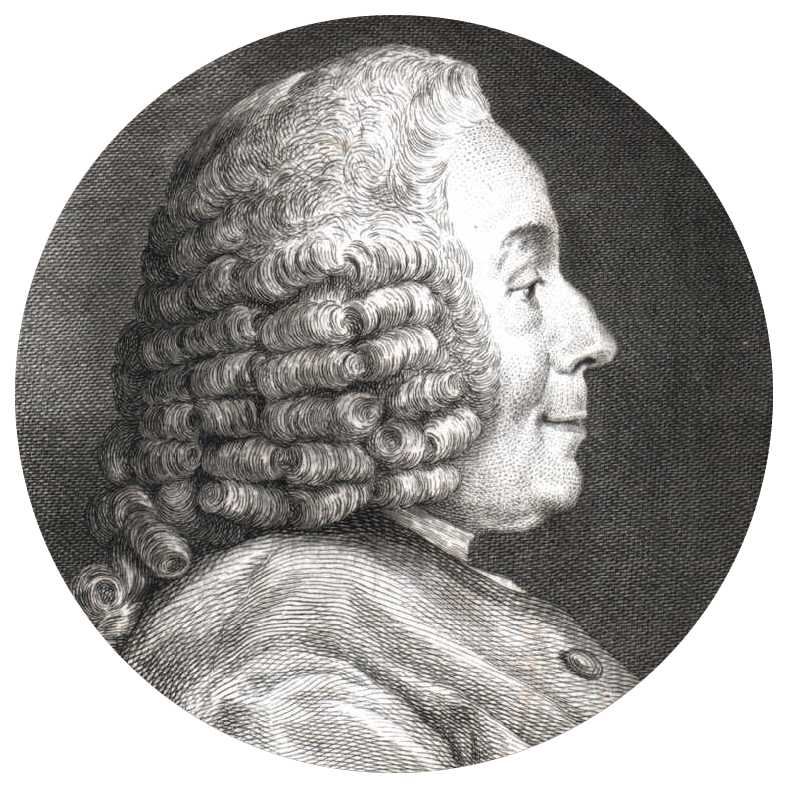
Mairan

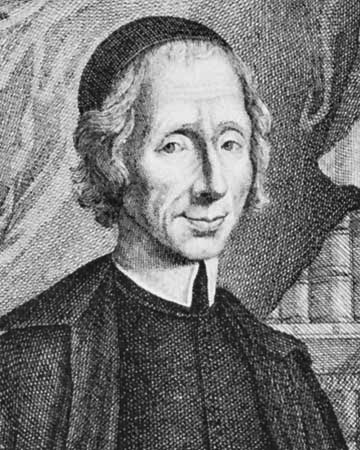
Malebranche

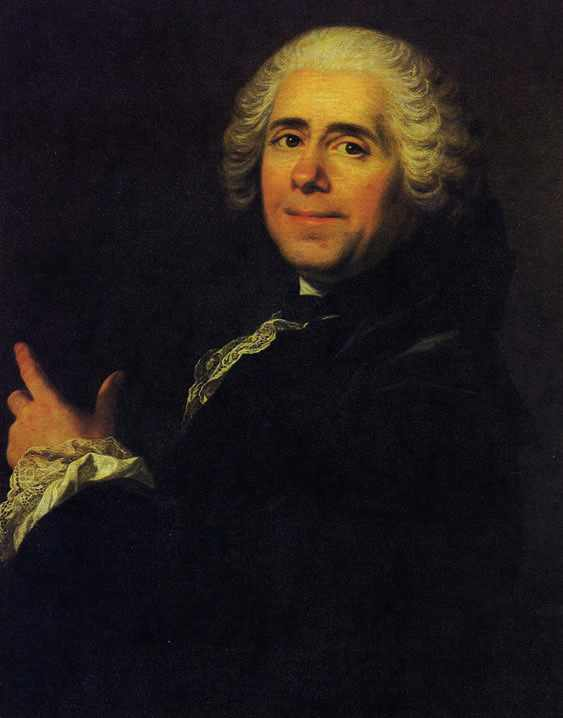
Marivaux

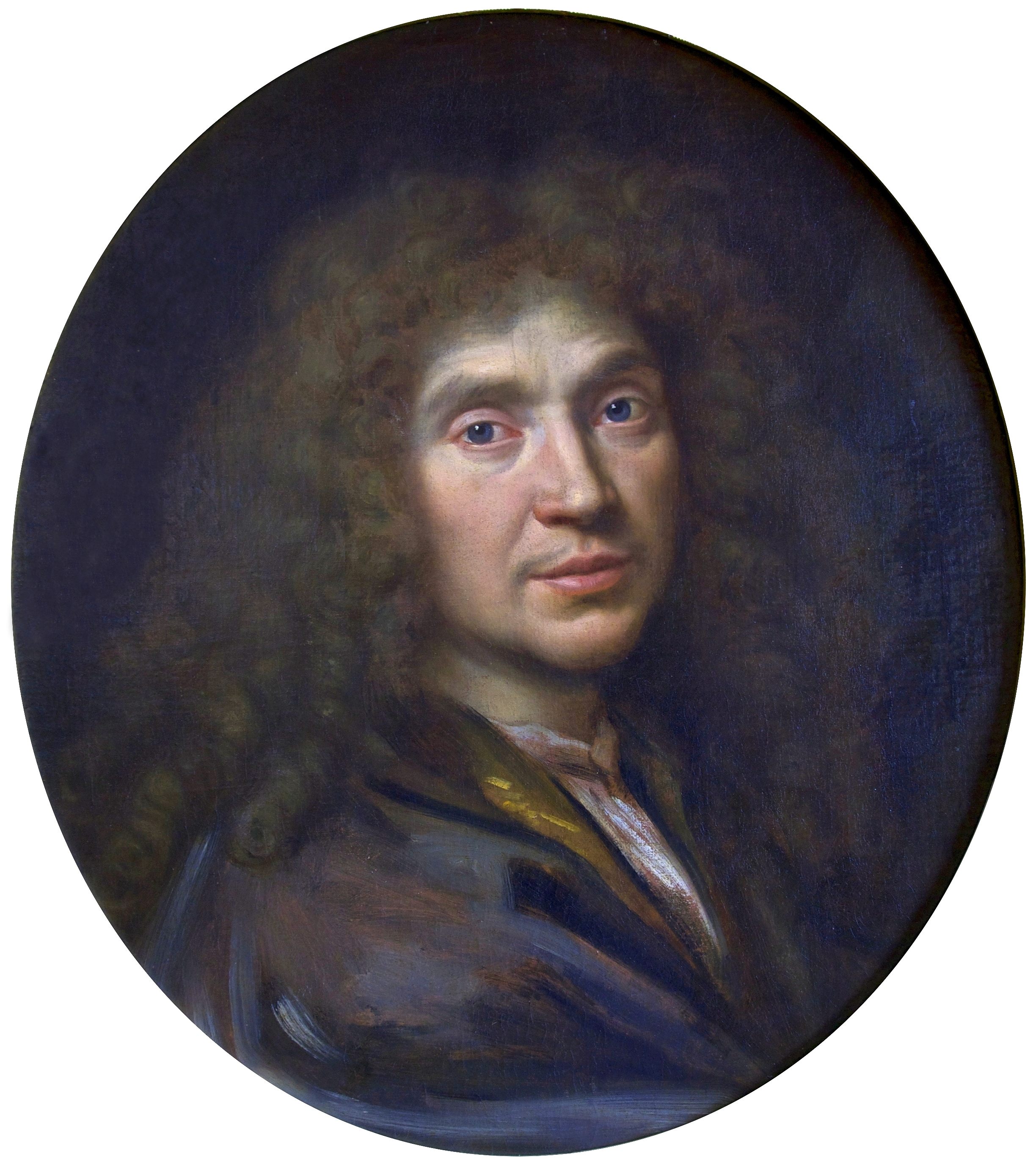
Molière

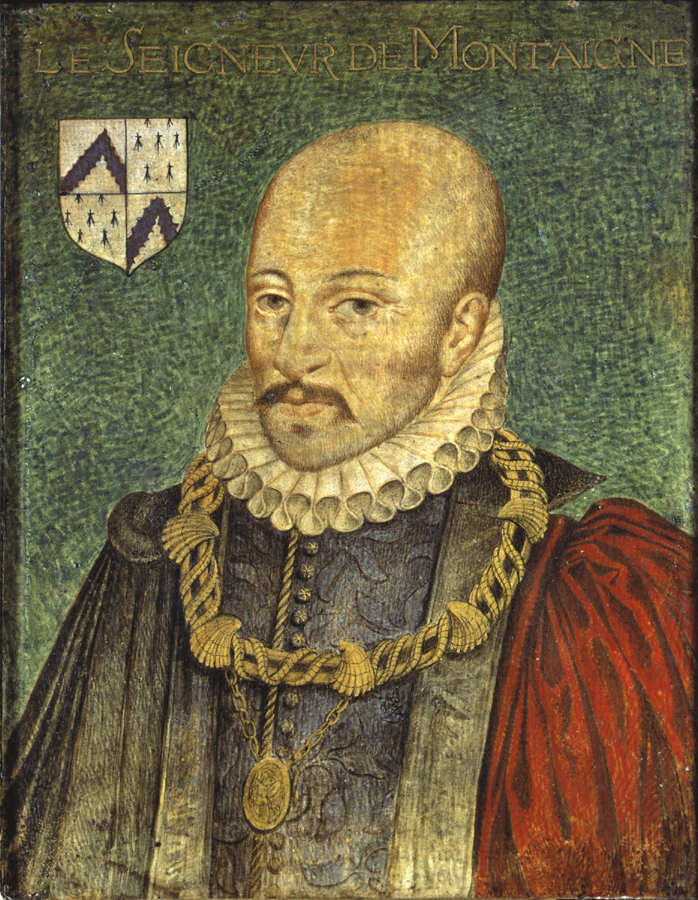
Montaigne

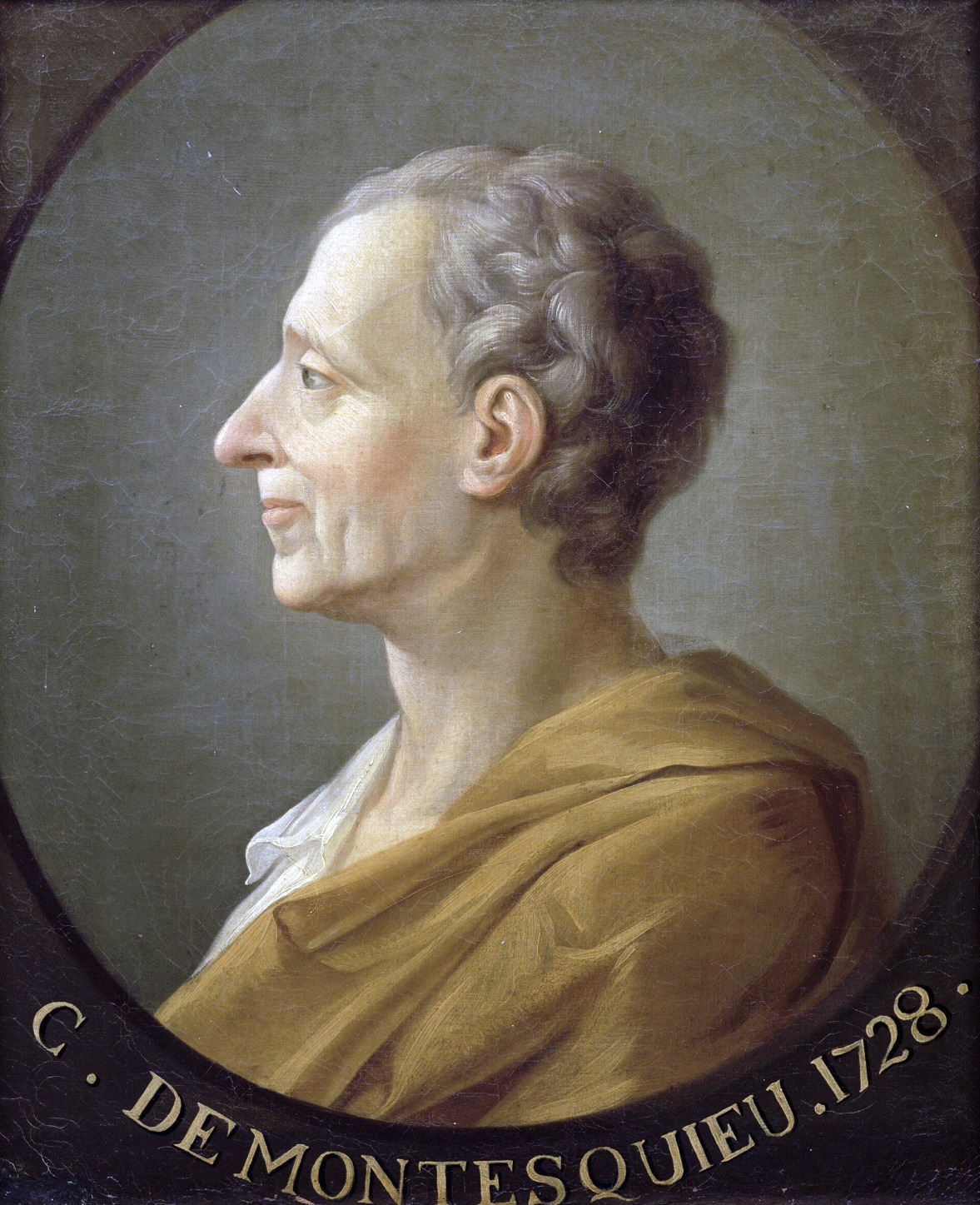
Montesquieu

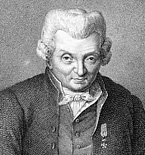
Abbé Morellet

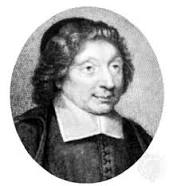
Pierre Nicole

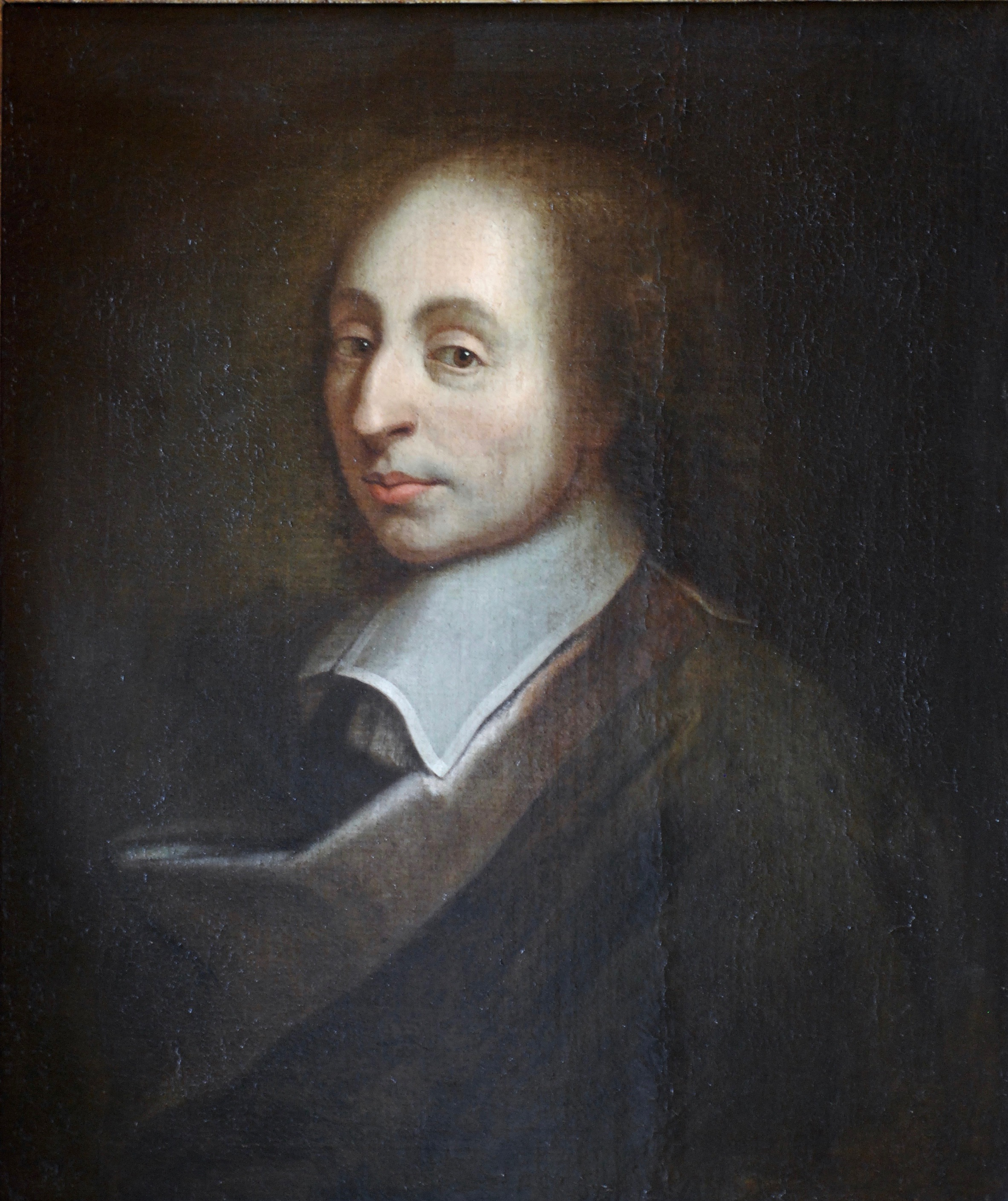
Pascal

Philippe V

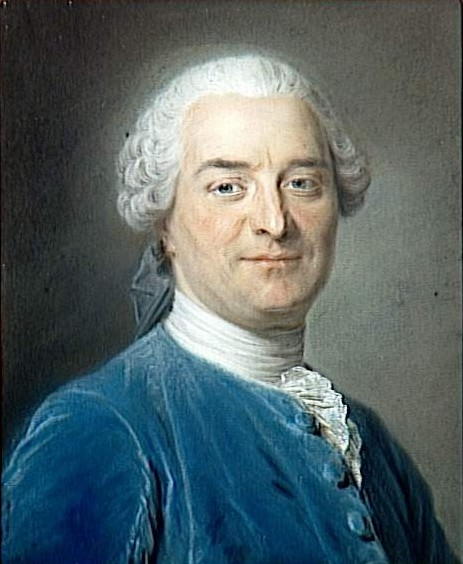
Pinot-Duclos

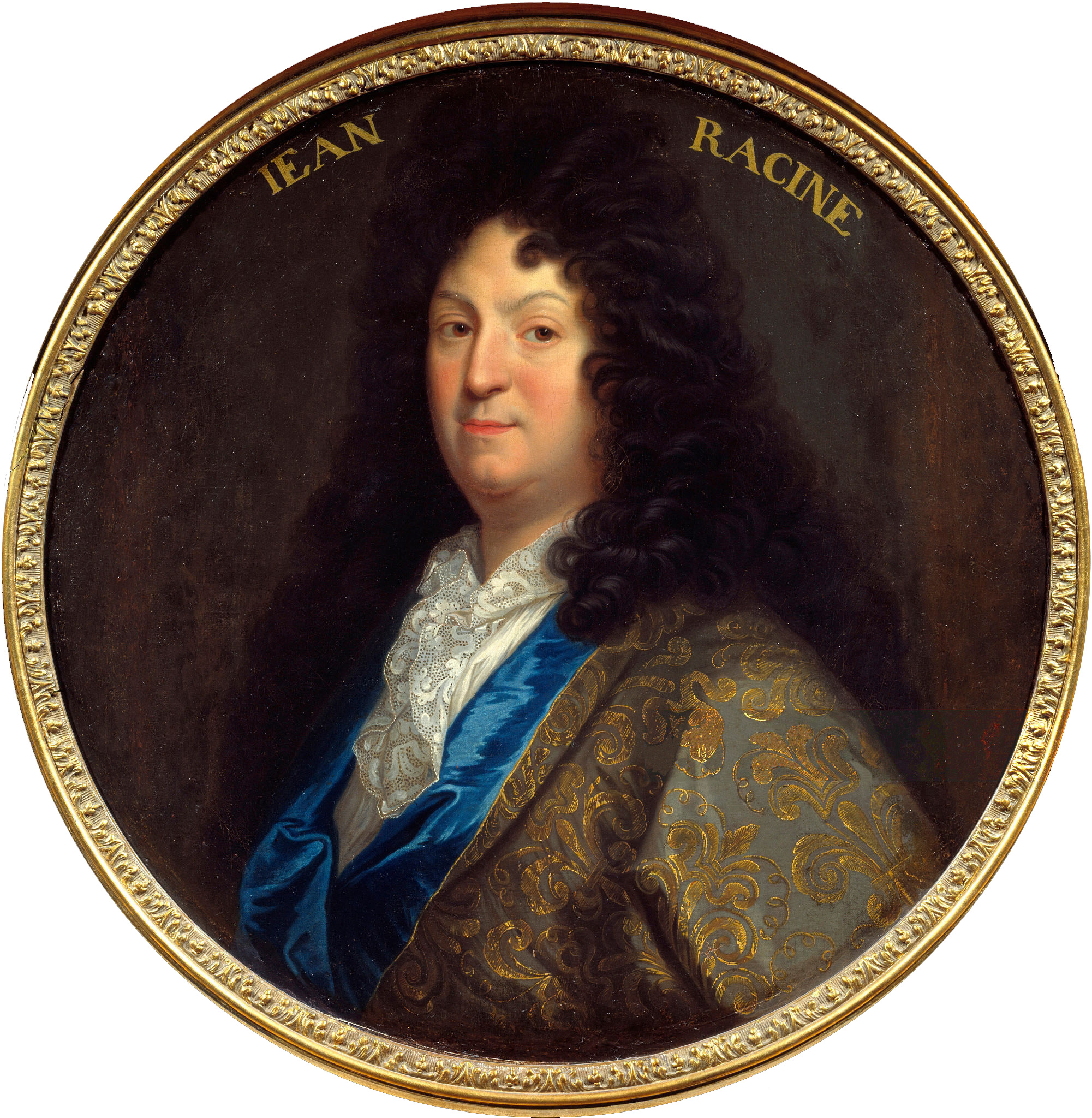
Racine

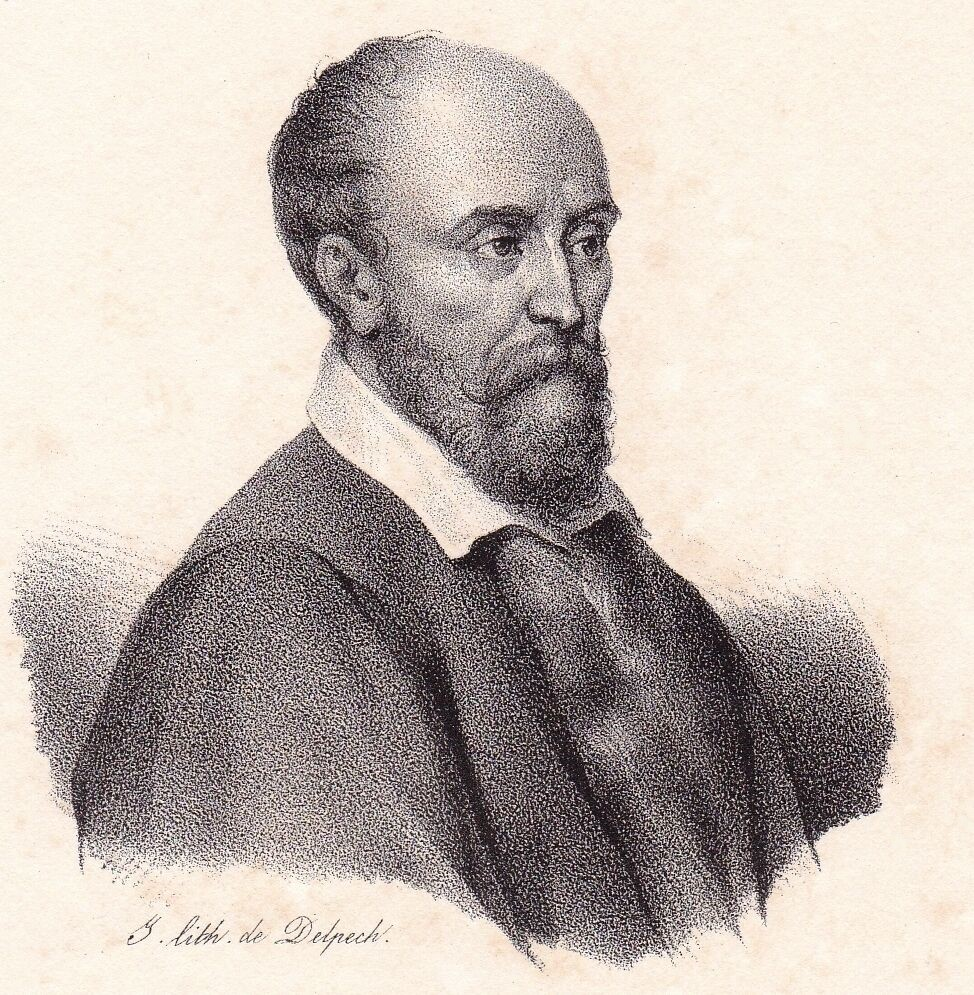
Ronsard

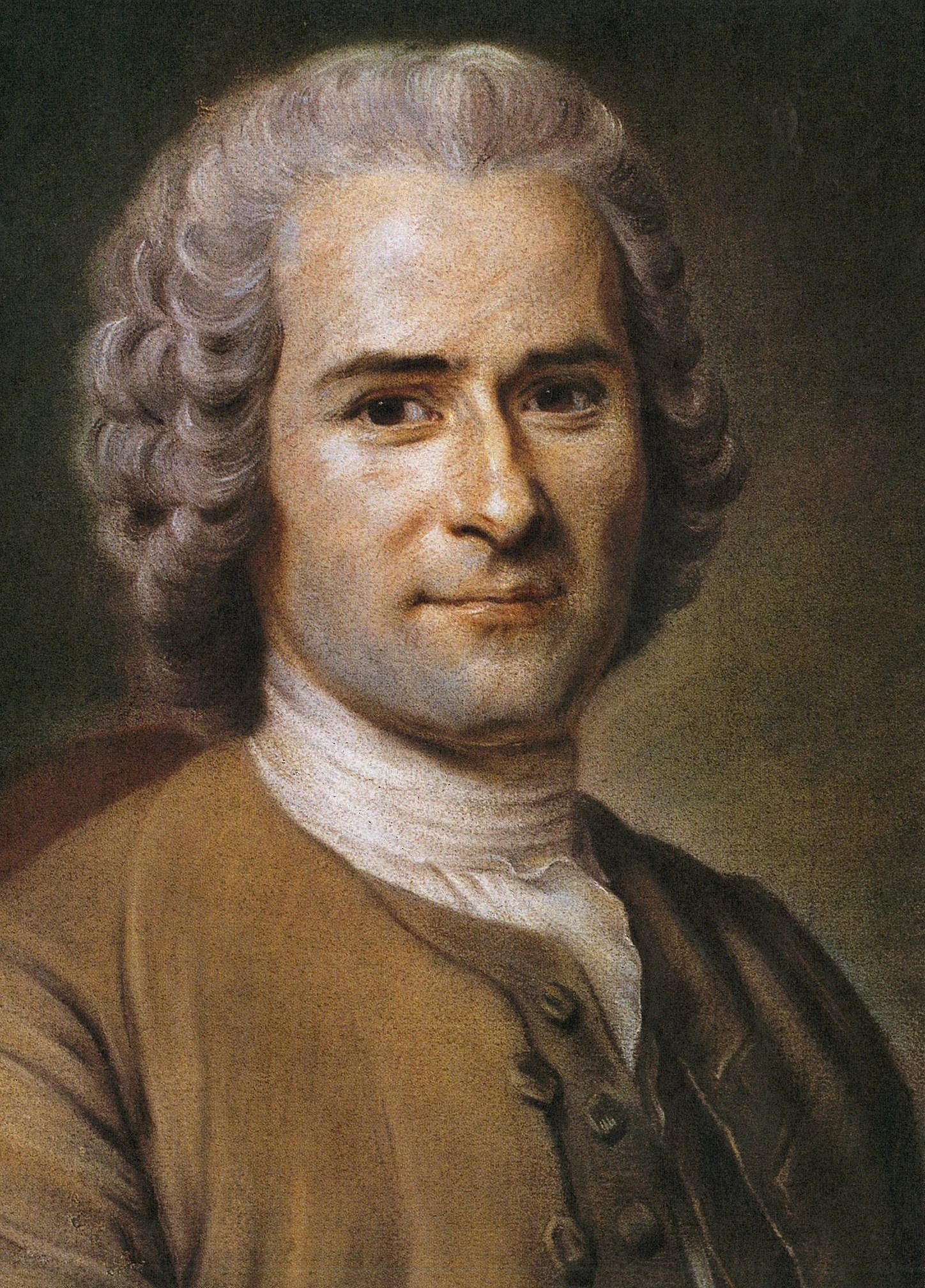
Rousseau

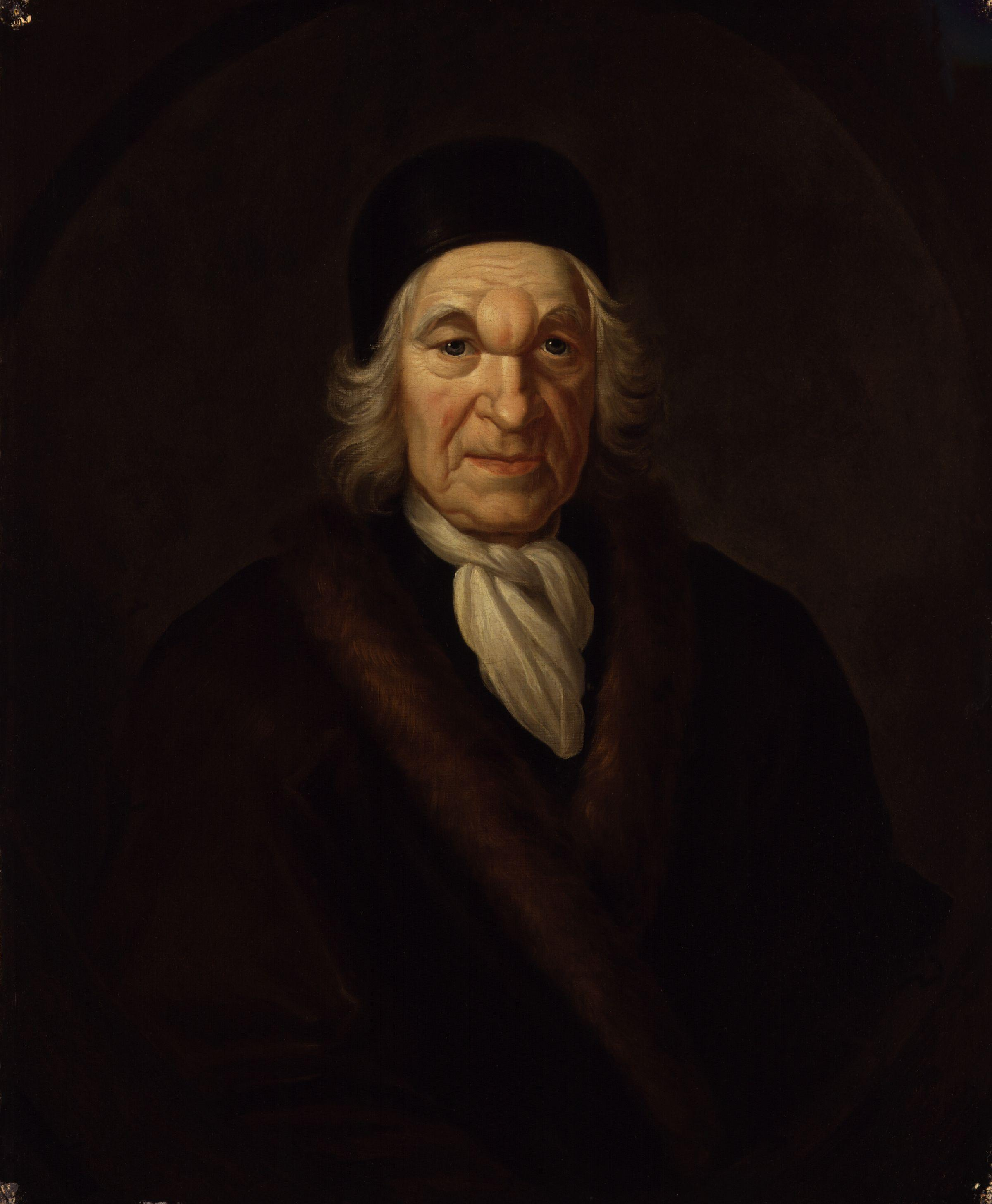
Saint-Évremond

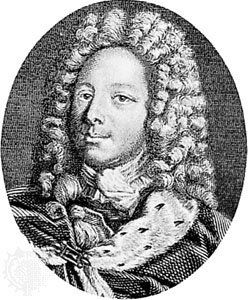
duc de Saint-Simon

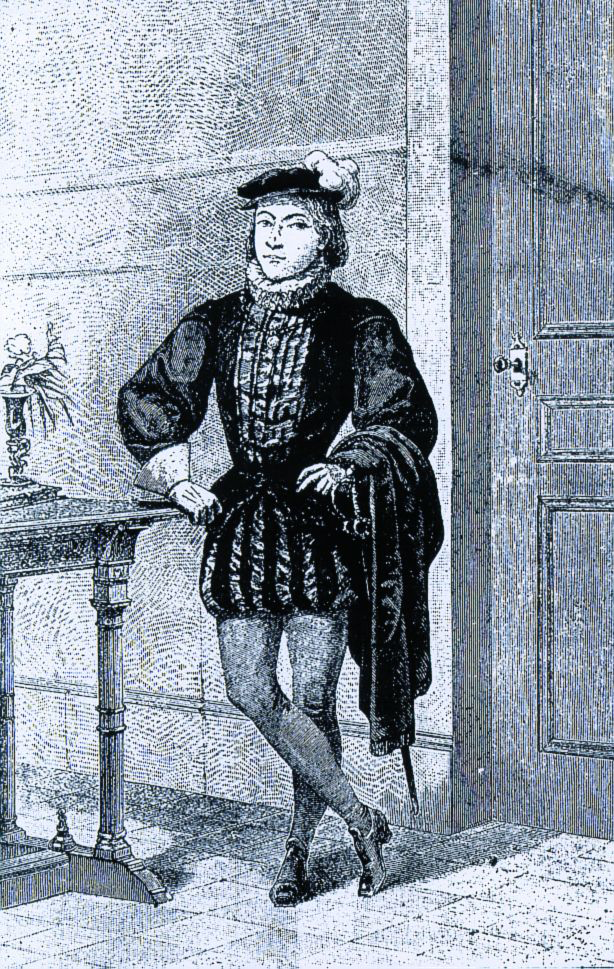
François de Sales

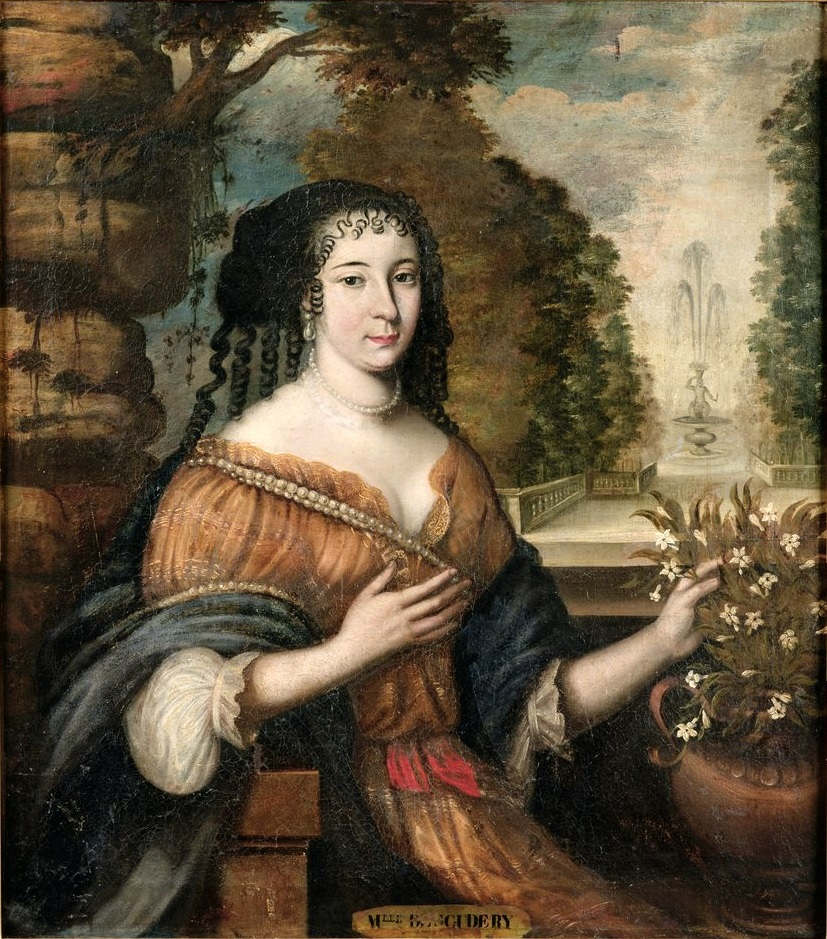
Mme de Scudéry

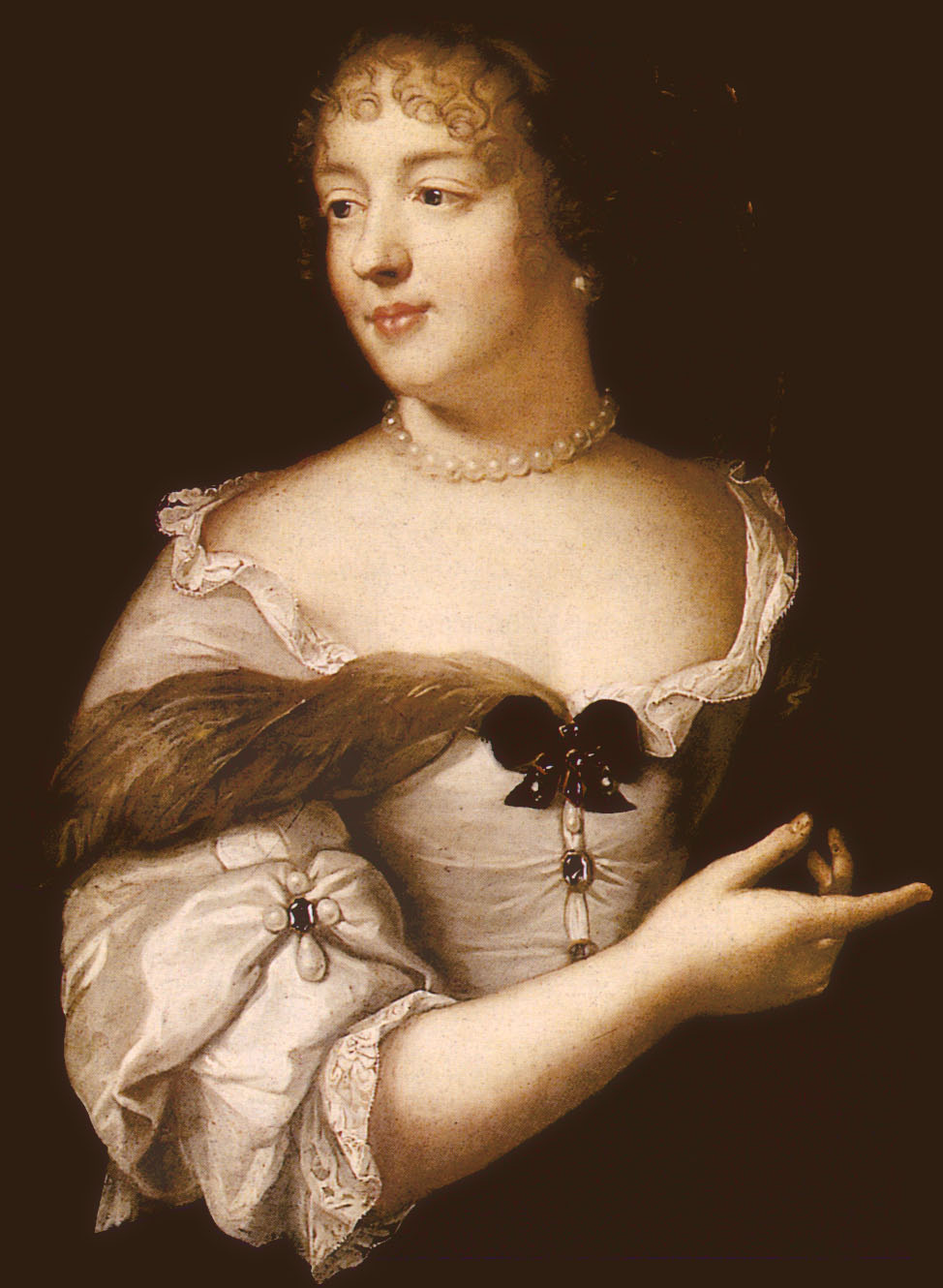
Mme de Sévigné

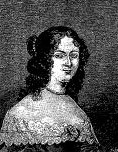
Mme de Staal

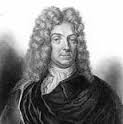
Valincour

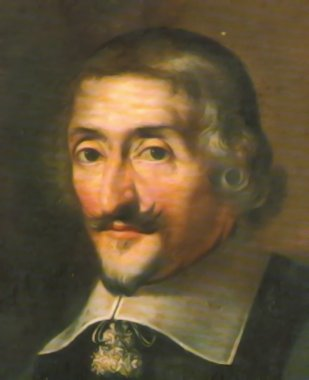
Vaugelas

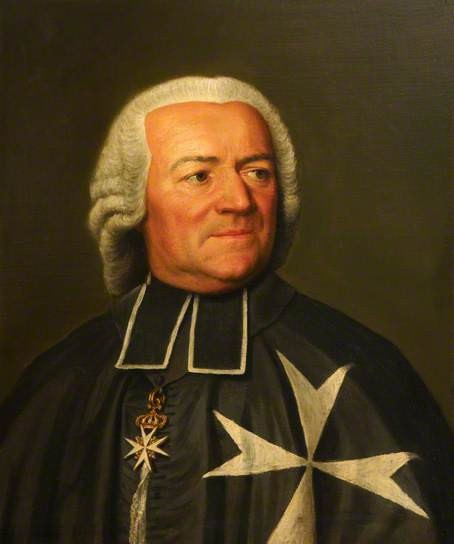
Abbé Vertot

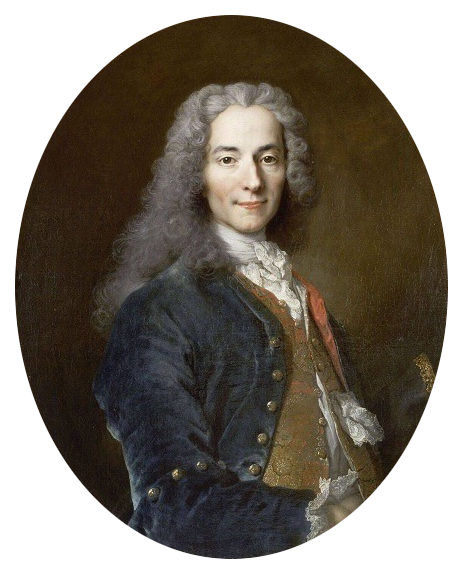
Voltaire

Traducteur du Traité du sublime de Longin. Il fait partie, avec Molière et Racine, des quatre amis dont La Fontaine imagine une conversation dans Les Amours de Psyché
1. Satires, Épîtres, Art poétique, Gallimard, coll. « nrf Poésie », 2012 (ISBN 978-2-07-032293-0)
  - L'Épître IX, composée en 1675, fait l'éloge de la sincérité contre le masque et l'esprit du pédantisme
  - L'Art poétique aborde le thème du sublime
  - Wikisource : Nicolas Boileau, Épitres (lire sur Wikisource)

Jacques-Bénigne Bossuet

(1627-1704) - Évêque, prédicateur et précepteur du dauphin - Directeur de conscience de nombreuses personnalités de l'aristocratie
1. La Vie cachée, Arfuyen, 2001, 66 p. (ISBN 978-2-908825-90-9)
  - Méditation écrite en 1691 comme directeur de conscience pour Madame d'Albert de Luynes, amie des lettres, des sciences et des arts
2. Oraisons funèbres et panégyriques, Gallimard, coll. « Bibliothèque de la Pléiade », 2007, 1573 p. (ISBN 978-2-07-010078-1 et 2-07-010078-2)
  - Recueil des principales oraisons funèbres, dont celle pour la mort du prince de Condé

Georges-Louis Leclerc de Buffon

(1707-1788) - Homme de sciences et de lettres, fréquente de nombreux salons
Baldassare Castiglione

(1478-1529) - Écrivain et diplomate italien
1. Le livre du Courtisan, Flammarion, coll. « GF », 1991, 405 p. (ISBN 978-2-08-070651-5)
  - Définition des qualités que la Renaissance exige de l'homme individuel et social.
  - Le livre eut une audience européenne, et une influence profonde sur les cultures des XVIe siècle et XVIIe siècle, en particulier sur la conception d'un art de la conversation dans la France de l'Ancien Régime, en préfigurant le modèle de l'Honnête Homme. On peut retrouver dans ce texte de nombreux antécédents aux remarques des auteurs cités dans cet article.

Jean Antoine de Charnes

(1642-1728) - Ecclésiastique et homme de lettres
1. Princesse de Clèves, Réponse à la Critique
  - Réponse (critique) à la critique de Valincour sur la Princesse de Clèves, sous forme de conversation

Claude-Prosper Jolyot de Crébillon

(1707-1777) - Homme de lettres - dit Crébillon fils
1. La Nuit et le Moment : Le Hasard du coin du feu (préf. Jean Dagen), GF Flammarion, 1993, 250 p. (ISBN 978-2-08-070736-9)
  - Conversations (Dialogues) galantes
  - Wikisource : Claude-Prosper Jolyot de Crébillon, La Nuit et le Moment : Dialogue, Amsterdam, J. H. Schneider, 1756 (lire sur Wikisource)

Savinien Cyrano de Bergerac

(1619-1655) - Écrivain libre-penseur
1. Lettres satiriques et amoureuses : Lettres diverses, Desjonquères, 1999, 252 p. (ISBN 978-2-84321-021-1)
2. Sur l'ombre que faisaient des arbres dans l'eau, Poésie libertine

Denis Diderot

(1713-1784) - Homme de lettres, fréquente peu les salons de son époque. Plusieurs de ses ouvrages sont écrits sous forme de dialogues sur un ton familier.

Diderot expose ses conceptions esthétiques, en particulier du sublime, dans certains de ses Salons et dans le Paradoxe. Adepte des conversations amicales, sur un ton familier.
1. Correspondance, Robert Laffont, coll. « Bouquins », 1997 (ISBN 978-2-221-08011-5)
  - Correspondance de 1749 à 1775, avec des proches et familiers, écrites souvent sur le ton de la conversation. Témoignage aussi de la vie intellectuelle de cette époque, Diderot fait souvent état de moments passés avec une compagnie familière et amicale.
2. Salon de 1765, Paris, Hermann, 2009, 365 p. (ISBN 978-2-7056-6829-7)
  - L'un des textes de Diderot le plus important sur l'art, selon son éditeur
3. Jean Seznec (Choix des textes et introduction), Ecrits sur l'art et les artistes : Diderot et les limites de la représentation, Paris, Hermann, 2007, 311 p. (ISBN 978-2-7056-6698-9)
  - Recueil de textes de Diderot extraits principalement des Salons
  - Un article traite particulièrement du sublime
4. Paradoxe sur le comédien, GF Flammarion, coll. « Edition avec dossier », 2000 (ISBN 978-2-08-071131-1)
  - Écrit en 1778. La réflexion sur l'art du comédien est l'occasion de comparaisons avec les conversations familières ou à la cour.
  - Wikisource : Denis Diderot, Œuvres complètes de Diderot, t. VIII, Paris, Garnier, 1875-77 (lire sur Wikisource)
5. Wikisource : L’Encyclopédie, 1re éd., t. Dix-sept volumes plus neuf volumes de planches, 1751 ([[s:L’Encyclopédie/1re édition|lire sur Wikisource]]), « L’Encyclopédie, 1re éd. »
  - Réalisée en collaboration avec d'Alembert, familier des salons les plus célèbres.
  - L'ouvrage présente en particulier des articles relatifs aux mœurs, contribuant à diffuser ces valeurs dans l'ensemble de la société cultivée
  - Voir en particulier les articles Affectation et Conversation

Madame du Deffand

(1697-1780) - Femme de lettres 

Hôtesse redoutée de l'un de ces salons prestigieux où se réalisaient ces conversations brillantes, réalisations éphémères d'un art.
1. Chantal Thomas (Préface et choix de lettres), À Horace Walpole, Mercure de France, coll. « le petit mercure », 1996 (ISBN 978-2-7152-1959-5)
  - Sélection de lettres que la célèbre salonnière écrit en 1766 et 1767 à l'un de ses anciens habitués, anglais, qu'elle aime, alors que, presque aveugle, elle a cessé d'animer son salon.
  - Réflexion, parfois critique, sur la société des salons et le bonheur mondain. Stendhal estimait que ces lettres étaient l'un des ouvrages les plus remarquables qu'il ait lu[s 24].

Bernard Le Bouyer de Fontenelle

(1657-1757) - Homme de lettres et vulgarisateur scientifique

Causeur brillant, invité des Salons les plus recherchés. Savant sans pédanterie, il aborde les sciences sur un ton galant
1. Libertins du 18e siècle, Entretiens sur la pluralité des mondes
  - Les Entretiens sur la pluralités des mondes sont un exemple de conversation réalisant, sur un ton léger et galant, une vulgarisation scientifique
  - Wikisource : Bernard Le Bouyer de Fontenelle, Entretiens sur la pluralité des mondes, Lyon, Leroy, 1820 (lire sur Wikisource)
2. Nouveaux dialogues des morts (préf. Jean Dagen), Marcel Didier, coll. « Société des textes français modernes », 1971
  - Dialogues philosophiques entre personnages anciens.

Antoine Furetière

(1619-1688) - Hommes de lettres et pamphlétaire - Membre, puis exclu de l'Académie - Ami de La Fontaine

Observateur satirique des mœurs de la bourgeoisie de l'Ancien Régime
1. Le Roman bourgeois, Gallimard, coll. « Folio classique », 2001, 306 p. (ISBN 978-2-07-037277-5)
  - Récits de tranches de vie, caricatures de la société bourgeoise française du 17e siècle
  - Wikisource : Antoine Furetière, notes d’Édouard Fournier, notice de Charles Asselineau, Le Roman bourgeois, Paris, P. Jannet, 1854 (lire sur Wikisource)

Ferdinando Galiani

(1728-1787) - Écrivain économiste italien

Arrive à Paris en 1759, où il passe dix ans et fréquente les salons et les intellectuels des Lumières. Causeur réputé.
Claude-Adrien Helvétius

(1715-1771) - Philosophe

En contact avec les salons par celui qu'anime sa femme
Jean de La Bruyère

(1645-1696) - Homme de lettres - Membre de l'Académie

Nombreuses observations des comportements sociaux dans les salons et à l'occasion des conversations
1. Œuvres Complètes, Gallimard, coll. « Bibliothèque de la Pléiade », 2009 (ISBN 978-2-07-010294-5)
  - Première édition en 1688 d'un « cahier de notes » sans plan directeur, sous forme de maximes ou de réflexions personnelles, de l'observation de Caractères.
  - De nombreuses observations concernent la conversation et les salons
  - wikisource : Jean de La Bruyère, Les Caractères, Paris, Flammarion, 1880 (lire sur Wikisource)

Madame de La Fayette

(1634-1693) - Femme de lettres et animatrice d'un salon
Liée à de nombreuses personnalités littéraire ou salonnières
1. Œuvres complètes, Paris, Gallimard, coll. « Bibliothèque de la Pléiade », 2014, 1601 p. (ISBN 978-2-07-012173-1)
  - Ce volume contient en particulier La Princesse de Clèves (1678) et un dossier des critiques de l'époque, parmi lesquelles celles de Valincour et de Charnes
  - La Princesse de Clèves fut le premier roman du genre précieux, et représente le modèle de ce genre
  - Les deux principales critiques sont rédigées sous forme de conversations

Jean de La Fontaine

(1621-1695) - Courtisan à la cour de Vaux, puis habitué du salon de Madame de la Sablière

Adepte des conversations amicales, sur un ton léger et plaisant. Le conte Les Amours de Psyché, est écrit sur le mode de la conversation littéraire entre quatre amis
1. Œuvres Complètes : Fables et contes, vol. I, Gallimard, coll. « Bibliothèque de la Pléiade », 1991 (ISBN 978-2-07-011202-9)
  - Les Fables donnent à entendre, par leur ton léger, la musique de la langue et le ton des conversations des salons au 17e siècle
  - Le Discours à Madame de la Sablière évoque ce salon
  - Wikisource : Jean de La Fontaine, Fables (lire sur Wikisource); Jean de La Fontaine, Contes (lire sur Wikisource)
2. Œuvres Complètes, vol. II, Gallimard, coll. « Bibliothèque de la Pléiade », 1958 (ISBN 2-07-010297-1)
  - Le conte Les amours de Psyché est écrit sous forme d'une conversation sur un ton léger entre quatre amis

Nicolas Amelot de La Houssaye

(1634-1706) - Historien et écrivain
1. L'homme de cour (trad. de l'espagnol), Paris, folio, coll. « classique », 2012, 654 p. (ISBN 978-2-07-042132-9)
  - Traduction en 1684 de l'ouvrage de Baltasar Gracián, en modifiant le titre, qui ne désignait pas la Cour : Oraculo manual y arte de prudencia. Marc Fumaroli qualifie cette traduction d'« exemple le plus réussi de la traduction-trahison, d'autant plus attachée à la lettre de l'original qu'elle en fausse continûment et imperceptiblement l'esprit »[s 142], ce qui justifie l'attribution parfois de l'ouvrage à Amelot comme auteur.
  - Maximes dont plusieurs concernent la conversation
  - Wikisource : Baltasar Gracián (trad. Amelot de la Houssaie), L’Homme de cour, Paris, Veuve Martin et J. Boudot, 1684 (lire sur Wikisource)

François de La Rochefoucauld

(1613-1680) - Grand seigneur - Écrivain moraliste

La fréquentation assidue des salons alimente ses Maximes
1. Œuvres complètes, Paris, Gallimard, coll. « Bibliothèque de la Pléiade », 1964, 996 p. (ISBN 2-07-010301-3)
  - L'œuvre majeure de ce recueil est les Maximes, où l'auteur décrit, selon l'éditeur moderne, la « jungle » de la société mondaine, et ses lois, dans la seconde moitié du 17e siècle.
  - Plusieurs remarques concernent la vie des salons

Duc de Lauzun

(1633-1723) - Courtisan, célèbre pour ses insolences (railleries)

Beau-frère du duc de Saint-Simon, qui est aussi la cible de ses railleries
Julie de Lespinasse

(1732-1776) - Salonnière

Participe au salon de Madame du Deffand, avant d'animer son propre salon. Correspondance avec Madame de Staal
Anonymes libertins

Auteurs libres penseurs, qualifiés de libertins, dont les textes dérogent aux règles du bon goût et du beau ton
1. Jacques Prévot (dir.), Libertins du XVIIIe siècle, vol. II, Paris, Gallimard, coll. « Bibliothèque de la Pléiade », 2004, 1877 p. (ISBN 2-07-011569-0)
  - Ce volume rassemble les textes de plusieurs auteurs libres penseurs du 18e siècle, en particulier Fontenelle et des poètes parfois anonymes

Longin

Philosophe grec du IIIe siècle auquel est attribué un traité du sublime
1. Du sublime (trad. Jackie Pigeaud), Payot, coll. « Rivages poche/Petite bibliothèque », 2012, 148 p. (ISBN 978-2-86930-700-1)
  - Réflexions sur le rapport entre technique et art. Le sublime conçu comme un élan réalisé dans des œuvres. Propositions de rhétorique en lien direct avec le sublime
  - L'œuvre fut traduite par Boileau, citée par Méré, commentée par Marivaux, et constitua une référence de l'antiquité avec les textes de Cicéron, Quintilien, etc.

Louis IX de France

(1226-1270) - Sa vie vertueuse a valeur d'exemple pour François de Sales qui le cite
Madame de Maintenon

(1635-1719) - Épouse morganatique de Louis XIV

Protectrice de la maison d'éducation de jeunes filles de la noblesse de Saint-Cyr. Reçoit à la cour les principales salonnières
Jean-Jacques Dortous de Mairan

(1678-1771) - Écrivain et scientifique - Fréquente les salons
Nicolas Malebranche

(1638-1715) - Ecclésiastique - Philosophe, initialement proche du cartésianisme dont il s'éloigna
1. Œuvres, t. I, Gallimard, coll. « Bibliothèque de la Pléiade », 1979
  - Dans De la recherche de la vérité plusieurs chapitres abordent des thèmes en relation avec la conversation mondaine

Pierre Carlet de Chamblain de Marivaux

(1688-1763) - Écrivain, chroniqueur et homme de théâtre

Professionnel du théâtre, il défend le ton de la conversation dans l'écriture théâtrale, et propose une réflexion sur le sublime
1. La vie de Marianne, Paris, Le Livre de Poche, coll. « Les classiques de poche », 2006, 696 p. (ISBN 978-2-253-08578-2)
  - Roman écrit à partir de 1720. Une orpheline raconte, sous la forme d'une correspondance, sa progression dans la société à travers diverses aventures
  - L'une de ces aventures est l'occasion pour Marivaux de décrire un idéal pour la conversation
2. Journaux, vol. I, Paris, Flammarion, coll. « GF Flammarion », 2010, 426 p. (ISBN 978-2-08-121963-2)
  - Articles publiés entre 1717 et 1724 dans Le Spectateur français et le Mercure
  - Ce volume contient principalement des peintures misanthropes de caractères parisiens
3. Journaux, vol. II, Paris, Flammarion, coll. « GF Flammarion », 2010, 426 p. (ISBN 978-2-08-121964-9)
  - Articles publiés entre 1719 et 1755
  - Ce volume contient des articles philosophiques ou esthétiques et en particulier, en rapport avec l'article : Sur la clarté du discours, Sur la pensée sublime et Sur les hommes
4. L'île des esclaves, Magnard, coll. « Classiques & contemporains », 2004 (ISBN 978-2-210-75474-4)
  - Les dialogues de cette pièce sont écrits en 1725 dans le registre familier (mais dits sur scène avec l'ouverture de bouche du théâtre). Cette pièce illustre l'influence de la conversation sur le théâtre.
  - Wikisource : Marivaux, L'Île des esclaves (lire sur Wikisource)

Antoine Gombaud, chevalier de Méré

(1607-1684) - Philosophe, mathématicien et habitué des Salons, mais éloigné de la Cour

Causeur apprécié, il défend dans ses écrits une conversation d'esthète plutôt que savante
1. Œuvres complètes (préf. Patrick Dandrey - Intro. Charles-Henri Boudhors), Paris, klincksieck, coll. « cadratins », 2008, 219 p. (ISBN 978-2-252-03563-4)
  - Ces textes constituent de véritables manuels de conversation mondaine, dans le cadre moral de l'Honnête Homme et des manières de la Cour.
  - Deux articles sont d'autre part consacrés à l'Honnête homme

Madame de Mirepoix

(1707-1791) - Femme de cour et salonnière
Molière

(1622-1673) - Dramaturge, sous la protection de Louis XIV

Dépeint la société du 17e siècle. Les travers de la conversation mondaine, bourgeoise, sont brocardés en particulier dans Les Précieuses Ridicules et Les femmes savantes
Michel de Montaigne

(1533-1592) - Homme politique et de lettres (antérieur à la période considérée)

Il propose dans ses Essais sur la conférence un point de vue qui n'aura plus cours pour la conversation pendant le classicisme.
1. Essais, Paris, Gallimard, coll. « Bibliothèque de la Pléiade », 2007, 1975 p. (ISBN 978-2-07-011505-1)
  - Rédigés à partir de 1572. L'auteur écrit un « registre des essais de sa vie ».
  - Wikisource : Michel de Montaigne, Essais, t. 1, Verdun, P. Villey et Saulnier, 1595 (lire sur Wikisource), « Au lecteur », p. I

Montesquieu

(1689-1755) - Écrivain et philosophe

Fréquente assidûment les salons parisiens
1. Œuvres Complètes, vol. I, Gallimard, coll. « Bibliothèque de la Pléiade », 2004 (ISBN 2-07-010365-X)
  - Ce volume contient les Lettres persanes, publiées en 1721. Certaines évoquent la vie mondaine à Paris
  - Wikisource : Montesquieu, Lettres persanes (lire sur Wikisource)

Moralistes du XVIIe siècle
1. Moralistes du XVIIe siècle : De Pibrac à Dufresny, Robert Laffont, coll. « Bouquins », 1992, 1323 p. (ISBN 978-2-221-06557-0)
  - Recueil de textes des principaux moralistes classiques.

Abbé Morellet

(1727-1819) - Ecclésiastique - Homme de lettres - Membre de l'Académie

Habitué des salons littéraires, causeur apprécié
1. Mémoires de l'Abbé Morellet de l'Académie Française, Mercure de France, coll. « Le Temps Retrouvé », 2010 (ISBN 978-2-7152-2211-3)
  - Ces mémoires concernent la période 1750-1803.
  - L'auteur évoque, pour la période heureuse (avant 1789), quelques souvenirs de certains salons et des personnages qu'il y a rencontrés

Pierre Nicole

(1625-1695) - Théologien janséniste
Blaise Pascal

(1623-1662) - Homme de lettres - Scientifique et philosophe

Ami du chevalier de Méré - Forme (conversations) des premières Provinciales - Proche des jansénistes
1. Œuvres complètes, t. II, Paris, Gallimard, coll. « Bibliothèque de la Pléiade », 2006, 1710 p. (ISBN 2-07-011407-4)
2. Les Provinciales, Gallimard, coll. « Folio classique », 2009, 410 p. (ISBN 978-2-07-037860-9)
  - Écrites à partir de 1656. Textes polémiques, sous forme de lettres, au sujet de la querelle entre jésuites et jansénistes
  - Les premières lettres relatent des conversations
  - Wikisource : Blaise Pascal, Les Provinciales, Cologne, Pierre de la Vallée, 1657 (lire sur Wikisource), « Première lettre », p. 9-16

Philippe V d'Espagne

(1683-1746) - Petit-fils de Louis XIV et roi d'Espagne

Toute son éducation se déroule à la cour de Versailles, qu'il quitte à l'âge de dix-sept ans.
Charles Pinot Duclos

(1704-1772) - Homme de lettres, membre puis secrétaire perpétuel de l'Académie

Bel esprit, il fréquente les salons et les cafés de la Régence
1. Confessions du Comte de ***, Librairie Marcel Didier, coll. « société des textes français modernes », 1969
  - Aventures d'un personnage faisant son entrée dans le monde, prétextes à une galerie de portraits
  - Wikisource : Charles Duclos, Œuvres complètes, t. 8, Paris, Chez Colnet et Fainu, 1806 (lire sur Wikisource), « Les Confessions du Comte de *** », p. 3-191

Michel de Pure

(1620 - 1680) Abbé, aumônier et conseiller du roi Louis XIV
1. Abbé Michel de Pure, La prétieuse ou le mystère des ruelles : Dédiée à telle qui n'y pense pas, vol. I, Droz, coll. « Société des textes français modernes », 1938
  - Roman de mœurs sous forme de conversations et de lettres, publié en 1655 à l'époque de la cabale des "précieuses galantes" et décrivant l'émancipation de la femme avec naturel, finesse, couleurs et vie.

Jean Racine

(1639-1699) - Dramaturge - Proche des jansénistes

Considéré comme un modèle pour la langue classique
Pierre de Ronsard

(1524–1585) - Poète de cour.
1. Œuvres complètes, Gallimard, coll. « Bibliothèque de la Pléiade », 2009 (ISBN 978-2-07-011279-1)

Jean-Jacques Rousseau

(1712-1778) - Écrivain et philosophe

Entretient des relations difficiles avec les intellectuels familiers des salons, et décrit cette société en particulier dans deux lettres de La Nouvelle Héloïse
1. La Nouvelle Héloïse, Gallimard, coll. « Bibliothèque de la Pléiade », 1964, 2051 p. (ISBN 2-07-010489-3)
  - Roman sous forme de correspondances, terminé en 1757.
  - Certaines lettres dépeignent les relations mondaines à Paris
  - Wikisource : Jean-Jacques Rousseau, Julie ou la Nouvelle Héloïse, Paris, A. Houssiaux, 1852-1853 (lire sur Wikisource), « La Nouvelle Héloïse », p. 3
2. Les Confessions et Autres textes bibliographiques, Paris/61-Lonrai, Gallimard, coll. « Bibliothèque de la Pléiade », 2007, 1969 p. (ISBN 978-2-07-010488-8)
  - Les Confessions sont achevées en 1770. Autobiographie tourmentée
  - Wikisource : Jean-Jacques Rousseau, Les Confessions, t. Deux tomes, Paris, Launette, 1889 (lire sur Wikisource)

Charles de Saint-Évremond

(1616-1703) - Moraliste et critique libertin
1. Lettres (préf. et notices de René Ternois), t. I et II, Librairie Marcel Didier, coll. « Société des textes français modernes », 1968
  - Lettres écrites entre 1689 et 1700

Louis de Rouvroy, duc de Saint-Simon

(1675-1755) - Courtisan et mémorialiste

Ambassadeur du Régent en Espagne
1. Mémoires, vol. III, Gallimard, coll. « Bibliothèque de la Pléiade », 1984 (ISBN 2-07-011010-9)
  - Écrites entre 1739 et 1749, les mémoires couvrent les années 1691 à 1723.
  - Portraits de courtisans (duc de Lauzun...), conversations avec le Régent et le Dauphin
  - Texte intégral des Mémoires Chapitre XIII
  - Wikisource : Louis de Rouvroy, duc de Saint-Simon, Mémoires du duc de Saint-Simon, t. vingt volumes in-8°, Paris, Hachette, 1856 à 1858 (lire sur Wikisource), -
2. Mémoires, vol. VIII, Gallimard, coll. « Bibliothèque de la Pléiade », 1988, 1884 p. (ISBN 2-07-011015-X)
  - Ce volume contient le récit de l'ambassade à la cour d'Espagne

François de Sales

(1567–1622) - Évêque et noble, son influence fut importante parmi la noblesse et la cour.

Rédige des règles de comportement vertueux à l'intention des femmes de la noblesse, tendant à faire de la politesse mondaine un art chrétien.
1. Œuvres, Gallimard, coll. « Bibliothèque de la Pléiade », 1969, 1885 p. (ISBN 2-07-010276-9)
  - L'Introduction à la vie dévote est un recueil de recommandations pour la vie chrétienne, à l'intention de la noblesse. Un chapitre aborde le thème des conversations mondaines

Madeleine de Scudéry

(1607-1701) - Femme de lettres et animatrice d'un salon littéraire

Intègre de nombreuses conversations dans ses romans, puis dans des recueils
1. Artamène et le Grand Cyrus (extraits), Flammarion, 2005, 628 p. (ISBN 978-2-08-071179-3)
  - Roman le plus long de la littérature française, première publication à partir de 1649. L'ouvrage cité est composé d'extraits
  - De nombreuses conversations interviennent dans le récit
  - Wikisource : Madeleine de Scudéry et Georges de Scudéry, Artamène ou le Grand Cyrus, t. Première partie, Rouen, Auguste Courbé, 1654 (lire sur Wikisource), « Au lecteur », np
2. Clélie, histoire romaine (extraits), Gallimard, coll. « Folio », 2006, 436 p. (ISBN 978-2-07-041884-8)
  - Publié à partir de 1654. Roman de la Carte de Tendre
  - Peinture des mœurs de l'époque transposés dans le cadre de la République romaine. De nombreuses conversations galantes.
3. Du mensonge, Paris, Payot, coll. « Rivages poche », 2008, 1707 p. (ISBN 978-2-221-12218-1)
  - Deux textes publiés en 1680, extraits des Conversations morales

Marie de Rabutin-Chantal (marquise de Sévigné)

(1626-1696) - Femme de lettres (correspondance)

Fréquente le salon de l'hôtel de Rambouillet (Chambre bleue) et figure dans Le Grand dictionnaire des Prétieuses de Somaize
1. Correspondance, vol. I, Gallimard, coll. « Bibliothèque de la Pléiade », 2005 (ISBN 2-07-010524-5)
  - Correspondance échangée à partir de 1652
  - L'auteur évoque parfois ses relations avec différents personnages mondains : Madame de La Fayette, Molière...

Marguerite de Staal-Delaunay

(1684-1750) - Femme de lettres - Familière de la cour de Sceaux - Dame de compagnie de la duchesse du Maine

On trouve, dans ses mémoires et sa correspondance avec Madame de Lespinasse, de nombreuses indications sur la vie des salons et la conversation
1. Œuvres Complètes contenant les mémoires et les comédies, t. Second, Cavelier, Libraire à Mastricht, mdcclxxxiii
  - Ces mémoires concernent la période 1684-1736.
  - L'auteur décrit son parcours personnel au sein de la noblesse, de la cour de Sceaux et des salons. Elle évoque ainsi plusieurs des personnages cités dans l'article

Jean-Baptiste-Henri de Valincour

(1653-1730) - Homme de lettres et historiographe du roi
1. Princesse de Clèves, Critique
  - Critique de La Princesse de Clèves sous forme de conversation

Madame de Vannoz, née Sivry

(1775-1851) - Femme de lettres
1. Conseils à une femme sur les moyens de plaire dans la conversation, Michaud Frères, Libraire à Paris, mdcccxii
  - Sous forme de lettres

Claude Favre de Vaugelas

(1585-1650) - Homme de cour, pensionné - Membre de l'académie dès sa fondation - Grammairien de référence aux 17e et 18e siècles

Courtisan, il définit la cour et Paris comme référence pour le bon usage et la prononciation. Puriste, défenseur du langage soutenu dans les conversations littéraire
1. Remarques sur la langue française utiles à ceux qui veulent bien parler et bien écrire, IVREA, 1996, 363 p. (ISBN 978-2-85184-127-8)
  - Dans la préface, l'auteur défend le principe du langage soutenu, la langue parlée comme modèle pour l'écrit, la prédominance de la Cour comme référence grammaticale, et la prononciation de Paris
  - Les articles exposent les bonnes pratiques linguistiques, généralement légitimées par les pratiques de la Cour. Voir par exemple la critique de la rime dans la prose.
  - Wikisource : REMARQUES SUR LA LANGUE FRANÇAISE, UTILES À CEUX QUI VEULENT BIEN PARLER ET BIEN ÉCRIRE, Vaugelas (lire sur Wikisource)

René Aubert de Vertot

(1655-1735) - Ecclésiastique et homme de lettres

Eut une correspondance avec Madame de Staal
Voltaire

(1694-1778) - Écrivain et philosophe - Membre de l'Académie - Fréquente les cours

Apprécie la conversation comme une forme aboutie de la vie sociale, dans les salons qu'il fréquente avec Émilie du Châtelet

### Liens Wikisource éditions anciennes

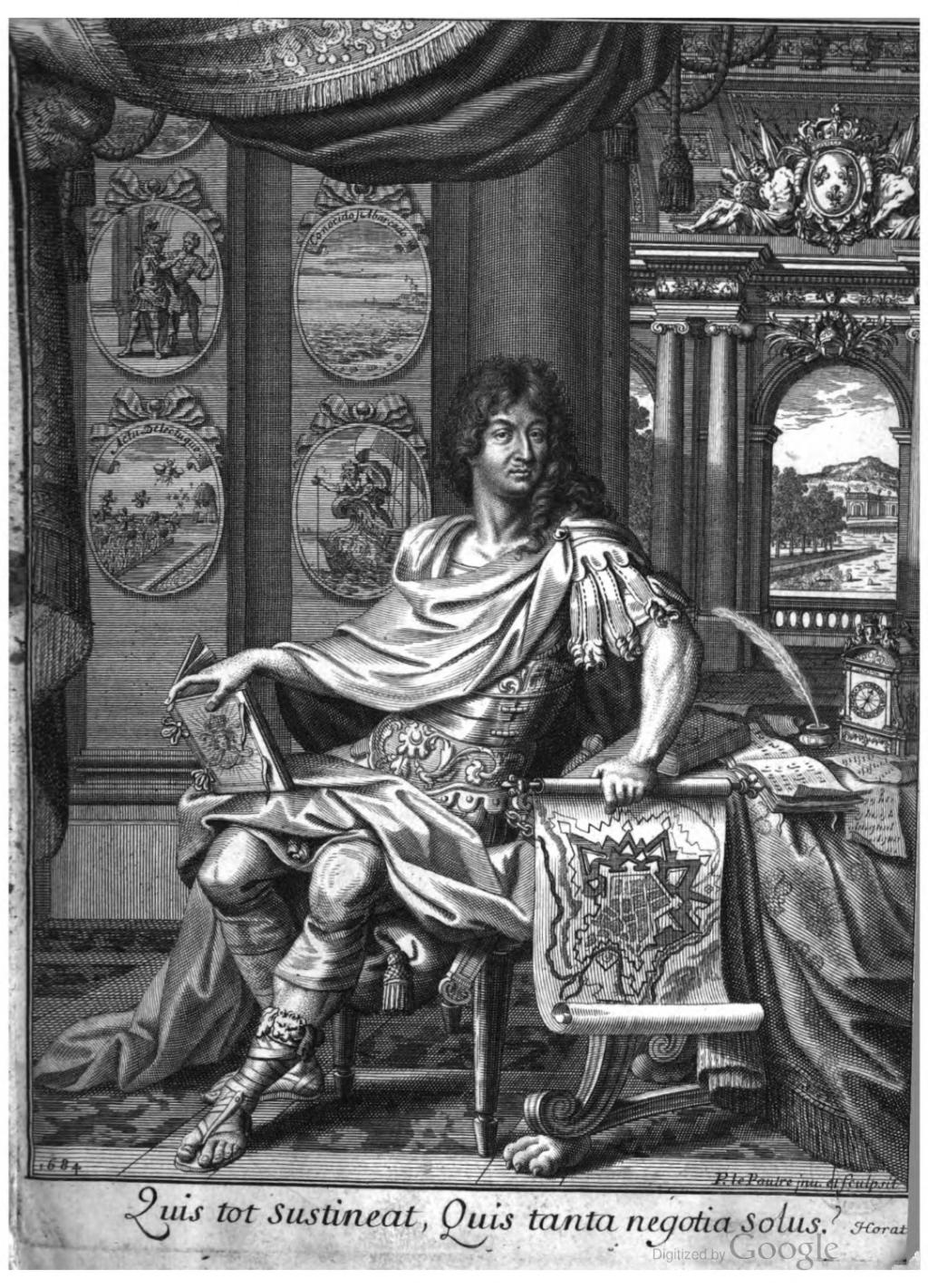
Frontispice de lHomme de Cour de Amelot de la Houssaie traduction (1687) de l'œuvre de Baltasar Gracián
Èpitre d'Horace à Auguste (Épitres, II, 1)

### Commentateurs du19esiècle

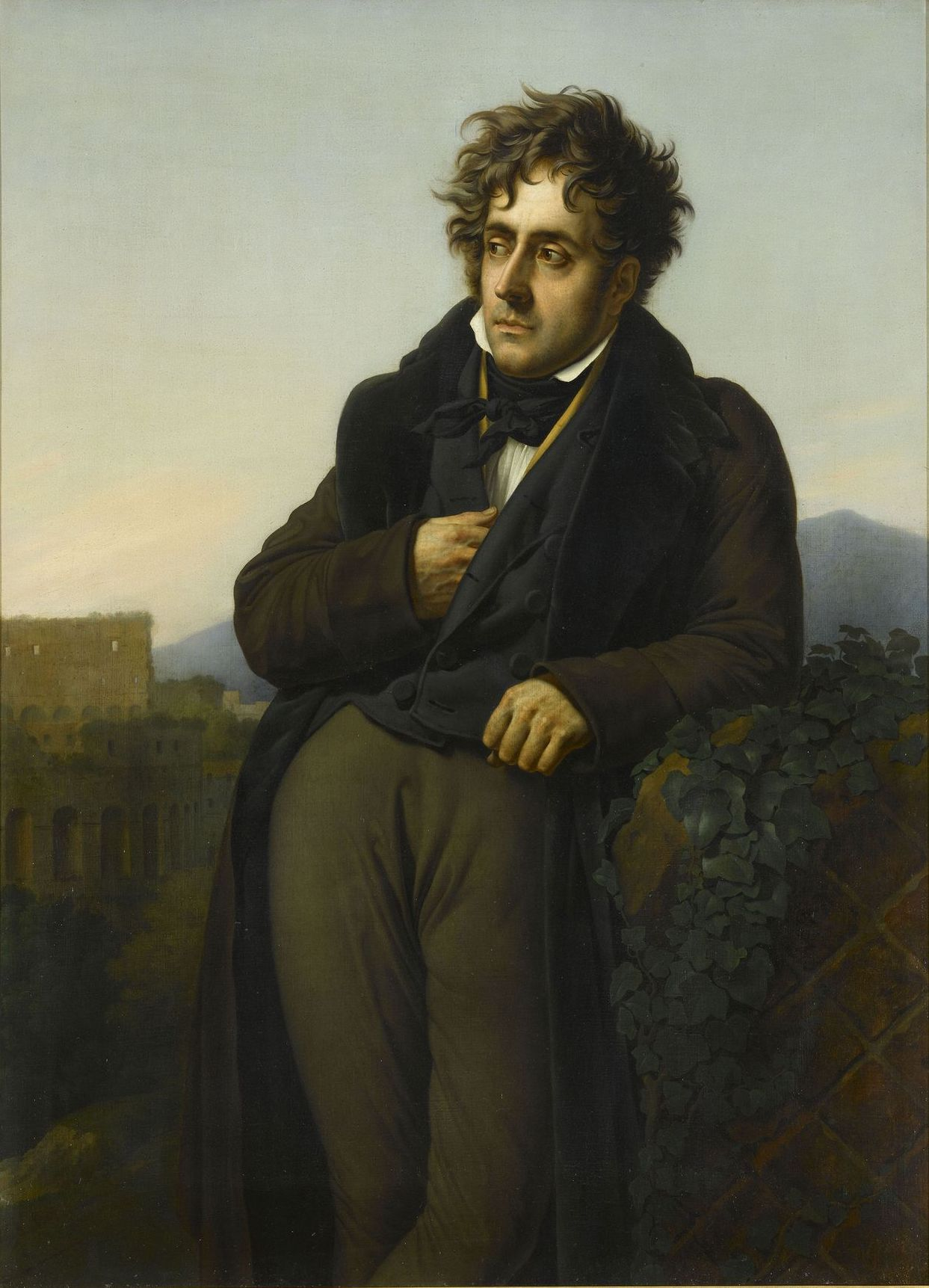
Chateaubriand
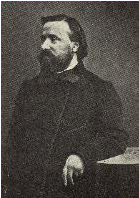
Deschanel
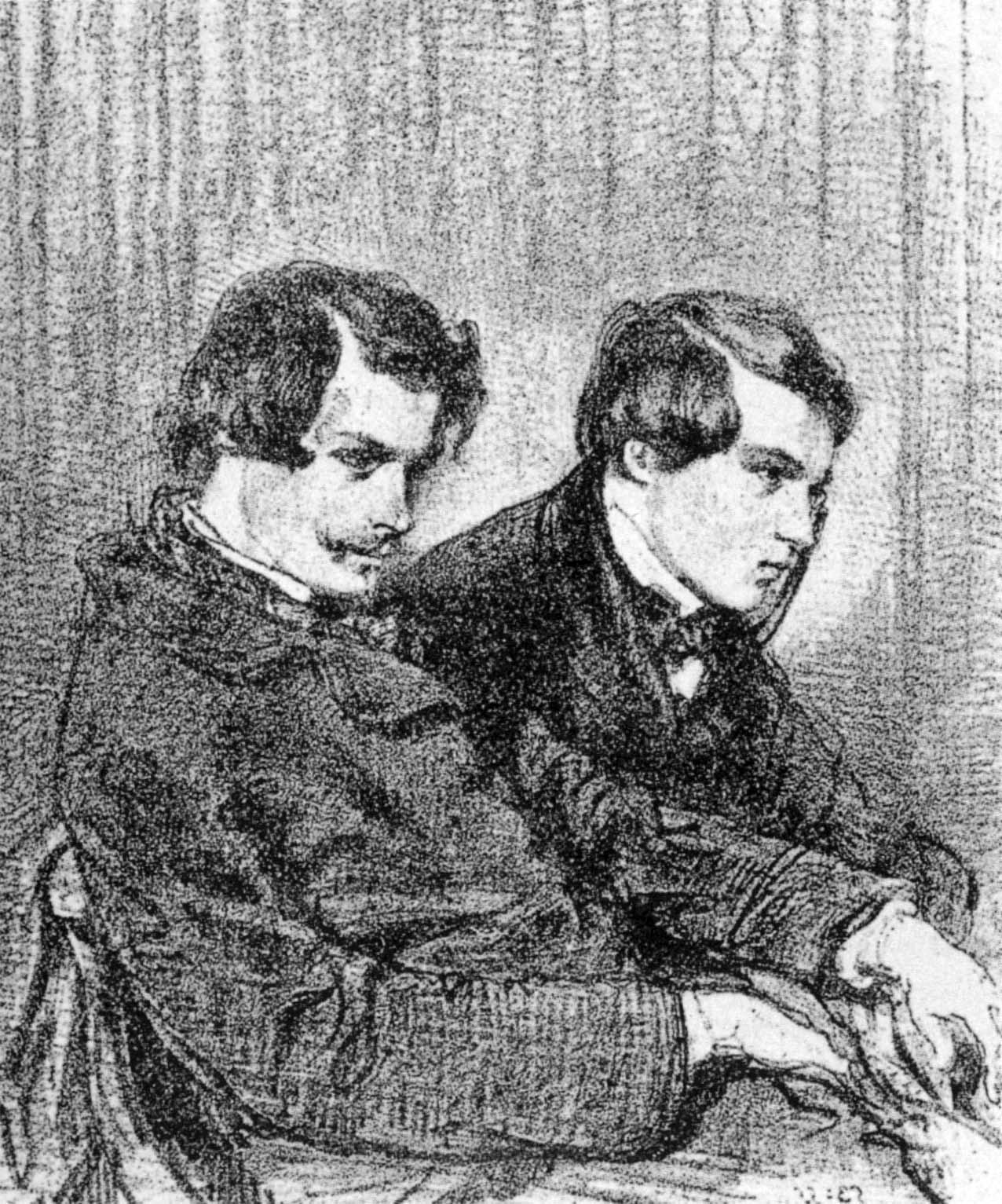
Frères Goncourt
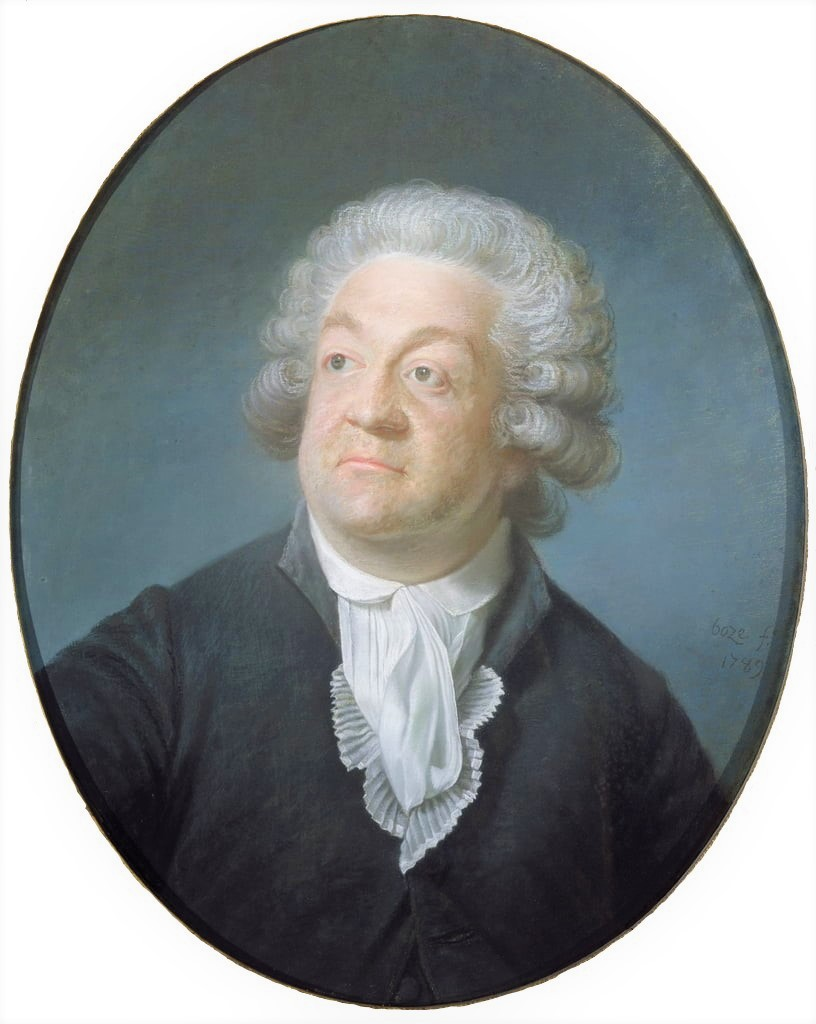
Mirabeau
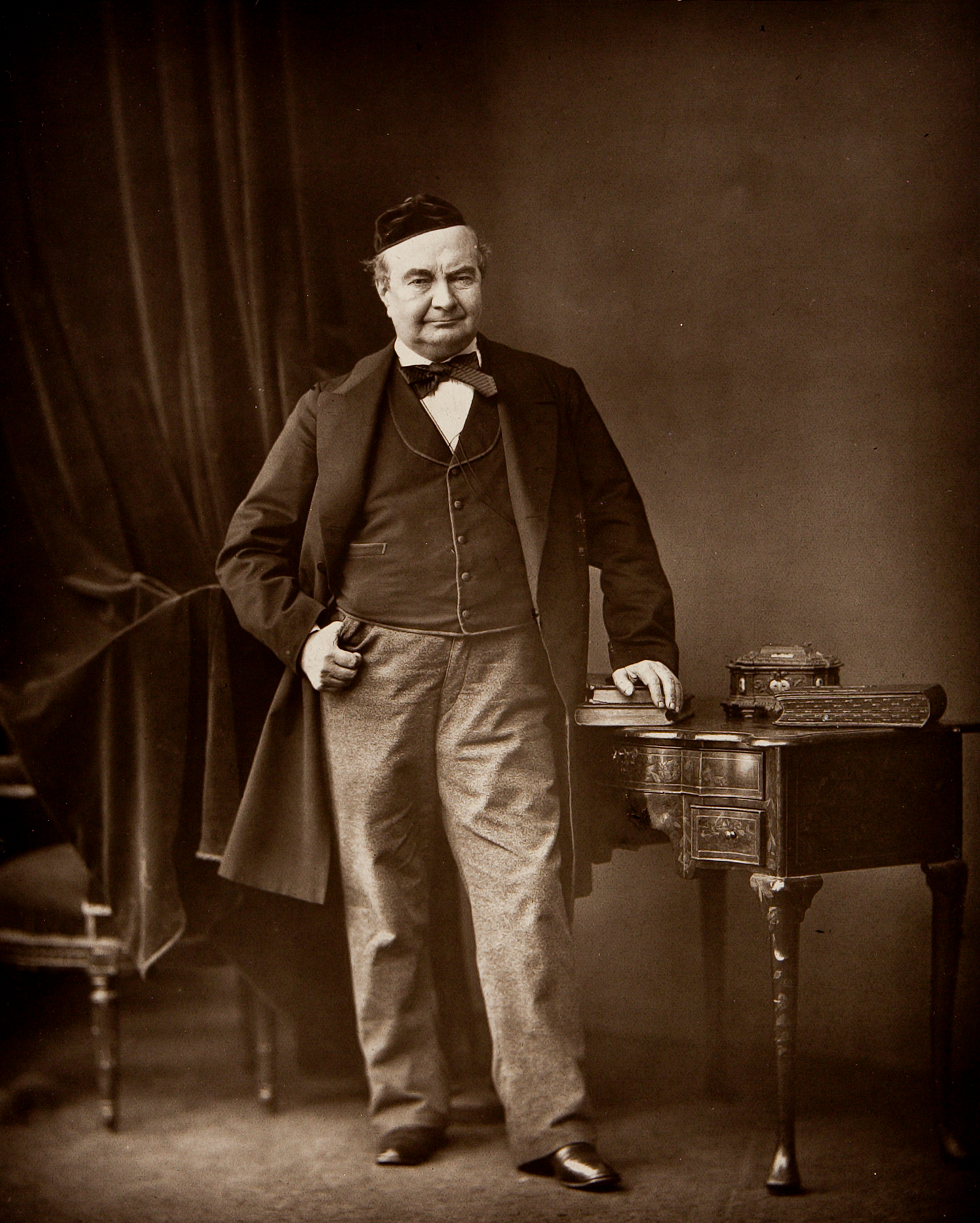
Sainte-Beuve
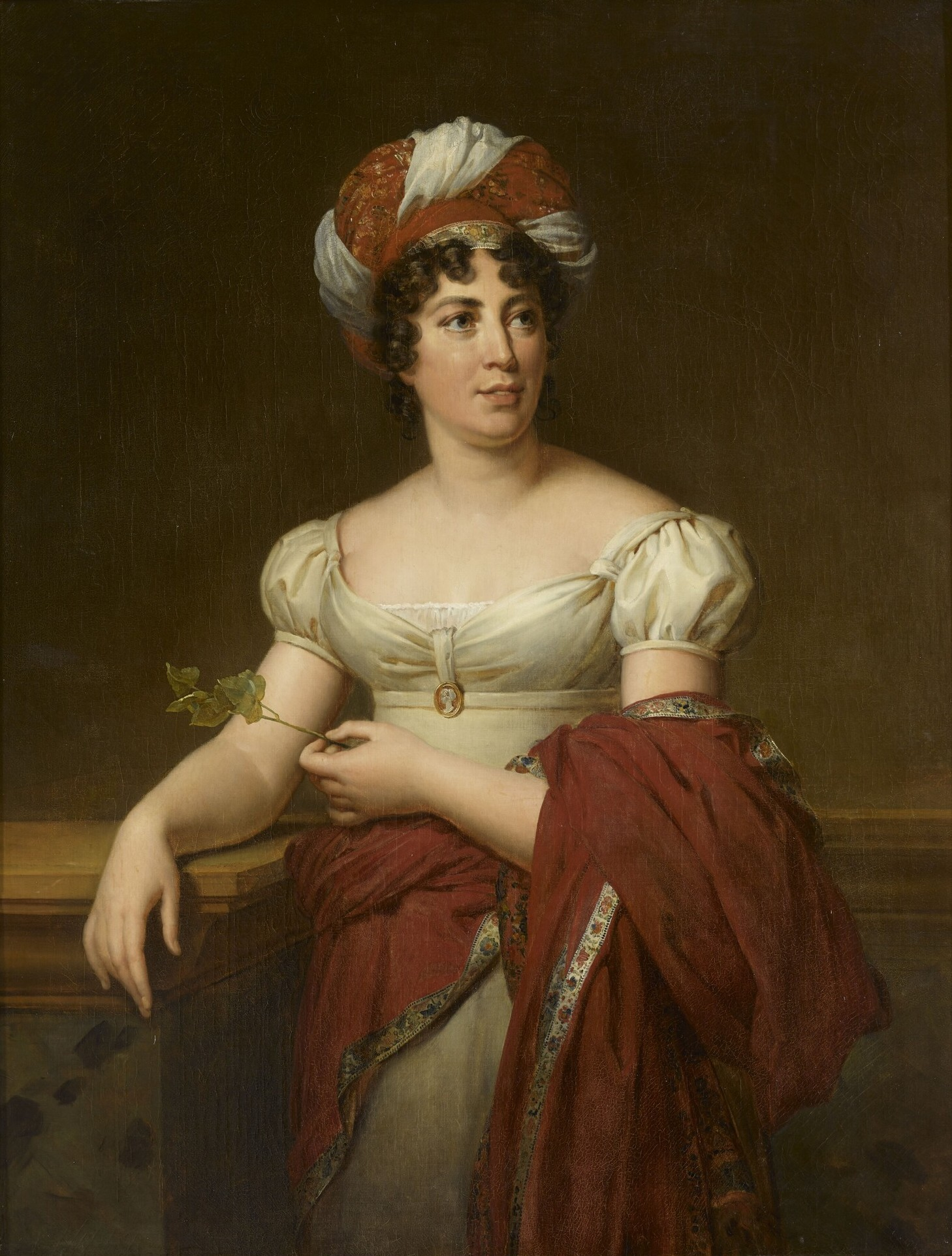
Madame de Staël
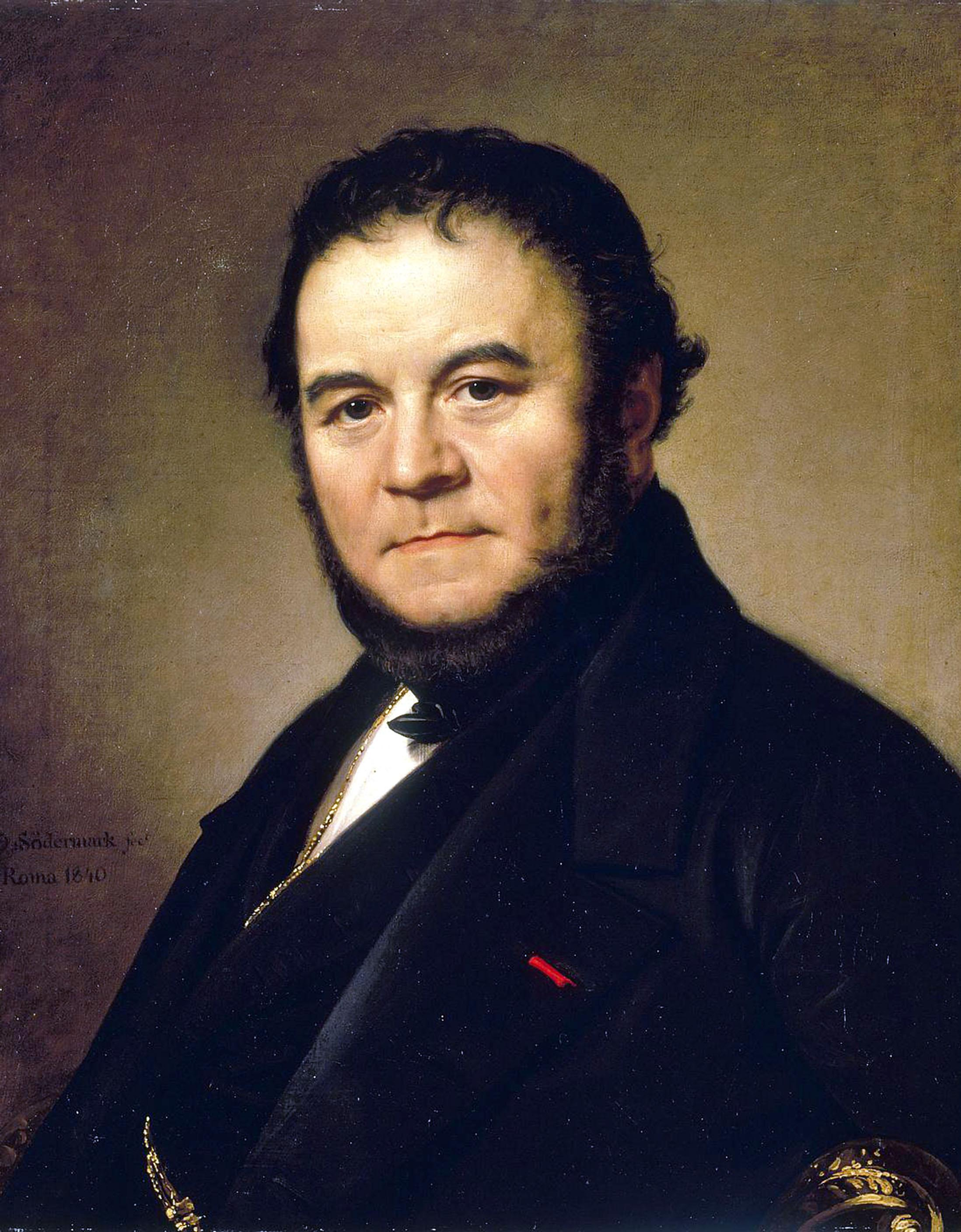
Stendhal

Louis-Nicolas Bescherelle

(1802-1883) - Grammairien

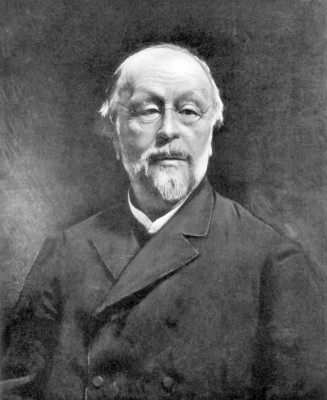
Taine

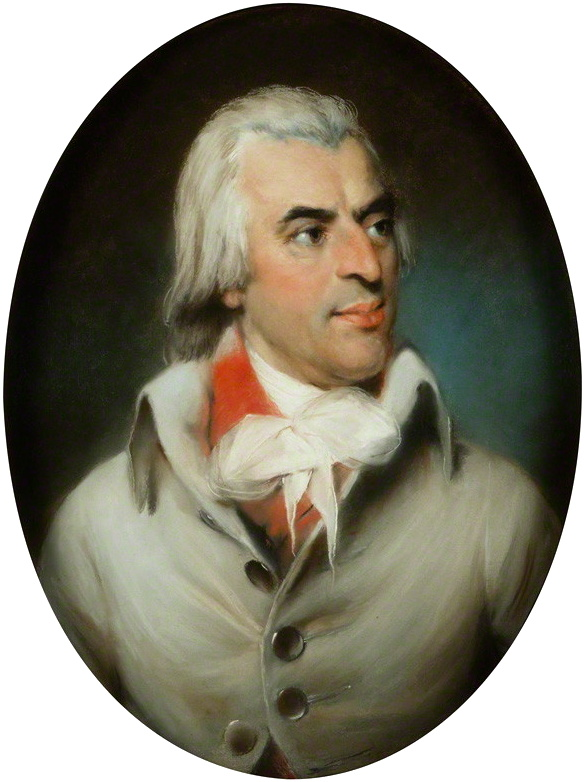
A. Young

1. L'art de briller en société, Paris, Flammarion, 2014, 429 p. (ISBN 978-2-08-133905-7)
  - Manuel de bienséance, édité en 1851, sous forme d'abécédaire. Tentative de ressusciter un art disparu quelques décennies plus tôt.
  - Bescherelle emprunte plusieurs passages à des auteurs du siècle précédent sans signaler ces emprunts (P. Assouline le signale également dans sa préface). Il n'est donc malheureusement pas possible d'utiliser en référence cet ouvrage dans cet article.
  - Plusieurs entrées concernent les thèmes de cet article (Conversation, Ton, Raillerie...)
  - Préface de Pierre Assouline, qui y développe sa nostalgie envers le mythe de la conversation classique

François-René de Chateaubriand

(1768-1848) - Écrivain et homme politique - Mémorialiste
1. Mémoires d'Outre-Tombe, vol. II, Paris, Gallimard, coll. « Bibliothèque de la Pléiade », 2008, 1496 p. (ISBN 978-2-07-010128-3)
  - Tableau historique rédigé à partir de 1811, regard sur l'Ancien Régime et sa chute
2. Génie du christianisme, Gallimard, coll. « Bibliothèque de la Pléiade », 2003, 2089 p. (ISBN 978-2-07-010863-3)
  - Réflexions esthétiques sur les Belles-lettres et la littérature (au sens classique), écrites en 1802.

Émile Deschanel

(1819-1904) - Écrivain et homme politique
1. Histoire de la conversation, Michel Lévy Frères, coll. « Hetzel et Lévy », 1857
  - Origines et tableau de la conversation à la période classique

Frères Goncourt

Écrivains naturalistes du 19e siècle
Honoré-Gabriel Riqueti de Mirabeau

(1749-1791) - Homme politique et révolutionnaire

L'artificialité de la civilité mondaine de l'Ancien Régime finissant aurait entraîné la corruption des mœurs. Selon Jean Starobinski, il a créé le terme civilisation
Charles-Augustin Sainte-Beuve

(1804-1869) - Écrivain et critique littéraire - Membre de l'Académie

Auteur de plusieurs Portraits littéraires d'écrivains cités ici : chevalier de Méré, Molière, La Fontaine, Racine, Boileau, Madame de La Fayette...
1. Portraits littéraires, Robert Laffont, coll. « Bouquins », 1993, 1224 p. (ISBN 978-2-221-05877-0) '
  - Biographies littéraires rédigées des années 1830 aux années 1850. L'auteur fait le portraits de plusieurs écrivains du classicisme et des Lumières.
  - Plusieurs portraits éclairent le thème de l'article, et particulièrement Le chevalier de Méré ou de l'honnête homme au 17e siècle

Madame de Staël

(1766-1817) - Femme de lettres - Elle assiste très jeune aux conversations dans le salon animé par sa mère, Madame Necker

Au début du 19e siècle, après l'extinction de cet art, elle le dépeint avec nostalgie et passion, l'analyse dans ses essais, et tente de faire revivre cet art
1. De la littérature, Flammarion, 1991, 445 p. (ISBN 978-2-08-070629-4)
  - Écrit en 1800. Sous-titre : De la littérature considérée dans ses rapports avec les institutions sociales
  - Le sous-titre du chapitre XVIII résume la position de l'ouvrage quant au thème de cet article : Pourquoi la nation française était-elle la nation de l'Europe qui avait le plus de grâce, de goût et de gaieté ?
2. De l'Allemagne, Flammarion, 1968 (ISBN 978-2-08-070166-4)
  - Rédaction achevée en 1808, dans le but de faire dialoguer, en littérature, l'Allemagne et la France, sur un ton vibrant et passionné.
  - Les chapitres X, XI et XII traitent de l'art de la conversation

Stendhal

(1783-1842) - Écrivain réaliste et romantique, et voyageur
1. Voyages en Italie, Gallimard, coll. « Bibliothèque de la Pléiade », 2009, 1873 p. (ISBN 978-2-07-010697-4)
  - Récits de voyages en Italie à partir entre 1817 et 1826

Hippolyte Taine

(1828-1893) - Historien et philosophe

Les premiers chapitres de Origine de la France contemporaine décrivent en particulier le contexte culturel des conversations et des salons à la fin de l'Ancien Régime
1. Les origines de la France contemporaine, Robert Laffont, coll. « Bouquins », 2011, 393 p. (ISBN 978-2-85203-568-3) '
  - Écrit à partir de 1870, il s'agit de philosophie politique et de morale sociale.
  - La première partie est consacrée à l'Ancien Régime et la société est décrite en « naturaliste »

Arthur Young 

(1741-1820) - Agronome voyageur britannique

Effectue plusieurs voyages en France entre 1787 et 1790 et rédige plusieurs ouvrages à partir de ses observations de la société française

### Études modernes
Pierre Assouline

Homme de lettres - Ancien directeur du magazine littéraire Lire
1. Bescherelle, Préface
  - L'auteur y développe sa nostalgie envers le mythe de la conversation classique

Benedetta Craveri

Professeur d'université en Italie, spécialiste de la civilisation française des 17e et 18e siècles
1. L'âge de la conversation (trad. E. Deschamps-Pria), Gallimard, coll. « tel », 2002, 680 p. (ISBN 978-2-07-077470-8)
  - Histoire de la société mondaine à travers les portraits de figures emblématiques des Salons
  - Trois études thématiques sur la société mondaine de la France des 17e et 18e siècles, la plus importante concernant spécifiquement la conversation
  - Bibliographie abondamment commentée
2. Madame du Deffand et son monde, Seuil, coll. « Points Essais », 1999, 638 p. (ISBN 978-2-02-034781-5)
  - Autour de la biographie de Madame du Deffand, portraits d'autres personnalités marquantes de la vie sociale et culturelle de la France classique
  - Nombreuses mentions relatives à la conversation. Correspondance entre Madame de Staal et Madame de Lespinasse
  - Préface de Marc Fumaroli - Index biographique largement renseigné

Jean Dagen

Professeur émérite à l'université Paris-Sorbonne, spécialiste des moralistes français de Montaigne à Chamfort
1. Introduction à Crébillon, p. 7-33
  - Présentation du genre des dialogues galants : analyse de la forme et approche morale et philosophique
2. Introduction à Fontenelle Nouveaux dialogues de morts, p. 9-95
  - Place de la forme Dialogue dans la production littéraire de l'époque.

Louis Van Delft

Professeur de langue et littérature française, spécialiste des moralistes français et européens
1. Les moralistes. Une apologie, Paris, Gallimard, coll. « folio essais », 2008, 458 p. (ISBN 978-2-07-030958-0)
  - Analyse du contexte moral, entre littérature et anthropologie

Delphine Denis

Agrégée de Lettres Classiques. Thèse de Doctorat en 1991 sur la conversation dans la littérature, à partir de l'œuvre de Madeleine de Scudéry
1. La Muse galante, Honoré Champion, 1997, 393 p. (ISBN 978-2-85203-568-3)
  - Sous-titre : Poétique de la conversation dans l'œuvre de Madeleine de Scudéry
  - Définitions, méthodologie, forme et contenu de la conversation littéraire, qui s'inspire de la conversation réelle, et devient à son tour un modèle pour la pratique réelle. Plusieurs chapitres sont consacrés à la rhétorique des conversations.
  - Abondante bibliographie
  - Version actualisée d'une thèse de doctorat soutenue en 1991 par l'auteure.

Norbert Elias

Philosophe et historien des civilisations européennes.

Réflexion sur la Société de cour et l'extension des pratiques curiales (en particulier langagières) à l'ensemble de la société
1. La société de cour, Flammarion, coll. « Champs », 1985, 330 p. (ISBN 978-2-08-081144-8)
  - Analyse du contexte de l'apparition de la société de cour, et des modifications des comportements qu'elle a provoqué dans l'aristocratie

Georges Forestier

Professeur de littérature
1. Molière : Œuvres complètes, t. 1, Paris, Gallimard, coll. « Bibliothèque de la Pléiade », 2009, 1600 p. (ISBN 978-2-07-011741-3)
  - Édition de Georges Forestier. L'introduction contient de nombreuses indications sur le Conversation, à propos des pièces de Molière évoquant la vie mondaine

Marc Fumaroli

Académicien, professeur au Collège de France, historien de la rhétorique, il s'est intéressé en particulier à la littérature et à la culture européennes du 16e siècle au 18e siècle.
1. La diplomatie de l'esprit : de Montaigne à La Fontaine, Gallimard, coll. « tel », 1998 (ISBN 978-2-07-076255-2)
  - Recueil de 16 articles consacrés à différentes figures littéraires du 17e siècle français
  - Un article est consacré précisément à la conversation : aspects linguistique, rhétorique et sociologique
  - Beaucoup d'indications dans les articles consacrés aux salons littéraires et à La Fontaine
2. La grandeur et la grâce, Paris, Robert Laffont, coll. « Bouquins », 2014, 1066 p. (ISBN 978-2-221-11525-1)
  - Recueil incluant Quand l'Europe parlait français dans lequel l'auteur fait le portrait de différents personnages, français ou non, du monde littéraire classique
3. Trois institutions littéraires, Gallimard, coll. « folio histoire », 2010, 365 p. (ISBN 978-2-07-032859-8)
  - La conversation est l'une des trois institutions du titre, présentée dans une perspective historique élargie, et essentiellement dans le contexte des Salons
4. La Querelle des Anciens et des Modernes, Gallimard, coll. « folio Classique », 2012, 893 p. (ISBN 978-2-07-038752-6)
  - Recueil de textes extraits de différents ouvrages classiques traitant de cette querelle.
  - Préface de Marc Fumaroli
5. L'École du silence : Le sentiment des images au XVIIe siècle, Flammarion, coll. « ChampsArts », 2008, 669 p. (ISBN 978-2-08-121754-6)
  - Ouvrage consacré au « sentiment des images », invitation à écouter l'éloquence des œuvres plastiques et la rhétorique académique du XVIIe siècle
6. Présentation des Histoires ou Contes du temps passé de Perrault, Paris, Flammarion, coll. « GF », 2014, 268 p. (ISBN 978-2-08-135131-8)
  - Dans la présentation de l'ouvrage de Perrault, l'auteur analyse en particulier l'évolution de la rhétorique et de l'éloquence sur la période classique
7. La République des Lettres, Paris, Gallimard, coll. « nrf Bibliothèque des Histoires », 2015, 480 p. (ISBN 978-2-07-073064-3)
  - Une partie de l'ouvrage est consacrée aux conversations classiques
8. Le sablier renversé : Des Modernes aux Anciens, Paris, Gallimard, coll. « tel », 2013, 733 p. (ISBN 978-2-07-013507-3)
9. 1684 : Introduction à Baltasar Graciàn
  - Présentation du contexte de la parution de la traduction par Amelot de la Houssaye de l'œuvre de Gracian
10. Exercices de lecture, Gallimard, coll. « nrf Bibliothèque des Idées », 2009, 778 p. (ISBN 978-2-07-072985-2)
  - Recueil d'articles consacrés, selon l'expression de l'auteur, « à la fonction de la littérature comme lien de civilisation entre individus jaloux de leur individualité »
  - L'article De la civilité à la citoyenneté aborde largement la conversation dans le cadre littéraire des Belles-lettres.

Emmanuel Godo

Écrivain et essayiste - Enseigne la littérature
1. Histoire de la conversation, puf, coll. « Perspectives littéraires », 2003, 326 p. (ISBN 978-2-13-053412-9)
  - Essai d'histoire de la conversation, organisé autour de l'Art de la conversation classique

Anne-Marie Lugan Dardigna

Chercheur et écrivain - Regard féministe sur la société des salons du 18e siècle
1. Ces dames au salon : féminisme et fêtes galantes au XVIIIe siècle, Paris, Odile Jacob, 2014, 183 p. (ISBN 978-2-7381-3151-5)
  - Point de vue féministe sur la société des salons des 17e et 18e siècles : sous-titre Féminisme et fêtes galantes au 18e siècle

Jacques Revel

Historien, spécialiste de l'histoire sociale et culturelle de l'Europe des XVIe  au  XVIIIe siècles

Il a collaboré à l'édition de l'Histoire de la vie privée
1. Histoire de la vie privée, vol. 3 De la Renaissance aux Lumières, Seuil, coll. « Points Histoire », 1999, 635 p. (ISBN 978-2-02-037642-6), « de la Renaissance aux Lumières »
  - Évolution des mentalités à la période classique : comportements de l'individu, du groupe, de la famille

Daniel Roche

Historien - Professeur au Collège de France

Spécialiste de l'histoire culturelle et sociale de la France d'Ancien régime
1. Les circulations dans l'Europe moderne XVIIe siècle et XVIIIe siècle, Paris, Pluriel, 2011, 1031 p. (ISBN 978-2-8185-0073-6)
  - Dans la société d'Ancien Régime, les voyages se multiplient, valorisant les transferts culturels et les échanges : les conversations, aux étapes ou en calèche, sont ainsi évoquées à différentes reprises.

Jean Seznec

Historien de l'art
1. Préface aux Salons
  - Édition critique des Salons de Diderot

Jean Starobinski

Historien, membre de l'Institut

Réflexion sur la conversation classique à travers les conventions de société (civilité, flatterie...) et l'étude des auteurs des Lumières (Voltaire, Diderot, Rousseau...)
1. Le remède dans le mal : Critique et légitimation de l'artifice à l'âge des Lumières, Gallimard, coll. « nrf essais », 2013, 286 p. (ISBN 978-2-07-071514-5)
  - Différents thèmes sont abordés successivement autour des « conventions de société » de la période classique. Deux chapitres concernent plus particulièrement le thème de l'article : Le mot civilisation et Sur la flatterie

Chantal Thomas

Écrivain et universitaire - Spécialiste de la littérature française du 18e siècle
1. L'esprit de conversation, Paris, Payot, coll. « Rivages poche », 2011, 123 p. (ISBN 978-2-7436-2194-0)
  - Évocation de trois salons et de l'esprit de conversation qui caractérisait chacun
  - Éloge de cet art de la conversation

Collectif
1. Claire Badiou-Monferran (dir.), La Littérarité des belles-lettres : Un défi pour les sciences du texte ?, Paris, Classiques Garnier, coll. « Investigations stylistiques », 2013, 505 p. (ISBN 978-2-8124-1328-5)
  - Doit-on et peut-on penser la beauté des belles-lettres, de la littérature d'avant la littérature ?
  - Contributions d'une trentaine de chercheurs réunis en 2012 à la Sorbonne

Collectif
1. J.-Y. Tadié (dir.), J. Cerquigni-Toulet, F. Lestringant, G. Forestier et E. Bury, La littérature française : dynamique & histoire, t. I, Paris, Gallimard, coll. « folio essais », 2007, 929 p. (ISBN 978-2-07-041885-5)
  - Réponses à la question : Que fut, à chaque grand âge de l'histoire culturelle de la France, la littérature, pour les contemporains ?
  - La partie « XVIIe siècle » évoque en particulier l'apparition des belles-lettres et la conversation mondaine
2. J.-Y. Tadié (dir.), M. Delon, F. Mélonio, B. Marchal, J. Noiray et A. Compagnon, La littérature française : dynamique & histoire, t. II, Gallimard, coll. « folio essais », 2007 (ISBN 978-2-07-041886-2)
  - Récit des acceptions différentes, infléchies, que le mot littérature reçut tout au long de l'histoire en France
  - La partie « XVIIIe siècle » aborde en particulier les liens entre littérature et mondanités

Collectif
1. Bernard Bray (dir.) et Christoph Strosetzki (dir.), Art de la lettre : Art de la conversation à l'époque classique en France, Paris, klincksieck, 1995, 372 p. (ISBN 2-252-03010-0)
  - Actes du colloque de Wolfenbüttel d'octobre 1991

Collectif
1. Patrick Dandrey (dir.), Naissance de la critique littéraire, Presses universitaires du Midi, coll. « littératures classiques », 2015 (ISBN 978-2-252-03010-3 et 2-252-03010-0)
  - Recueil des interventions d'un cycle de conférences à Paris-Sorbonne en 2009-2010

## Autres sources

### Illustrations sonores
Les enregistrements proposés des textes de Bossuet et de Diderot sont une approche sonore des conversations classiques, par les textes et le ton. La prononciation reste cependant celle d'aujourd'hui.
- Les Précieuses Ridicules (lire en ligne)[s 143]

(à partir de la minute 27:00) En 1956, Madame Simone donne une leçon sur la pièce de Molière, en demandant un ton familier plutôt que théâtral.
À défaut d'entendre les voix des véritables précieuses, cette leçon permet d'imaginer leur ton.
- Louis de Bourbon, Prince de Condé (lire en ligne)[s 144]

En 1958, Madame Simone donne une leçon sur une lecture du texte de Bossuet.
Dans un premier temps, l'élève adopte le ton emphatique convenant à Bossuet à adressant à Monsieur dans la chapelle royale de Versailles : peut-être une évocation du ton courtisan lors d'une audience royale ?
Puis le professeur amène l'élève à adopter le ton d'une lecture familière au coin du feu : peut-être un écho du ton au coin de l'âtre cher à Diderot ?
- Le paradoxe sur le comédien (lire en ligne)

France-Culture - La nuit rêvée rediffusion du 02-11-2014 . L'enregistrement est également disponible sur ce site :  après avoir sélectionné l'émission 'les Nuits Rêvées de...', à la date du 02-11-2014
En 1996, Fabrice Luchini réalise une lecture d'extraits de l'essai de Diderot au festival d'Avignon.
L'acteur lit sur un ton théâtral, mais adopte un ton plus familier du coin de l'âtre lorsqu'il aborde les passages où le premier personnage raconte des anecdotes. Cette modulation pourrait correspondre aux tons que Diderot veut différencier, au théâtre et dans les salons.
- Rituel de cour : le mot (lire en ligne)

France-Culture - Les chemins de la connaissance - Juillet 1994 - rediffusion du 18-12-2014.
L'enregistrement est également disponible sur ce site :  après avoir sélectionné l'émission Les Nuits de France-Culture, à la date du 18-12-2014
En 1994, Danielle Trudeau intervient dans une série d'émissions consacrées aux rituels de cour, sur le langage.
Elle évoque les réformes de la langue, la réduction du vocabulaire et le langage de la cour, la conversation courtisane : apprentissage et jeu d'échecs.
- La plume, l'atelier typographique et la scène dans l'Europe de la première modernité (XVIe – XVIIe siècles) (lire en ligne).

Cours donné par Roger Chartier au Collège de France pour l'année 2014-2015.
A l'occasion de ce cours, Roger Chartier développe longuement le concept italien de sprezzatura est ses équivalents européens, dont l'équivalent étymologique nonchalance correspond à la grâce, qualité suprême recherchée dans la conversation mondaine classique.
Écouter en particulier les cours des 13 novembre 2014 (11h) et 18 décembre 2014 (11h)
- Textes sans frontières (XVIe – XVIIIe siècles) (lire en ligne).

Cours donné par Roger Chartier au Collège de France pour l'année 2013-2014.
Roger Chartier travaille sur les textes dont la diffusion s'est étendue au-delà de la langue et du pays d'origine, dont la Clélie de Madame de Scudéry